# Умершие в июне 2020 года
Это список известных людей, соответствующих установленным критериям значимости (см. Википедия:Критерии значимости персоналий), умерших в июне 2020 года.
Причина смерти указывается лишь в исключительных случаях (убийство, самоубийство, гибель в результате военных действий, смертная казнь, ДТП или несчастные случаи). В остальных случаях — не указывается.

## 30 июня

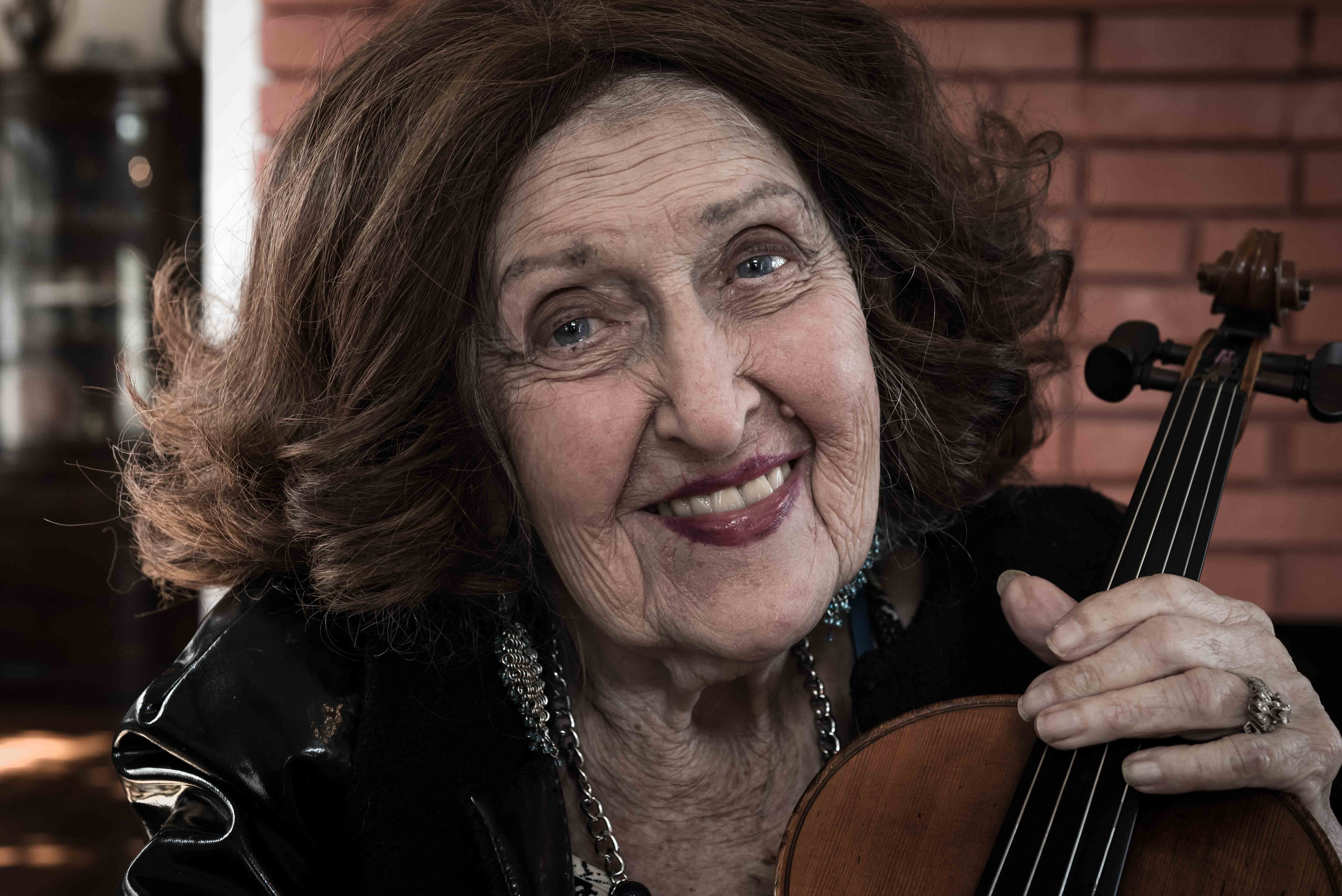
Ида Гендель

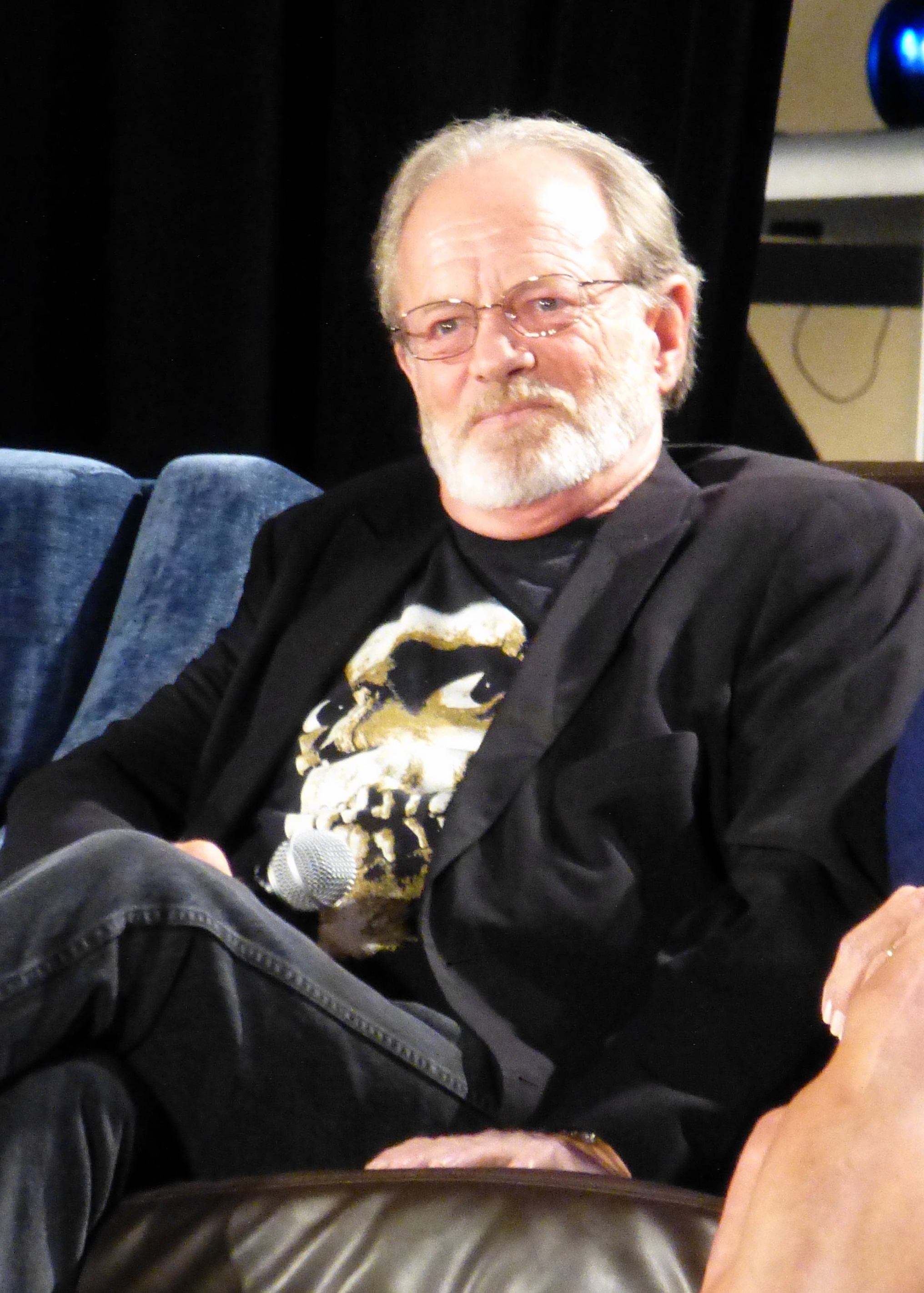
Дэн Хикс

- Банац, Иво (73) — хорватский историк и политический деятель, председатель либеральной партии (2003—2004), депутат парламента (2003—2008)[1].
- Бурак, Андрей (81) — молдавский поэт, прозаик, драматург и переводчик[2].
- Гендель, Ида (91) — английская скрипачка[3].
- Ерёмин, Василий Петрович (77) — советский и российский военно-морской деятель, заместитель Главкома ВМФ России (1992—1995), начальник ВМА (1995—2003), адмирал (1994)[4].
- Ерзин, Мунир Ибрагимович (92) — советский и казахский китаевед и тюрколог[5].
- Жидков, Александр Александрович (84) — советский и российский художник[6].
- Кабанов, Александр Сергеевич (72) — советский и российский ватерполист и тренер, двукратный чемпион летних Олимпийских игр: в Мюнхене (1972) и в Москве (1980), заслуженный мастер спорта (1972), заслуженный тренер России (2000)[7].
- Кулай, Анатолий Григорьевич (53) — российский военачальник, командующий 31РА (с 2010 года), генерал-лейтенант (2013)[8].
- Момченко, Ольга Петровна (59) — российский экономист, доктор экономических наук, профессор кафедры международной экономики АлтГУ[9].
- Проскурин, Виктор Алексеевич (68) — советский и российский актёр театра, кино и дубляжа, заслуженный артист РСФСР (1982)[10].
- Разина, Марина Дмитриевна (54) — русская художница[11].
- Финшер, Людвиг (90) — немецкий музыковед[12].
- Флёрова, Елена Николаевна (76) — российская художница, почётный член РАХ (2007)[13].
- Хикс, Дэн (68) — американский актёр[14].
- Чуяко, Юнус Гарунович (79) — советский и российский адыгейский писатель, народный писатель Республики Адыгея[15].

## 29 июня

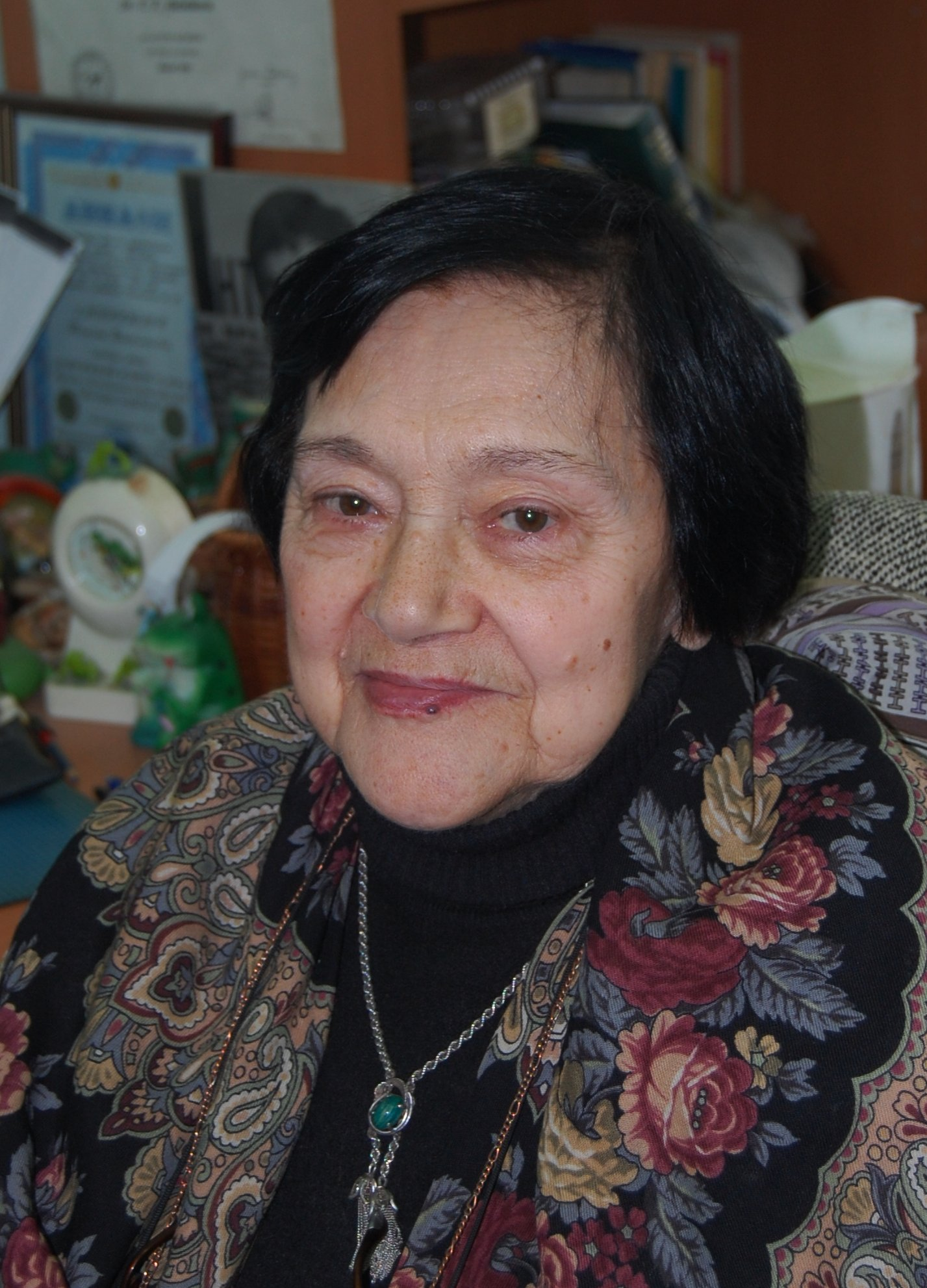
Татьяна Алейникова

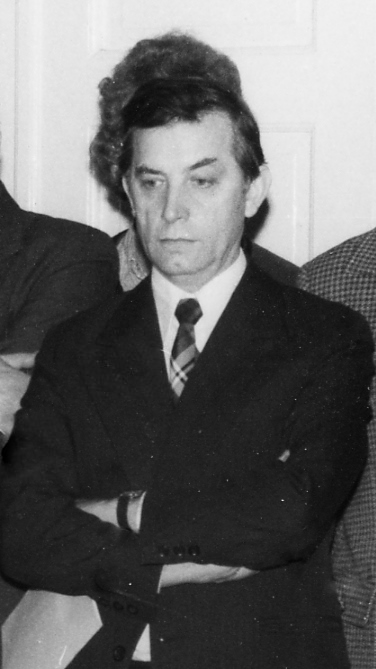
Мариан Ожеховский

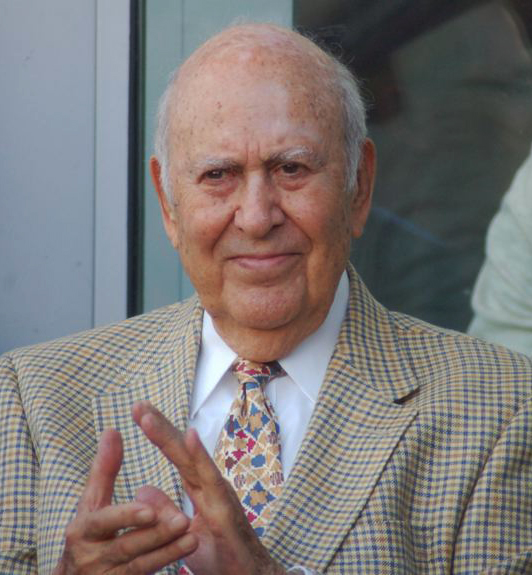
Карл Райнер

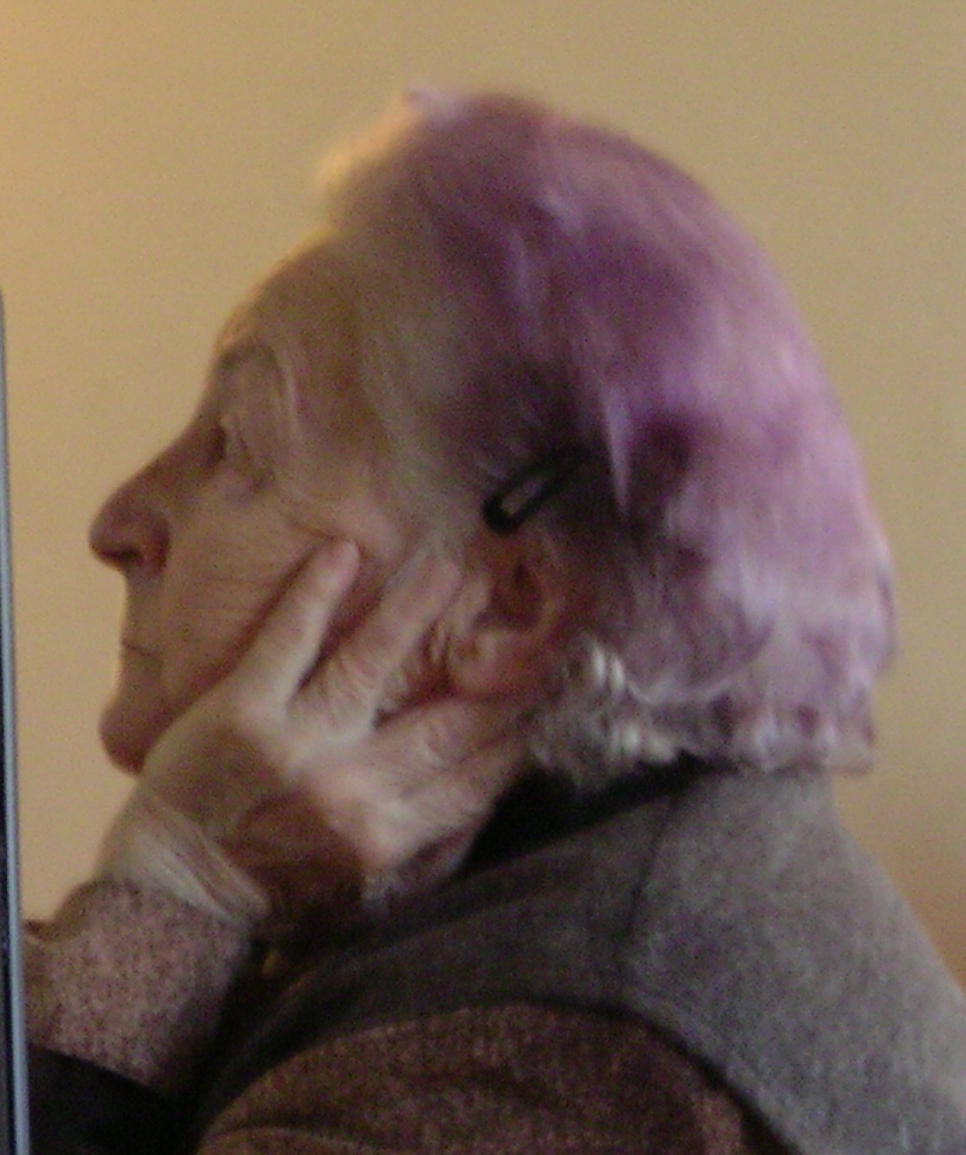
Ирина Тюлина

- Алейникова, Татьяна Вениаминовна (89) — советский и российский нейрофизиолог, доктор биологических наук (1984), профессор (1985)[16].
- Баркуэро, Эфраин (89) — чилийский поэт[17].
- Живоглядов, Валерий Петрович (81) — советский и киргизский учёный в области информационных технологий, действительный член АН Киргизской ССР/НАН Кыргызстана (1984) (о смерти сообщено в этот день)[18].
- Золотарёв, Леонард Михайлович (85) — советский и российский писатель, председатель Орловского отделения Союза писателей СССР (1986—1987)[19].
- Макаров, Владимир Витальевич (84) — советский и российский специалист в области технологии судостроения, доктор технических наук (1979), профессор (1983), ректор Севмашвтуза (1988—2006), заслуженный деятель науки Российской Федерации (1998)[20].
- Мардонес, Бенни (73) — американский певец и автор песен[21].
- Марсель, Эрнесто (72) — панамский боксёр, чемпион мира в полулёгком весе по версии WBA (1972—1974)[22].
- Мэндел, Джонни (94) — американский композитор и аранжировщик, лауреат премии «Грэмми» (1966) (о смерти объявлено в этот день)[23].
- Ожеховский, Мариан (88) — польский государственный деятель, министр иностранных дел (1985—1988)[24].
- Платонов, Юрий Егорович (78) — советский и российский якутский эстрадный певец, заслуженный артист РСФСР (1991)[25].
- Райнер, Карл (98) — американский комик, актёр, режиссёр, сценарист и продюсер[26].
- Раск, Свенн Оге (84) — датский футбольный вратарь, чемпион Дании в составе «Б-1909» (1959, 1964)[27].
- Саржевский, Анатолий Васильевич (63) — советский и украинский гандболист и гандбольный арбитр[28].
- Сулон, Альберт (82) — бельгийский футболист, игрок национальной сборной (1965—1967)[29].
- Тобен, Фредерик (76) — австралийский отрицатель Холокоста[30].
- Тюлина, Ирина Александровна (98) — советский и российский учёный-механик и историк науки, заслуженный преподаватель МГУ (1999)[31].
- Хундесса, Хачалу (34) — эфиопский певец и композитор; убит[32].
- Шамилов, Чингиз Гасым оглы (?) — советский и азербайджанский тренер по спортивной гимнастике, генеральный секретарь Федерации спортивной гимнастики Азербайджана, заслуженный тренер СССР[33].
- Эндеман, Гернот (78) — немецкий актёр[34][35].

## 28 июня

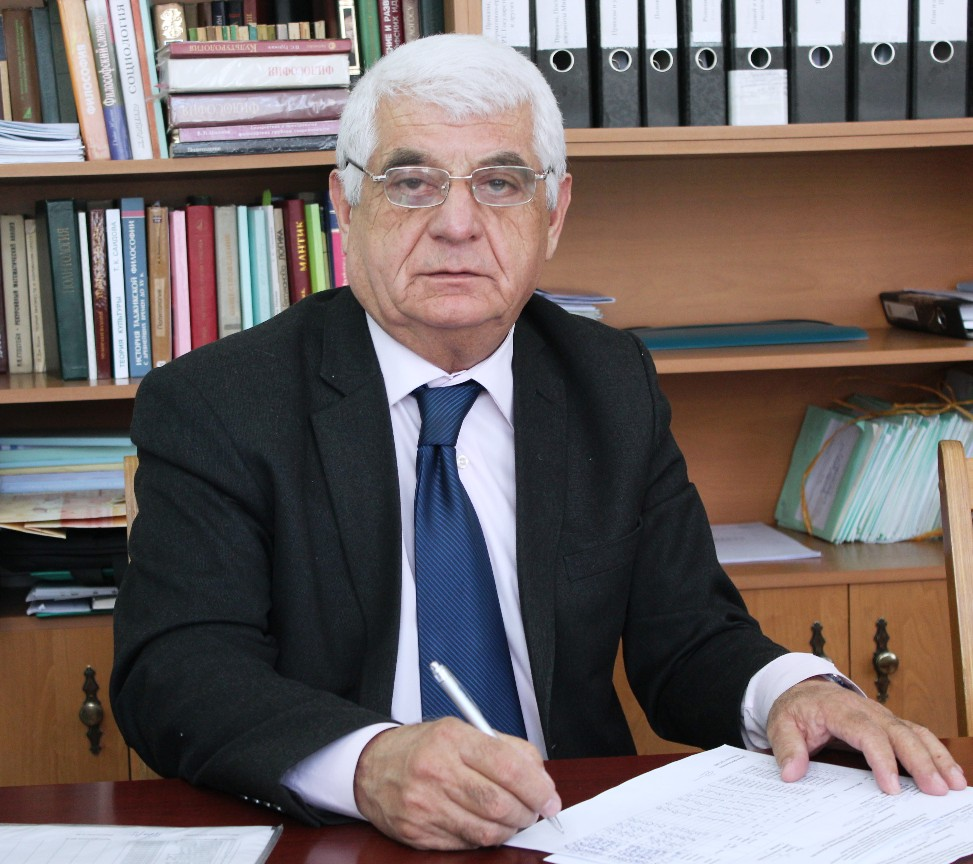
Абдусамад Самиев

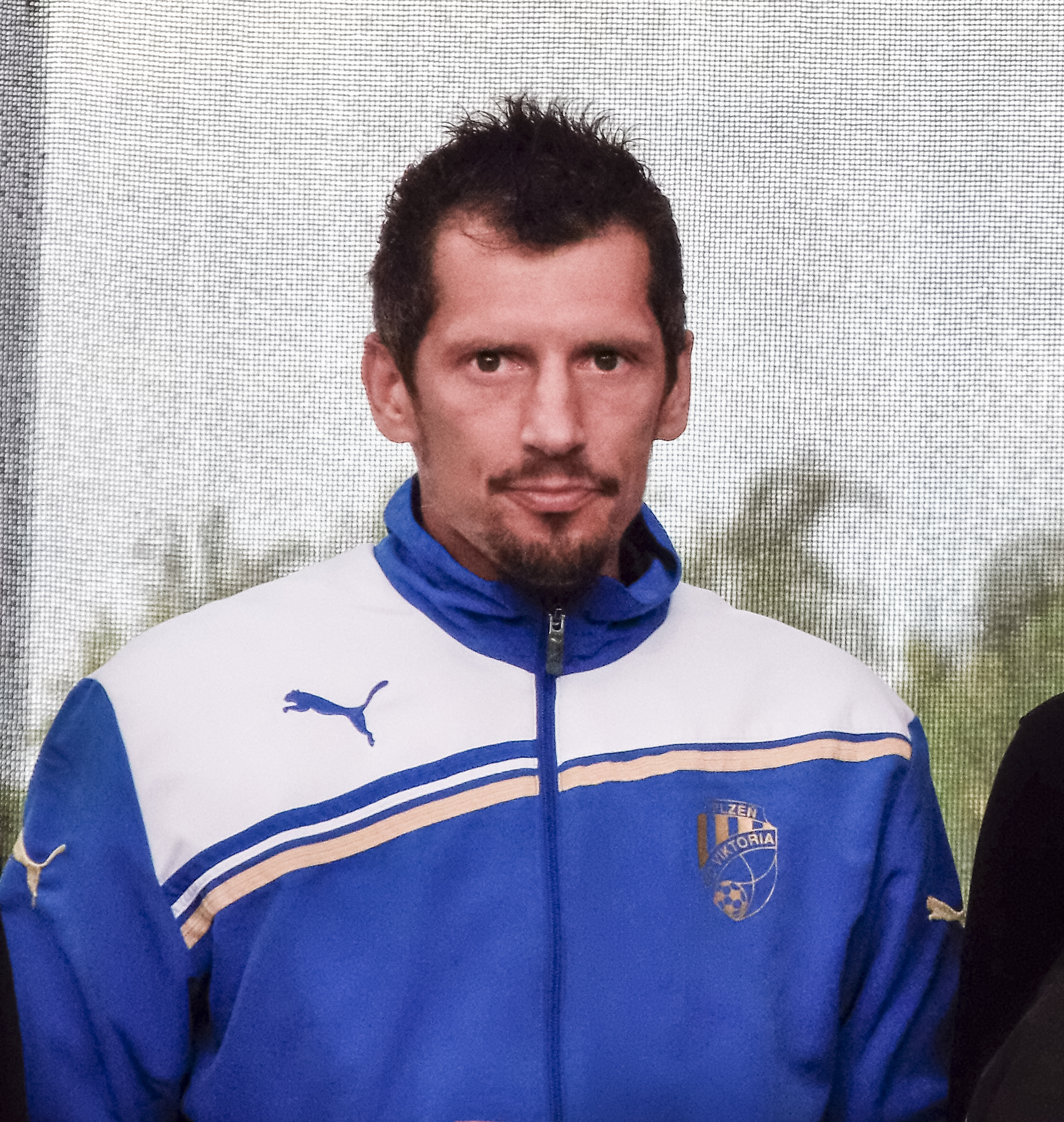
Мариан Чишовский

- Анайя, Рудольфо (82) — американский писатель и драматург[36].
- Аркавин, Сергей Генрихович (69) — советский и российский поэт и литературный переводчик[37].
- Бриджфорд, Ким (60) — американская поэтесса[38].
- Вышеславцев, Юрий Фёдорович (86) — советский и российский хозяйственный деятель, Герой Социалистического Труда (1979)[39].
- Кодиров, Амонулло (76) — советский и таджикский актёр, народный артист Таджикистана (1994)[40].
- Ласарте, Сильвия (56) — боливийский политический деятель, президент Конституционной ассамблеи Боливии (2006—2008)[41].
- Махони, Луи (81) — британский актёр[42][43].
- Осмонов, Кубанычбек (69) — киргизский композитор[44].
- Рондинелла, Лучано (86) — итальянский актёр и певец[45].
- Самиев, Абдусамад Хасанович (72) — таджикский философ и государственный деятель, заместитель министра обороны Таджикистана (1991—1993)[46].
- Солтисик, Мими (45) — американский политический деятель, сопредседатель Социалистической партии США (2013—2015)[47].
- Чишовский, Мариан (40) — словацкий футболист, трёхкратный чемпион Словакии, двукратный чемпион Чехии[48].
- Шэнь Цзилань (91) — китайский политический деятель, депутат Всекитайского собрания народных представителей (с 1954 года), кавалер ордена Республики (2015)[49].
- Юй Лань (99) — китайская актриса, лауреат Московского международного кинофестиваля (1961)[50][51].
- Яковенко, Сергей Борисович (82) — советский и российский камерный певец (баритон), народный артист Российской Федерации (1997)[52].

## 27 июня

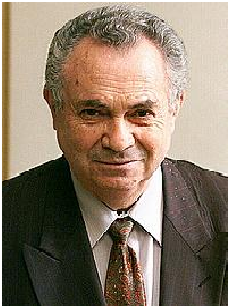
Марк Гурман

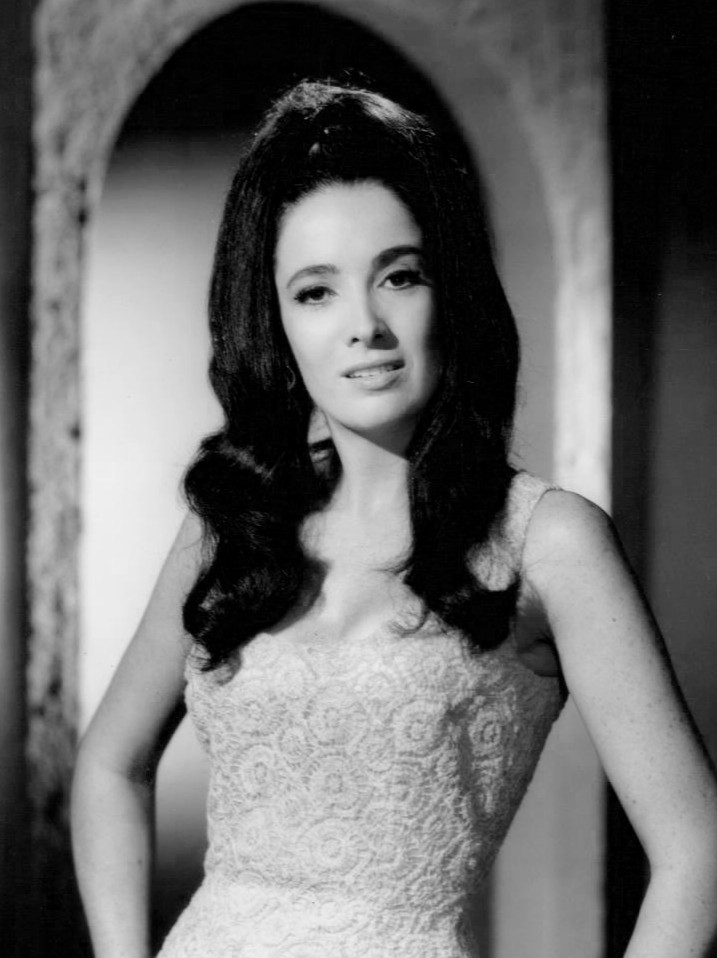
Линда Кристал

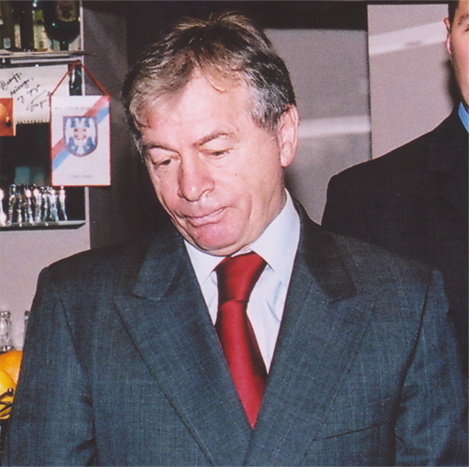
Илия Петкович

- Абдессалам, Белаид (91) — алжирский государственный деятель, премьер-министр (1992—1993)[53].
- Гурман, Марк Наумович (82) — советский и латвийский артист балета и хореограф, основатель (1969) и художественный руководитель (1969—1990) варьете «Юрас перле»[54].
- Злотников, Анатолий Петрович (81) — казахстанский спортивный функционер, первый президент Федерации хоккея с шайбой Республики Казахстан (1992—1997)[55].
- Карагулов, Бакыт Назаркулович (69) — советский и киргизский кинорежиссёр, народный артист Кыргызской Республики[56].
- Карр, Пит (70) — американский гитарист[57].
- Карри, Джулиан (82) — британский актёр[58][59].
- Катков, Михаил Иванович (84) — советский и российский театральный актёр, артист Калужского областного театра драмы[60].
- Комэнеску, Думитру (111) — румынский долгожитель, старейший мужчина Европы (с мая 2020 года)[61].
- Коул, Фредди (88) — американский пианист и певец, брат Ната Кинга Коула[62].
- Кристал, Линда (89) — аргентинская актриса, лауреат премии «Золотой глобус» (1970)[63].
- Кудряшов, Александр Васильевич (83) — деятель Русской православной церкви, почётный настоятель собора святых Петра и Павла в Петергофе, протоиерей[64].
- Линдгрен, Эдгард Львович (84) — советский и российский автогонщик, чемпион СССР (1983), чемпион России (1993, 1994, 1995)[65].
- Миланов, Йордан (95) — болгарский военачальник, главный инспектор противовоздушной обороны Вооруженных сил Народной Республики Болгария (1974—1985)[66].
- Петкович, Илия (74) — югославский футболист, игрок национальной сборной (1968—1974), серебряный призёр чемпионата Европы (1968), югославский и сербский тренер[67].
- Ромилэ, Михай (69) — румынский футболист, игрок национальной сборной (1975—1979)[68].
- Рэдберг, Матс (72) — шведский эстрадный певец[69].
- Стронак, Дэвид (89) — британский археолог[70].
- Текка, Эрик (71) — австрийский баскетболист, игрок национальной сборной (1967—1988)[71].
- Тимофеев, Александр Данилович (69) — советский и украинский биатлонист, тренер и арбитр по биатлону[72].
- Тыбыкова, Александра Тайбановна (84) — советский и российский тюрколог, доктор филологических наук, профессор кафедры алтайского языка и литературы ГАГУ[73].
- Федотов, Спартак Петрович (90) — советский и российский якутский актёр, артист Якутского драматического театра (с 1972 года)[74].
- Финн, Том (71) — американский гитарист и певец (The Left Banke)[75].
- Шнитгер, Александр (61) — нидерландский военный деятель, командующий Королевскими военно-воздушными силами Нидерландов (2012—2016)[76].

## 26 июня

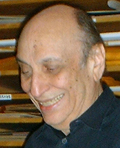
Милтон Глейзер

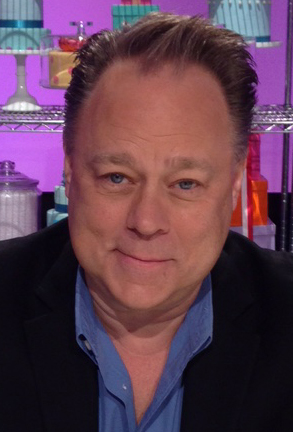
Келли Эсбери

- Байнрот, Катрин (38) — немецкая дзюдоистка, победительница чемпионата Европы по дзюдо в Дюссельдорфе (2003)[77].
- Биннер, Эрмес (77) — аргентинский государственный деятель, губернатор провинции Санта-Фе (2007—2011)[78].
- Блантон, Томас Эдвин (82) — американский террорист и деятель криминального мира[79].
- Глейзер, Милтон (91) — американский графический дизайнер[80].
- Гуртуев, Салих Султанбекович (82) — советский и российский кабардинский поэт, народный поэт Кабардино-Балкарии и Карачаево-Черкесии[81].
- Данн, Джеймс (80) — английский библеист, богослов, историк раннехристианской церкви[82].
- Додозян, Геворг (60) — армянский актёр, артист Театра имени Сундукяна[83].
- Корнфелд, Стюарт (67) — американский продюсер и актёр[84][85].
- Красников, Евгений Борисович (81) — советский и российский архитектор и писатель[86].
- Кузнецов, Владимир Александрович (66) — советский футболист («Крылья Советов», Самара)[87].
- Нанаева, Мария Токтогуловна (92) — советский и киргизский фармаколог, почётный академик Национальной академии наук Киргизской Республики[88].
- Негри, Вильям (84) — итальянский футболист, игрок национальной сборной (1962—1965)[89].
- Поллак, Ярослав (72) — чехословацкий футболист, победитель чемпионата Европы по футболу в Югославии (1976)[90].
- Пауэр, Тэрин (66) — американская актриса[91][92].
- Ревилья, Рамон (93) — филиппинский актёр и политический деятель, депутат Сената (1992—2004)[93].
- Фоли, Тео (83) — ирландский футболист и тренер, игрок национальной сборной[94].
- Хасан, Мунавар (78) — пакистанский политический деятель, лидер партии Джамаат-и-ислами (2009—2014)[95].
- Эсбери, Келли (60) — американский кинорежиссёр анимационных фильмов, сценарист[96].

## 25 июня

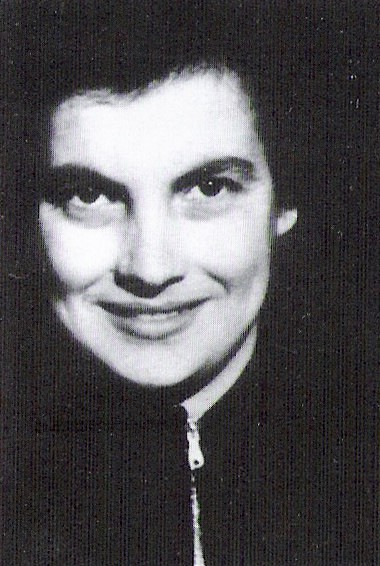
Майя Улановская

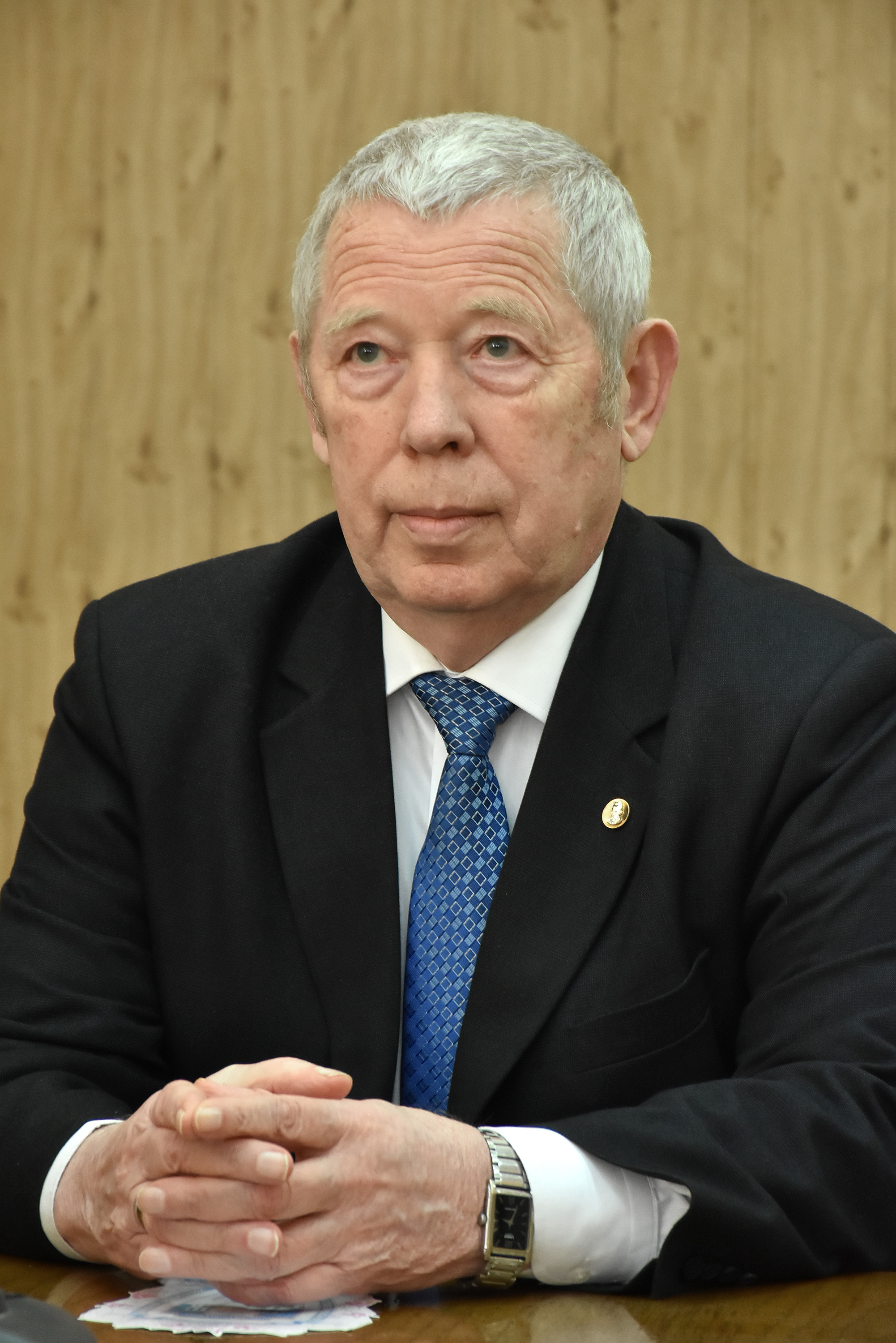
Пётр Фомин

- Аджимоби, Абиола (70) — нигерийский государственный деятель, губернатор штата Ойо (2011—2019)[97].
- Амарал, Сузана (88) — бразильская сценаристка и режиссёр[98][99].
- Бхаттачариа, Нимай (89) — индийский писатель[100].
- Гринспун, Лестер (92) — американский психиатр[101].
- Гроув, Ричард (64) — британский историк, один из основателей экологической истории[102].
- Дубровин, Борис Саввович (94) — советский и российский поэт-песенник[103].
- Желар, Патрис (81) — французский политический деятель, сенатор (1995—2014)[104].
- Казарян, Степан Левонович (84) — советский, российский и армянский тренер и арбитр по классической борьбе, заслуженный тренер СССР[105].
- Курганская, Галина Сергеевна (66) — российский учёный в области информационных технологий, доктор физико-математических наук, профессор Байкальской международной бизнес-школы ИГУ[106].
- Курсиль, Жак (82) — французский джазовый трубач и композитор[107].
- Ле Перон, Клод (72) — французский бас-гитарист[108].
- Ле Февр, Оливер (59) — французский астрофизик[109].
- Ли Дяньянь (75) — американский математик, соавтор с Аланом Джемсом Йорком математического понятия хаос[110]
- Мамале, Эмека (42) — футболист Демократической Республики Конго, игрок национальной сборной[111].
- Массамба, Киласу (69) — заирский футболист, игрок национальной сборной (1972—1976)[112].
- Остоик, Хуан (89) — чилийский баскетболист, игрок национальной сборной[113].
- Попа, Ионуц (67) — румынский футболист и футбольный менеджер[114].
- Санджиев, Николай Джамбулович (63) — советский и российский калмыцкий поэт и общественный деятель, председатель правления Калмыцкого регионального отделения Союза писателей России (с 2009 года)[115].
- Сидоров, Игорь Александрович (69) — советский и российский журналист, председатель Петербургского Союза журналистов (1994—2002)[116].
- Синотт, Джо (93) — американский художник комиксов[117].
- Слёйтелар, Ханс (84) — нидерландский поэт[118].
- Ташмухамедов, Бекжан Айбекович (85) — советский и узбекский биолог, академик Академии наук Узбекистана (1992; академик АН Узбекской ССР с 1987)[119].
- Тошек, Петер (87) — немецкий физик, «отец» лазерной спектроскопии[120].
- Улановская, Майя Александровна (87) — советский и израильский переводчик, литератор, диссидент[121].
- Утробин, Иван Степанович (86) — советский лыжник, бронзовый призёр зимних Олимпийских игр в Инсбруке (1964), заслуженный мастер спорта (1966)[122].
- Фомин, Пётр Дмитриевич (80) — советский и украинский хирург, академик НАМНУ (2011), академик НАНУ (2015)[123].
- Шайдаров, Зейнулла Мухамеджанович (86) — советский партийный и государственный деятель, председатель исполнительного комитета Акмолинского областного совета (1983)[124].
- Шукан, Пётр Петрович (78) — советский и российский врач, заслуженный врач Российской Федерации[125].

## 24 июня
- Агрен, Гёста (83) — финский поэт[126].

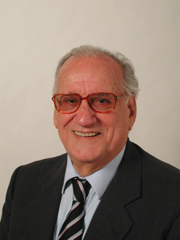
Альфредо Бионди

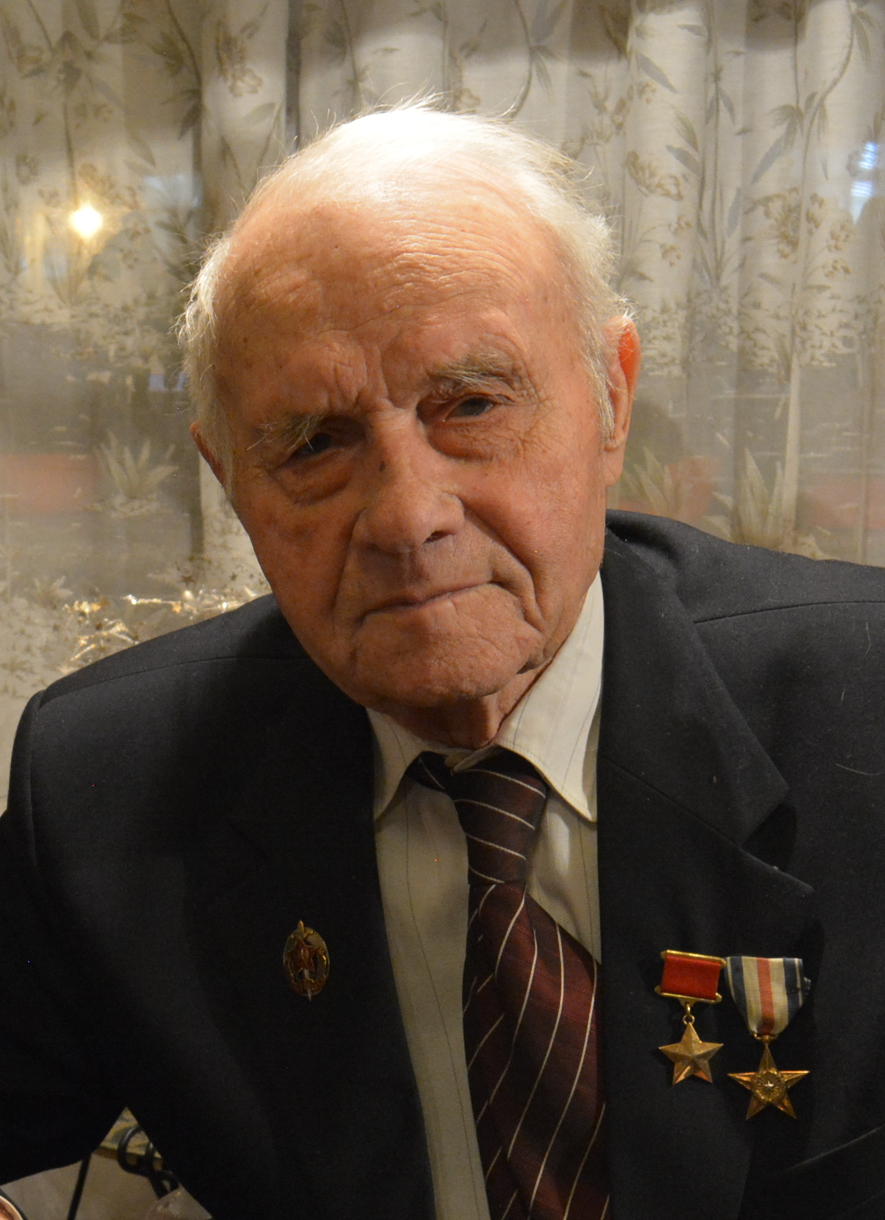
Алексей Волошин

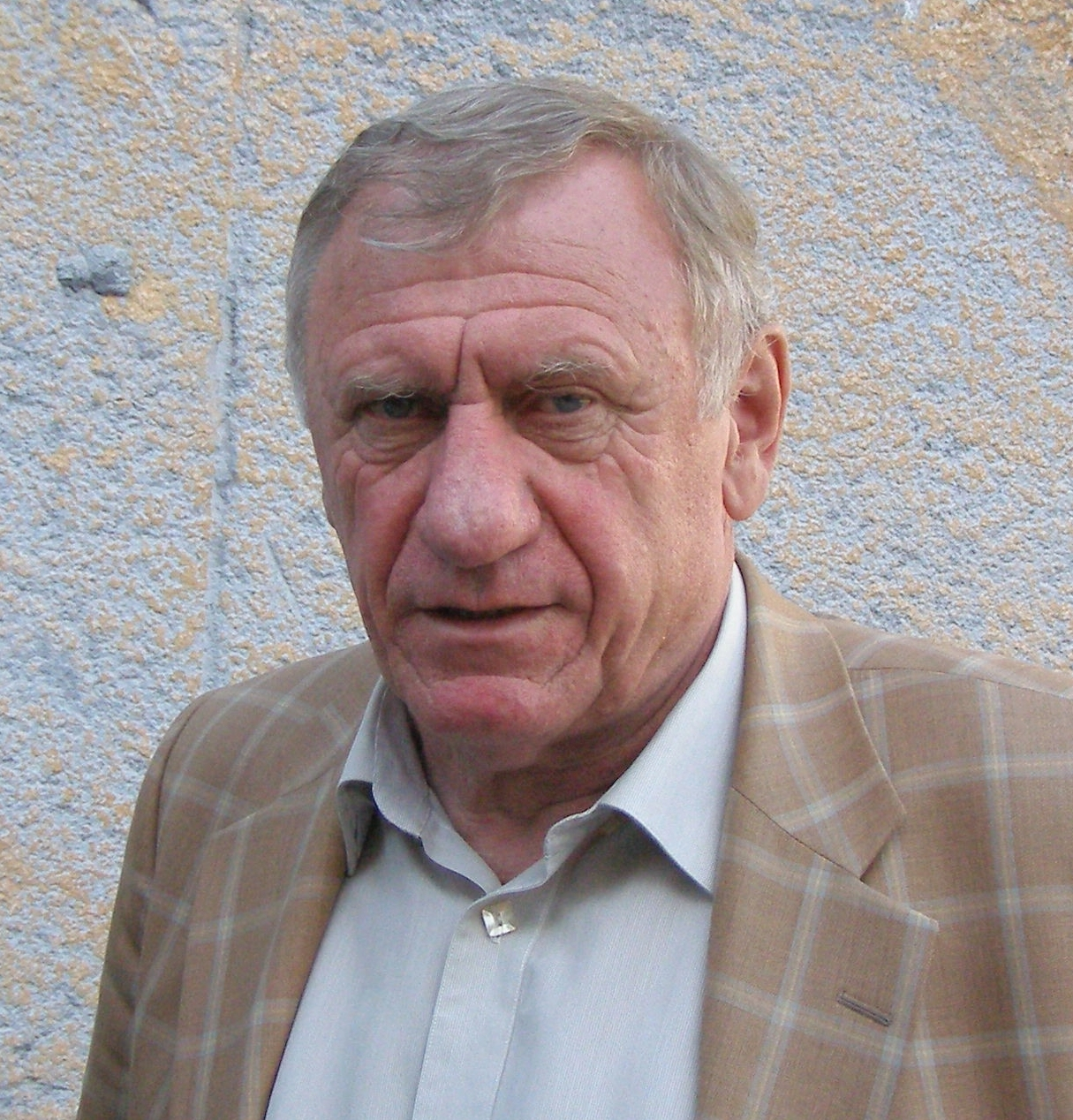
Юрий Дячук-Ставицкий

- Бионди, Альфредо (91) — итальянский государственный деятель, министр юстиции Италии (1994—1995)[127].
- Вайс, Найджел (83) — южноафриканский астроном и математик[128].
- Волошин, Алексей Прохорович (100) — советский офицер, участник Великой Отечественной войны, Герой Советского Союза (1943)[129].
- Геворкян, Гамлет (69) — армянский историк, доктор исторических наук, профессор[130].
- Говердовский, Владимир Иванович (87) — советский и российский тренер по спортивной гимнастике, заслуженный тренер России[131].
- Дарон, Анатолий Давидович (94) — советский и российский конструктор ракетных двигателей, доктор технических наук (1967), профессор (1976)[132][133].
- Джеффрис, Дик (88) — британский антрополог[134].
- Джусти, Паоло (77) — итальянский киноактёр и певец[135].
- Дячук-Ставицкий, Юрий Михайлович (73) — советский и украинский футболист и тренер, заслуженный тренер Украины (1999)[136].
- Замотина, Ирина Борисовна (81) — советская и российская актриса, артистка Театра имени Ленсовета (с 1963 года)[137].
- Карнейро, Роберт (93) — американский антрополог, член Национальной академии наук США (1999)[138].
- Паркер-Смит, Джейн (70) — британская органистка[139].
- Репин, Юрий Александрович (81) — российский актёр, артист театра «Колесо» (1992—2005), заслуженный артист РСФСР (1986)[140].
- Фюмароли, Марк (88) — французский историк, литературный критик и эссеист, член Французской академии (1995)[141].
- Хоули, Майкл (58) — американский пианист[142].
- Шарма, Ниламбер (88) — индийский писатель[143].

## 23 июня

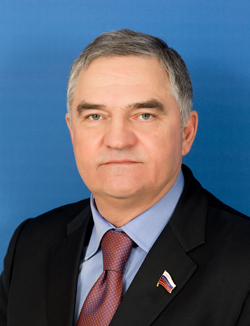
Евгений Тарло

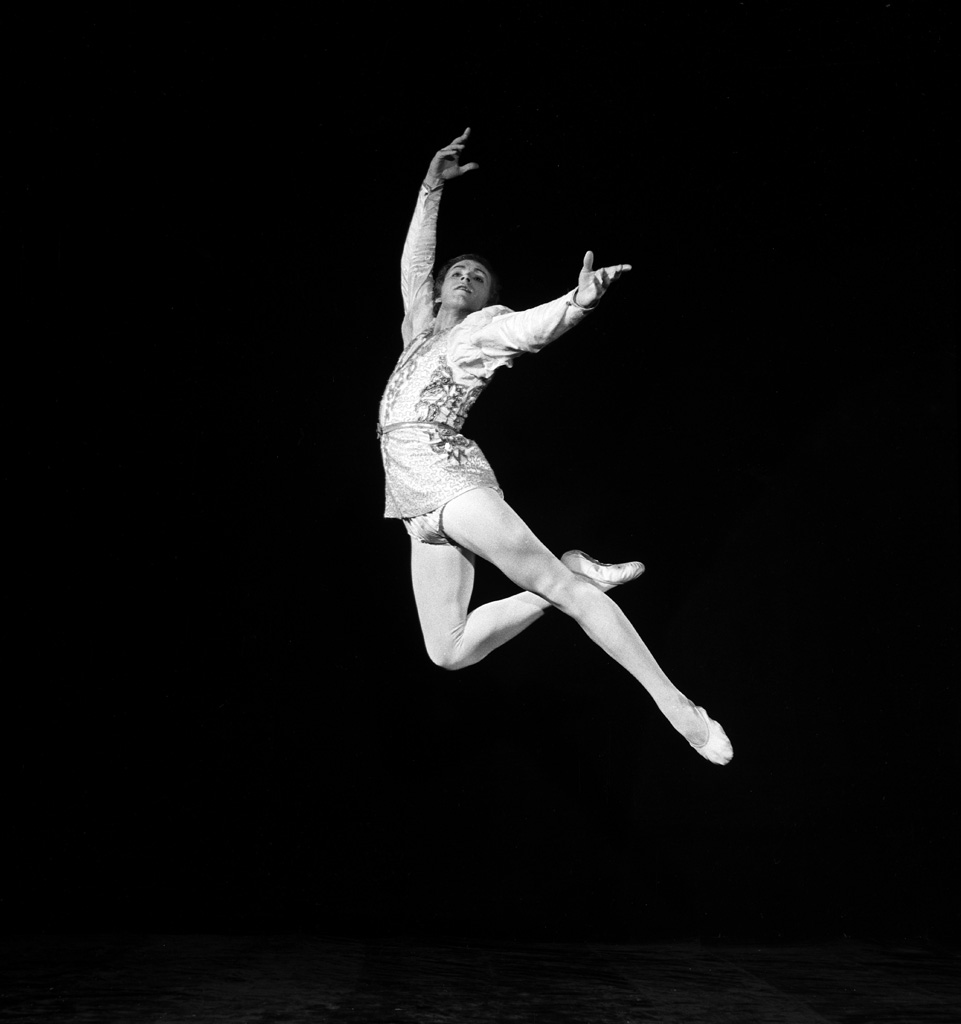
Николай Фадеечев

- Акдаг, Вехби (71) — турецкий борец вольного стиля, серебряный призёр летних Олимпийских игр в Мюнхене (1972)[144].
- Алефантос, Никос (81) — греческий футболист и тренер[145].
- Баран, Витольд (80) — польский легкоатлет, серебряный призёр чемпионата Европы по лёгкой атлетике в Белграде (1962)[146] Архивная копия от 24 июня 2020 на Wayback Machine.
- Джамбел Лодой (44) — российский религиозный буддистский деятель, Верховный лама Тывы (2005—2010 и с 2019)[147].
- Ли Чжэньшэн (79) — китайский фотожурналист[148].
- Ляшенко, Валерий Иванович (77) — советский и российский художник, заслуженный художник Российской Федерации (2001)[149].
- Сабаляускайте, Геновайте Константино (97) — советская балерина, народная артистка СССР (1964)[150].
- Тарло, Евгений Георгиевич (62) — российский юрист и государственный деятель, доктор юридических наук, профессор, член Совета Федерации (2007—2015)[151].
- Умбеталина, Камка Джанияровна (96) — советский и казахский инженер-геолог, ветеран войны и труда. Почётный гражданин города Актау[152].
- Фадеечев, Николай Борисович (87) — советский и российский артист балета, солист Большого театра (1952—1977), народный артист СССР (1976)[153].
- Хмелевской, Виктор Васильевич (59) — российский концертмейстер, заслуженный артист Российской Федерации (2000)[154].
- Энтони, Райан (51) — американский трубач (Canadian Brass, Далласский симфонический оркестр)[155].
- Кивни, Артур (68) — ирландский и британский историк[156].

## 22 июня

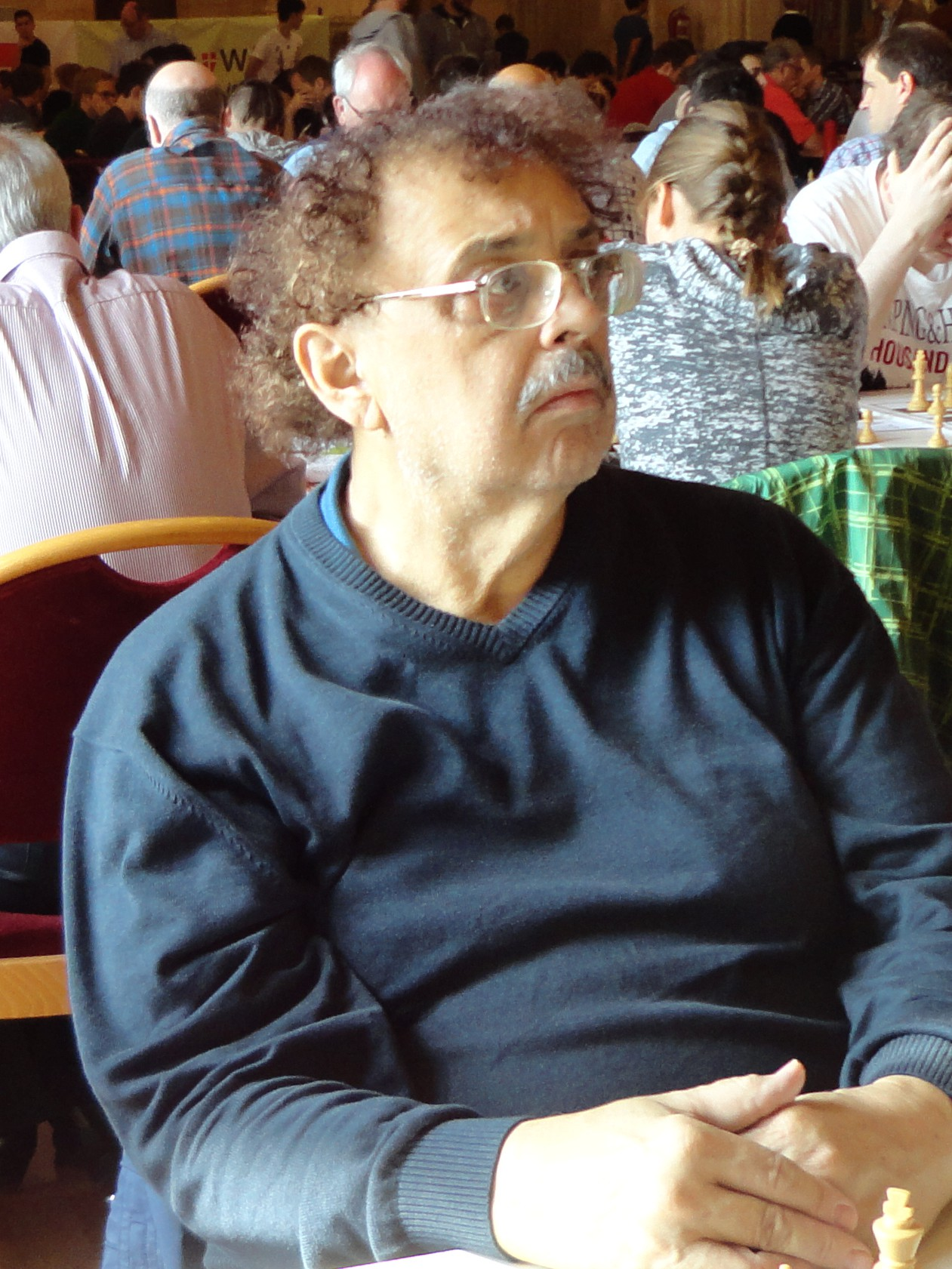
Вальтер Витман

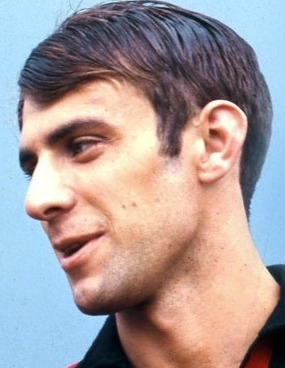
Пьерино Прати

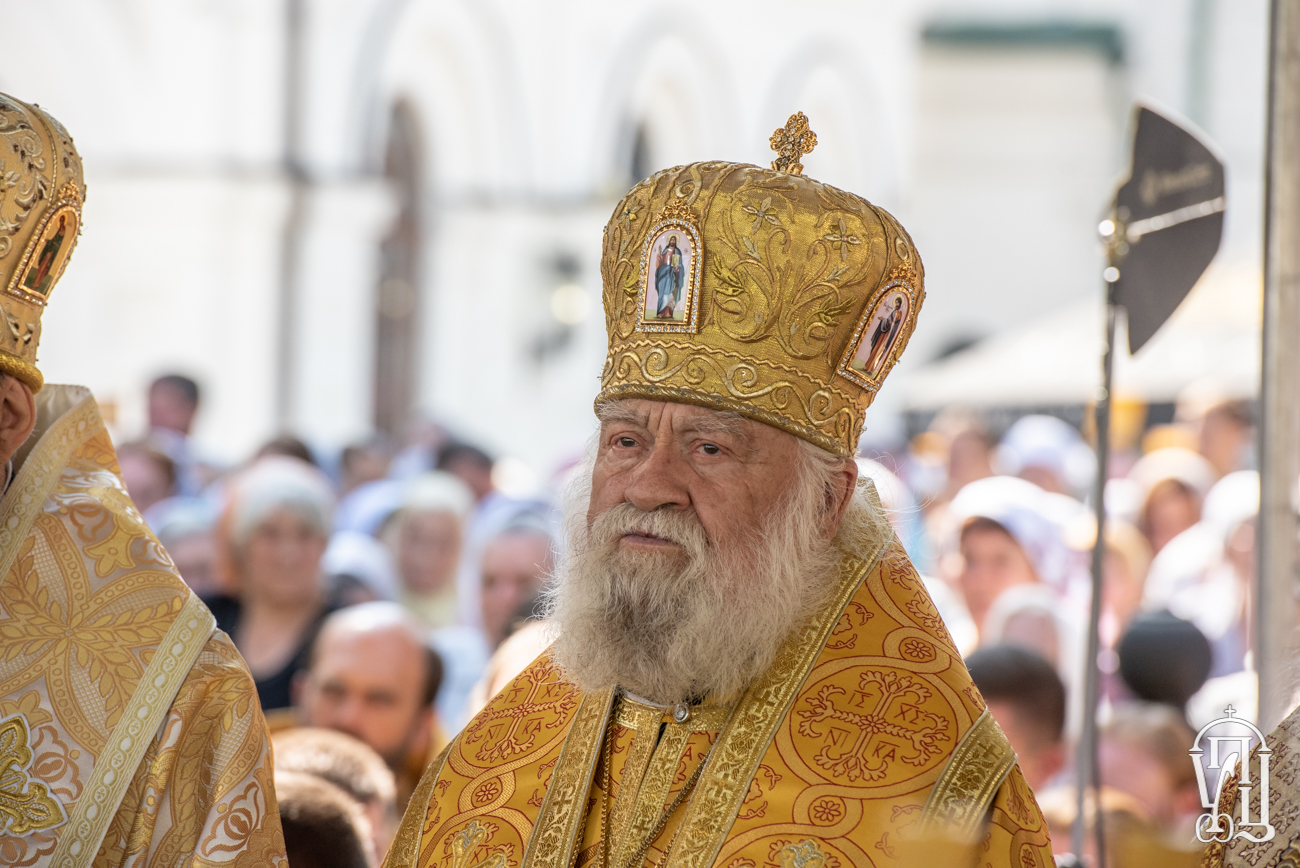
Софроний (Дмитрук)

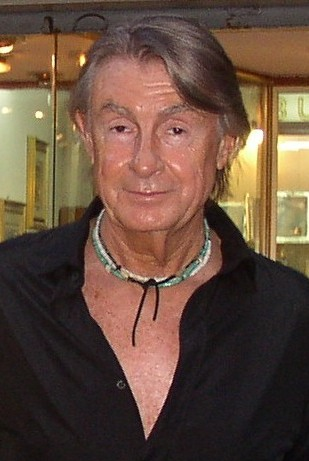
Джоэл Шумахер

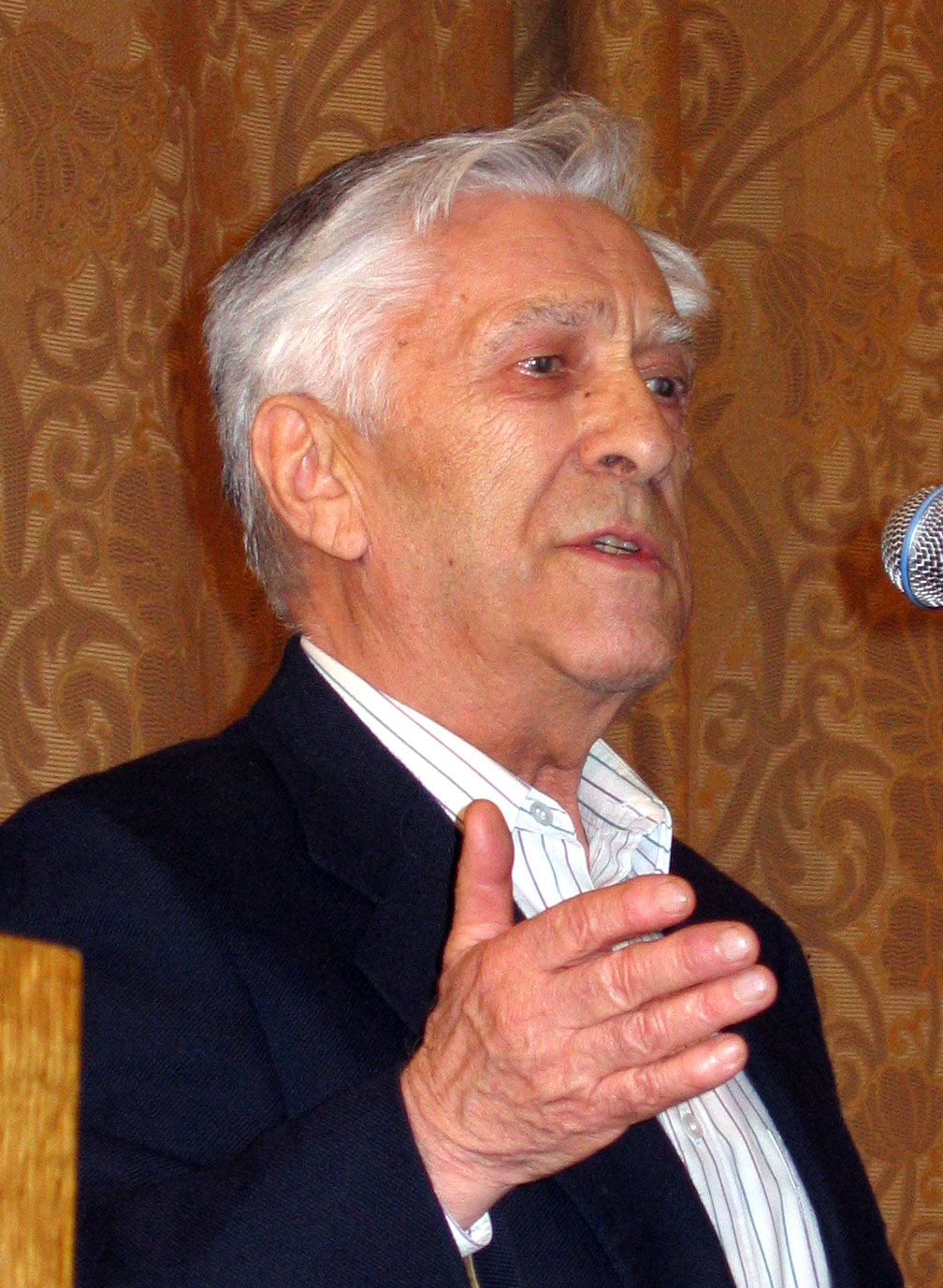
Зиновий Юрьев

- Бинг, Стив (55) — американский кинопродюсер[157].
- Вассерман, Карлман (93) — американский физиолог, автор 9-панельной диаграммы Вассермана[158].
- Величкин, Александр Иванович (72) — советский и российский музейный деятель, директор музея-заповедника «Сталинградская битва» (2008—2010) , заслуженный работник культуры Российской Федерации[159].
- Виттман, Вальтер (72) — австрийский шахматист[160].
- Данько, Лариса Георгиевна (88) — советский и российский музыковед, доктор искусствоведения, заслуженный деятель искусств Российской Федерации[161].
- Диаб, Нури (76) — иракский футболист, игрок национальной сборной (1965—1971)[162].
- Ди Алмейда, Жуан (92) — португальский архитектор и художник[163].
- Духно, Никита Ростиславович (65) — советский и российский художник[164].
- Кузин, Василий Фёдорович (89) — советский и российский учёный в области технологии возделывания сои, член-корреспондент ВАСХНИЛ/РАСХН (1990—2014), член-корреспондент РАН (2014)[165].
- Личман, Борис Васильевич (74) — советский и российский историк, доктор исторических наук (1991), профессор кафедры теории и истории международных отношений УрФУ[166].
- Мархаев, Доржижап (73) — советский и российский буддистский религиозный деятель, лама Иволгинского дацана, Дид Хамболама, доктор философских наук[167].
- Моралес, Карлос Луис (55) — эквадорский футболист, игрок национальной сборной (1987—1999)[168].
- Нарибаев, Купжасар Нарибаевич (82) — казахский экономист и государственный деятель, действительный член НАН Казахстана (2003)[169].
- Олден, Вернон (97) — американский учёный, бизнесмен и деятель образования, президент Университета Огайо
- Пенк, Гарри (85) — английский футболист («Саутгемптон») (1960—1964)[170].
- Прати, Пьерино (73) — итальянский футболист, серебряный призёр чемпионата мира в Мексике (1970), победитель чемпионата Европы в Италии (1968); обладатель Кубка европейских чемпионов (1968/69) в составе клуба «Милан»[171].
- Райш, Андрей Богданович (83) — советский и казахстанский тренер по боксу, заслуженный тренер КазССР[172].
- Силаев, Николай Яковлевич (68) — российский живописец, заслуженный художник Российской Федерации (2002)[173].
- Сметанин, Тимофей Тимофеевич (80) — советский и российский якутский театральный актёр, артист Саха академического театра драмы[174].
- Софроний (Дмитрук) (80) — епископ УПЦ, митрополит Черкасский и Каневский (с 1992 года)[175].
- Ухов, Борис Николаевич (73) — советский ватерполист, советский и российский тренер, заслуженный тренер России[176].
- Шумахер, Джоэл (80) — американский кинорежиссёр, сценарист и продюсер[177].
- Эбралидзе, Амиран (78) — советский и грузинский поп-музыкант, руководитель ВИА «Диэло»[178].
- Юрьев, Зиновий Юрьевич (94) — советский и российский писатель-фантаст и сценарист[179].

## 21 июня

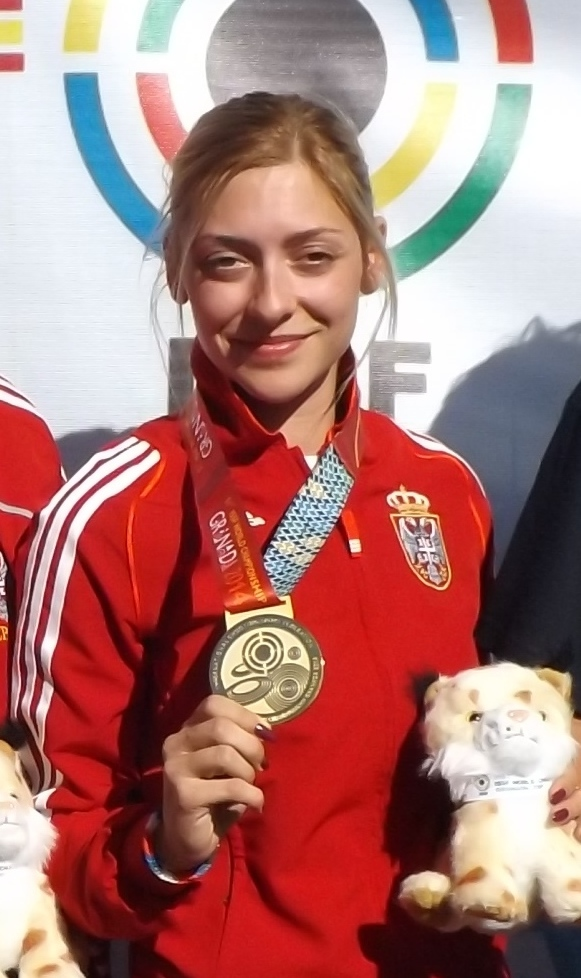
Бобана Величкович

Сергей Чиликов

- Бирюков, Юрий Евгеньевич (84) — советский и российский цирковой артист, заслуженный артист Российской Федерации (1998)[180].
- Величкович, Бобана (30) — сербская спортсменка-стрелок, золотой медалист чемпионата мира по стрельбе в Гранаде (2014)[181].
- Вердье, Жоан-По (73) — французский певец[182].
- Головец, Борис Иванович (92) — советский партийный и государственный деятель, первый секретарь Ростовского горкома КПСС (1973—1984)[183].
- Дёмин, Владимир Фёдорович (83) — советский и российский физик. Помощник академика В. А. Легасова при подготовке доклада в МАГАТЭ об аварии на Чернобыльской АЭС[184].
- Ибрагимов, Фидаиль Мулла-Ахметович (82) — российский художник по стеклу, академик РАХ (2018), народный художник Российской Федерации (2020)[185][186].
- Клеман, Паскаль (75) — французский государственный деятель, министр юстиции (2005—2007)[187].
- Лукин, Анатолий Алексеевич (73) — советский и российский театральный актёр, артист Калининградского областного театра драмы, заслуженный артист Российской Федерации (1998)[188].
- Матешич, Ивица (61) — хорватский писатель и журналист[189].
- Меллор, Дэвид Хью (81) — английский философ науки[190].
- Мищенко, Игорь Тихонович (82) — советский и российский учёный в области эксплуатации нефтяных и газовых скважин, доктор технических наук (1984), профессор (1985), заведующий кафедрой разработки и эксплуатации нефтяных месторождений РГУ нефти и газа, заслуженный деятель науки Российской Федерации (1997)[191].
- Налдретт, Энтони (86) — канадский геолог[192].
- Неделковски, Миле (84) — македонский писатель[193].
- Пиньеро Карвальо, Бернардино (104) — чилийский католический епископ[194].
- Попов, Василий Васильевич (61) — советский и российский художник, мастер по художественной обработке дерева[195].
- Ради, Ахмад (56) — иракский футболист, игравший за национальную сборную (1983—1997)[196].
- Сноу, Кен (50) — американский футболист[197].
- Штернхель, Зеэв (85) — израильский историк и политолог, лауреат Премии Израиля (2008)[198].
- Тёммервег, Франк (69) — норвежский футболист[199].
- Тяпкин, Марк Валерианович (92) — советский и российский специалист в области вычислительной техники, лауреат Государственной премии СССР[200].
- Уткин, Анатолий Иванович (65) — советский и российский историк, специалист в области политической истории России. Заведующий кафедрой истории ИППК МГУ[201].
- Хольц, Юрген (87) — немецкий киноактёр[202].
- Чиликов, Сергей Геннадьевич (66) — российский фотограф и философ[203].
- Шерниязов, Болотбек Эсентаевич (61) — киргизский государственный деятель, депутат Парламента, министр внутренних дел (2010)[204].

## 20 июня

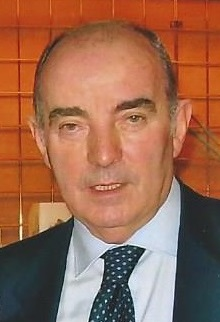
Марио Корсо

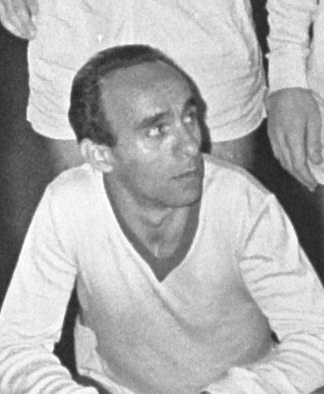
Думитру Мунтяну

- Дероси-Белаяц, Эма (94) — югославский хорватский государственный деятель, председатель Президиума Социалистической Республики Хорватия (1985—1986)[205].
- Кириллов, Юрий Алексеевич (79) — советский и российский тренер по лёгкой атлетике, заслуженный тренер России (2016)[206].
- Кормилов, Сергей Иванович (69) — российский историк литературы, доктор филологических наук (1992), профессор кафедры истории новейшей русской литературы и современного литературного процесса филфака МГУ (1994)[207].
- Корсо, Марио (78) — итальянский футболист и футбольный тренер, четырёхкратный чемпион Италии в составе миланского «Интера» (1962/63, 1964/65, 1965/66, 1970/71)[208].
- Лима, Педру (49) — португальский актёр[209][210].
- Лэтэм, Филип (91) — британский актёр[211][212].
- Миллерсон, Уильям (67) — политический деятель Антильских островов, спикер парламента Кюрасао[213].
- Мунтяну, Думитру (87) — румынский футболист[214].
- Парастаев, Олег Заурович (61) — советский и российский музыкант, участник группы «Альянс»[215].
- Хансен, Свен Арне (74) — норвежский спортивный функционер, президент Европейской легкоатлетической ассоциации (с 2015 года)[216].
- Чубаров, Виктор Ильич (77) — советский и российский артист оперетты, солист Санкт-Петербургского театра музыкальной комедии[217].

## 19 июня

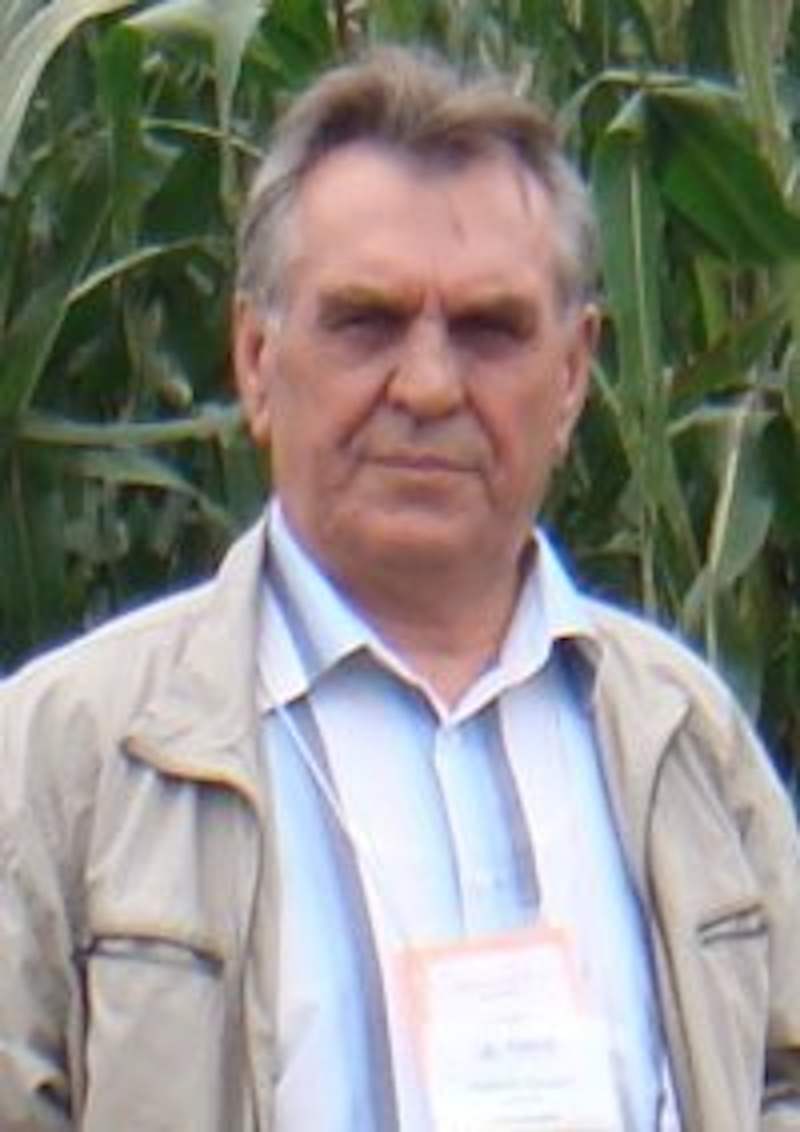
Владимир Панасин

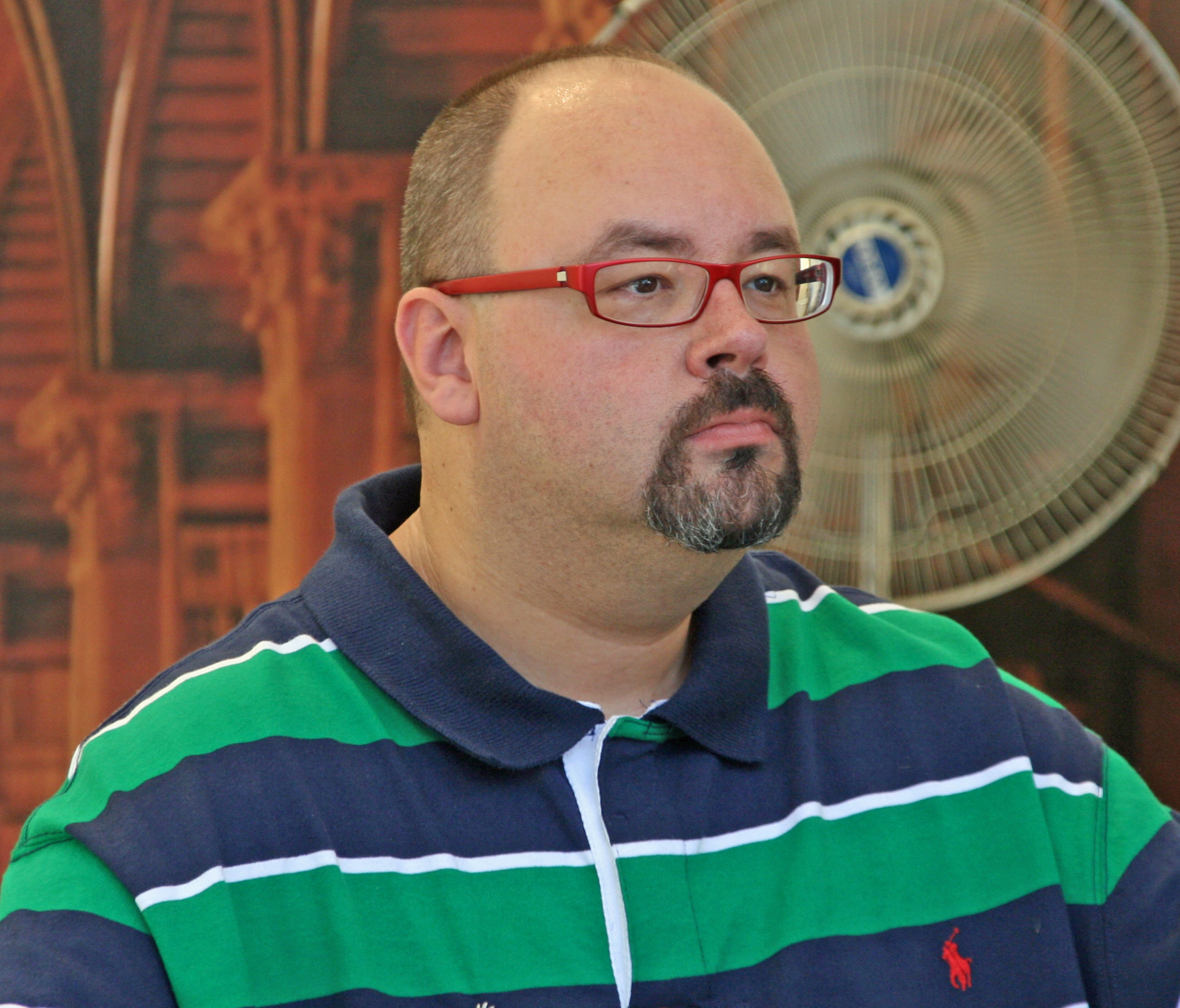
Карлос Руис Сафон

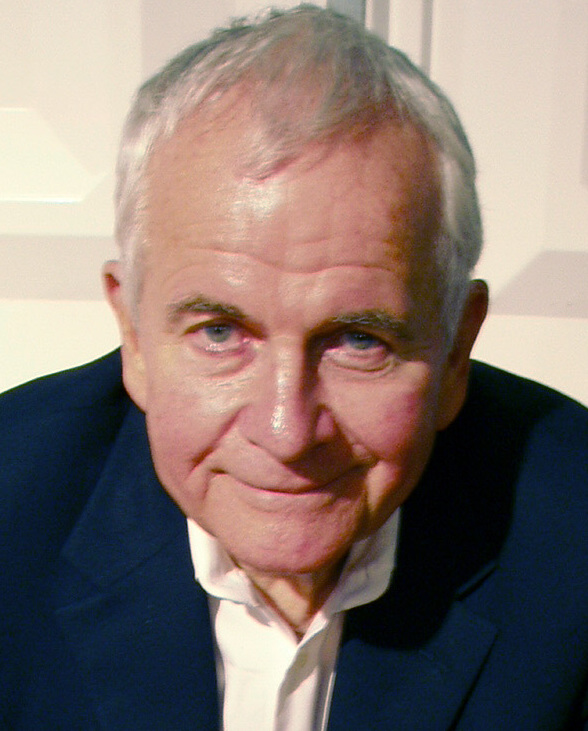
Иэн Холм

- Вандернотт, Ноэль (96) — французский гребной рулевой, двукратный бронзовый призёр летних Олимпийских игр в Берлине (1936)[218].
- Ефремова, Светлана Викторовна (73) — советская и российская балерина и хореограф, заслуженная артистка РСФСР (1977)[219].
- Кутти, Нора (97) — эстонская пловчиха, 33-кратная чемпионка Эстонии[220].
- Матросова, Галли Ивановна (97) — советская альтистка, солистка Квартета Большого театра (1957—1968), заслуженная артистка РСФСР (1976)[221].
- Мельничук, Фёдор Иванович (82) — советский и российский военачальник, первый заместитель командующего войсками ПрибВО/Северо-Западной группы войск (1988—1994), генерал-лейтенант; ДТП (о смерти объявлено в этот день)[222].
- Николаев, Василий Иванович (69) — советский и российский художник, член-корреспондент РАХ (2013), заслуженный художник Российской Федерации (2010)[223].
- Панасин, Владимир Ильич (82) — советский и российский агрохимик и агроэколог, доктор сельскохозяйственных наук, профессор[224].
- Пешель, Карин (84) — немецкий экономист, ректор Кильского университета (1992—1996)[225].
- Рагхаван, А. Л. (87) — индийский киноактёр и певец[226].
- Руис Сафон, Карлос (55) — испанский писатель[227].
- Сорочук, Ярослав Ярославович (72) — советский и украинский дирижёр, главный дирижёр Харьковского театра музыкальной комедии[228].
- Холм, Иэн (88) — английский актёр[229].
- Чо Хэ Иль (79) — южнокорейский писатель[230].

## 18 июня

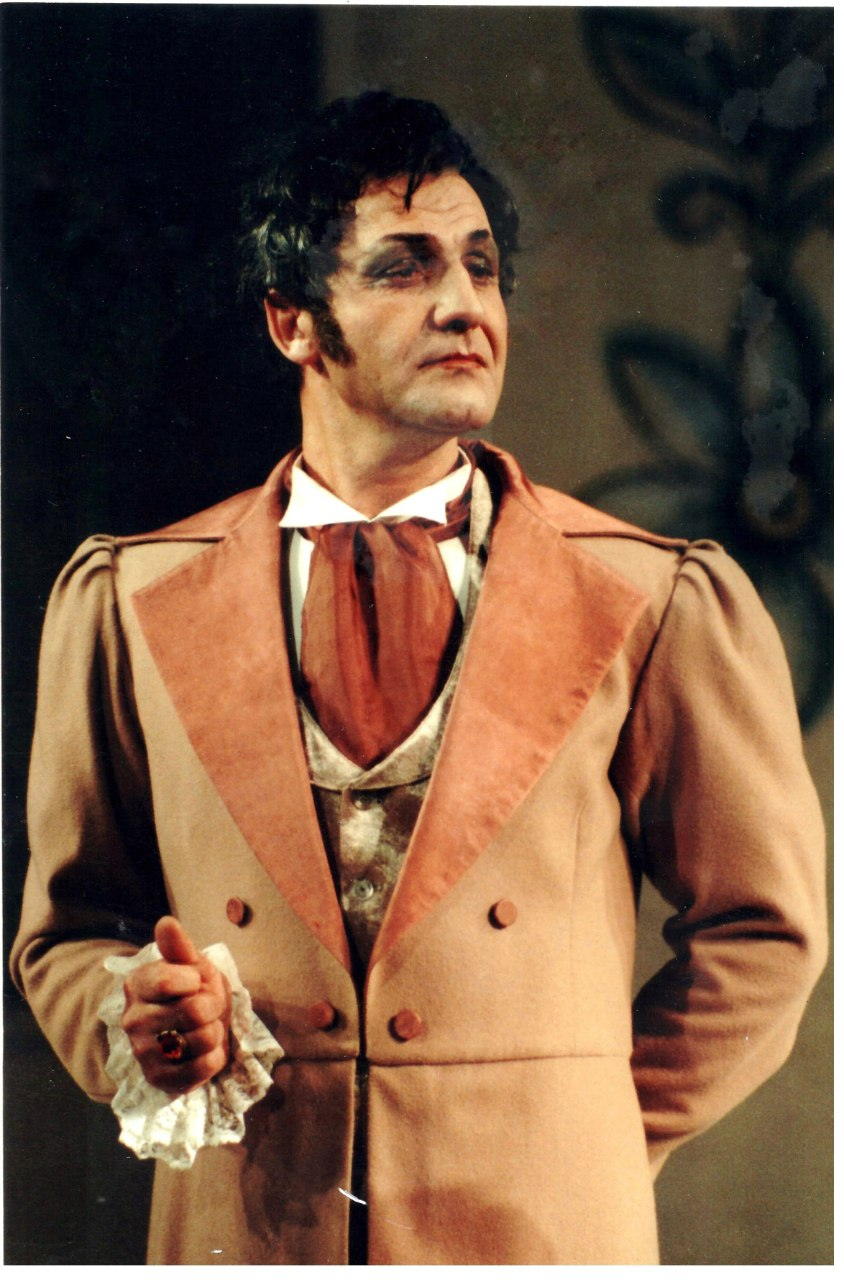
Павел Ермоленко

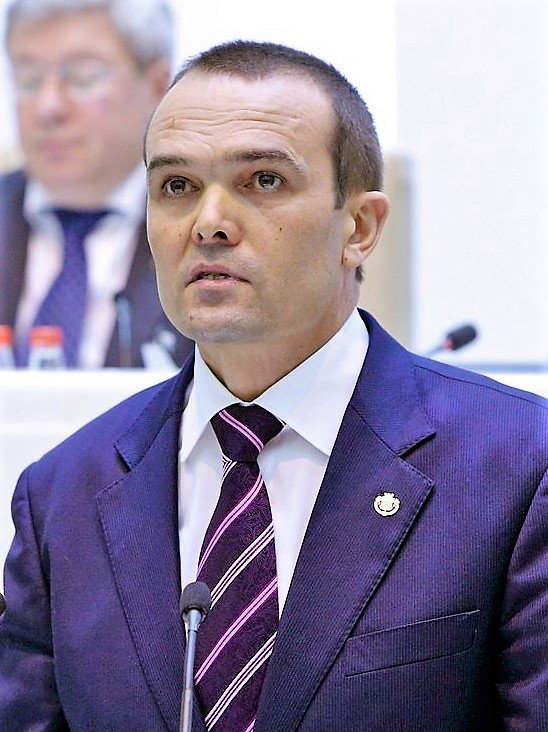
Михаил Игнатьев

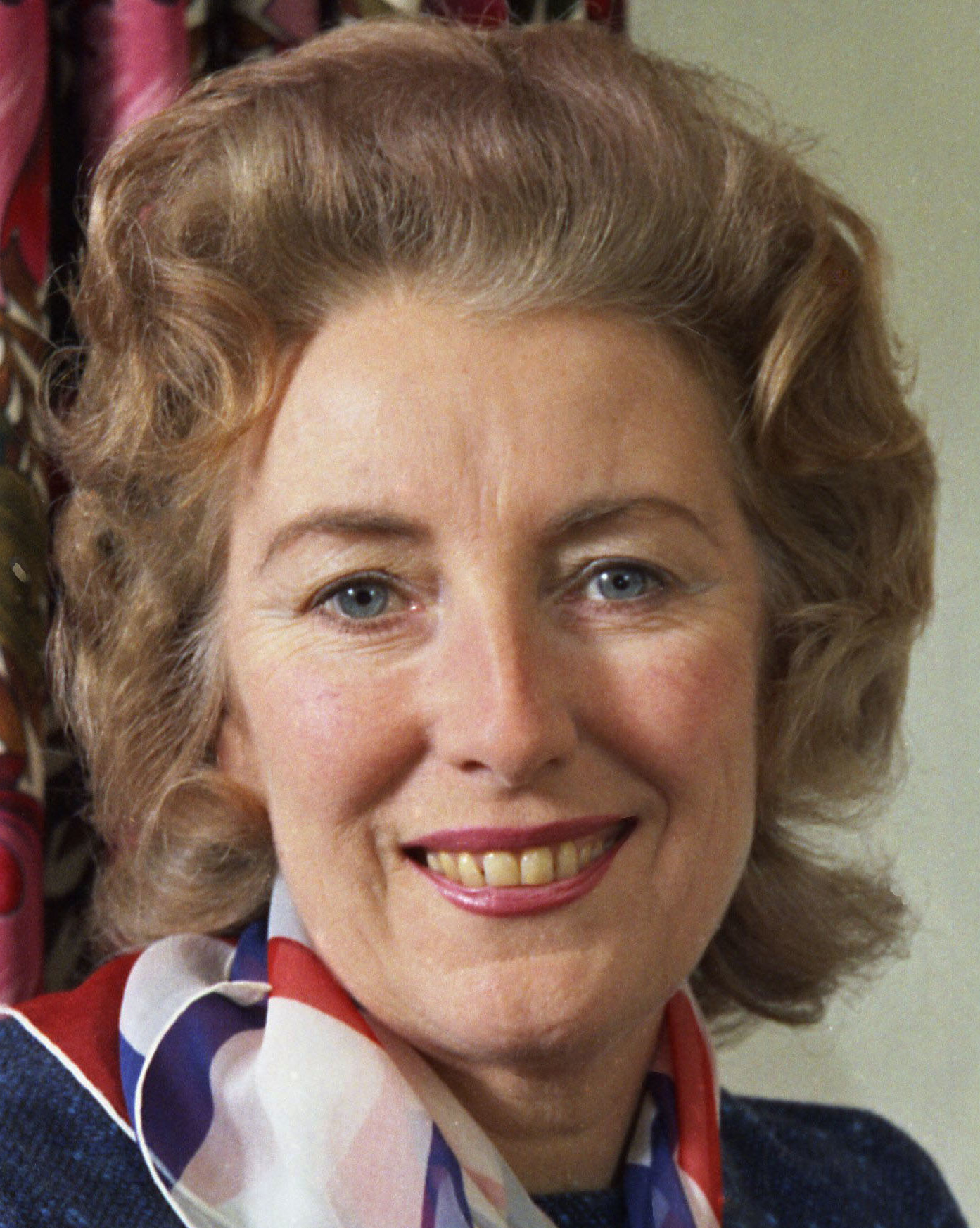
Вера Линн

Гозали Малим

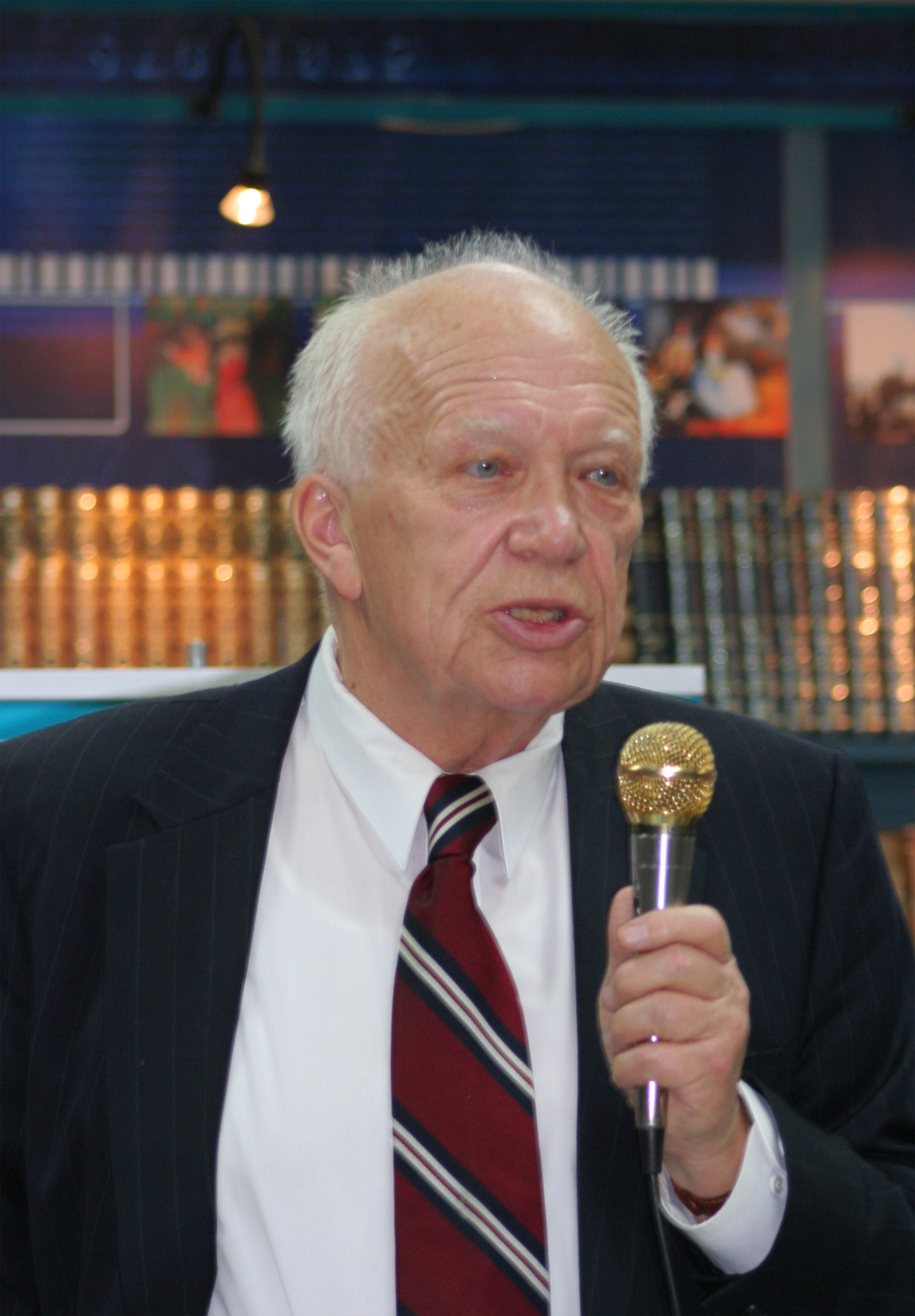
Сергей Хрущёв

- Бенедек, Тибо (47) — венгерский ватерполист, чемпион летних Олимпийских игр в Сиднее (2000), в Афинах (2004) и в Пекине (2008)[231].
- Бидерштедт, Клаус (91) — немецкий актёр[232][233].
- Ваксер, Александр Завелевич (98) — доктор исторических наук, профессор, научный сотрудник Санкт-Петербургского институтом истории РАН.
- Весиана, Антонио (91) — кубинский эмигрант, организатор и лидер антикоммунистической организации «Альфа 66»[234].
- Дашевская, Галина Самуиловна (79) — российская актриса театра и кино, заслуженная артистка Российской Федерации (2002); ДТП[235].
- Ермоленко, Павел Васильевич (68) — украинский певец (баритон), заслуженный артист Украины (1993)[236].
- Игнатьев, Михаил Васильевич (58) — российский государственный деятель; президент, Глава Чувашской Республики (2010—2020)[237].
- Кудагба, Косси (24) — тоголезский футболист, игрок национальной сборной[238].
- Линн, Вера (103) — английская певица[239].
- Малим Гозали ПК (71) — малайзийский писатель[240].
- Науменко, Лев Константинович (86) — советский и российский философ, доктор философских наук (1968), профессор; самоубийство[241].
- Октор, Жорж (97) — бельгийский скрипач и дирижёр[242].
- Рапопорт-Альберт, Ада (74) — израильский историк[243].
- Саши (47) — индийский сценарист, режиссёр и продюсер[244].
- Седни, Жюль (97) — суринамский государственный деятель, премьер-министр Суринама (1969—1973)[245].
- Удовиченко, Александр Иванович (63) — российский экономист, доктор экономических наук, заведующий кафедрой регионоведения и экономики зарубежных стран факультета международных отношений ВГУ[246].
- Хрущёв, Сергей Никитич (84) — советский, российский и американский учёный и публицист, сын Никиты Хрущёва, Герой Социалистического Труда (1963); самоубийство[247].
- Чайрес, Артуро (83) — мексиканский футболист, игрок национальной сборной, участник чемпионатов мира (1962, 1966)[248].

## 17 июня

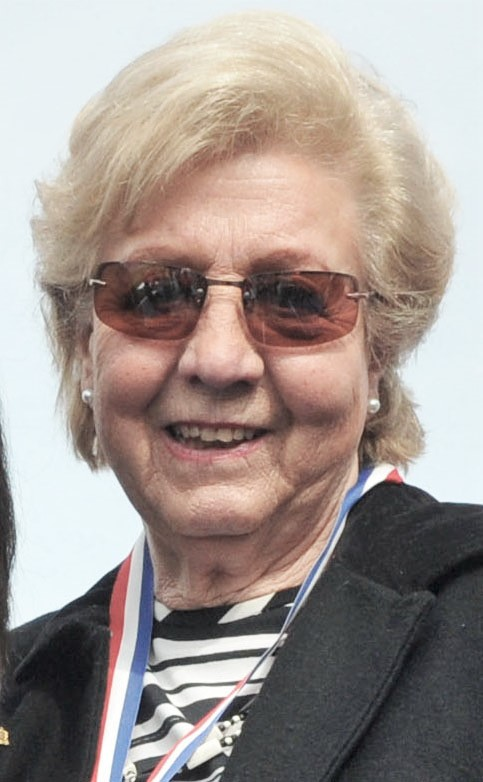
Марлен Аренс

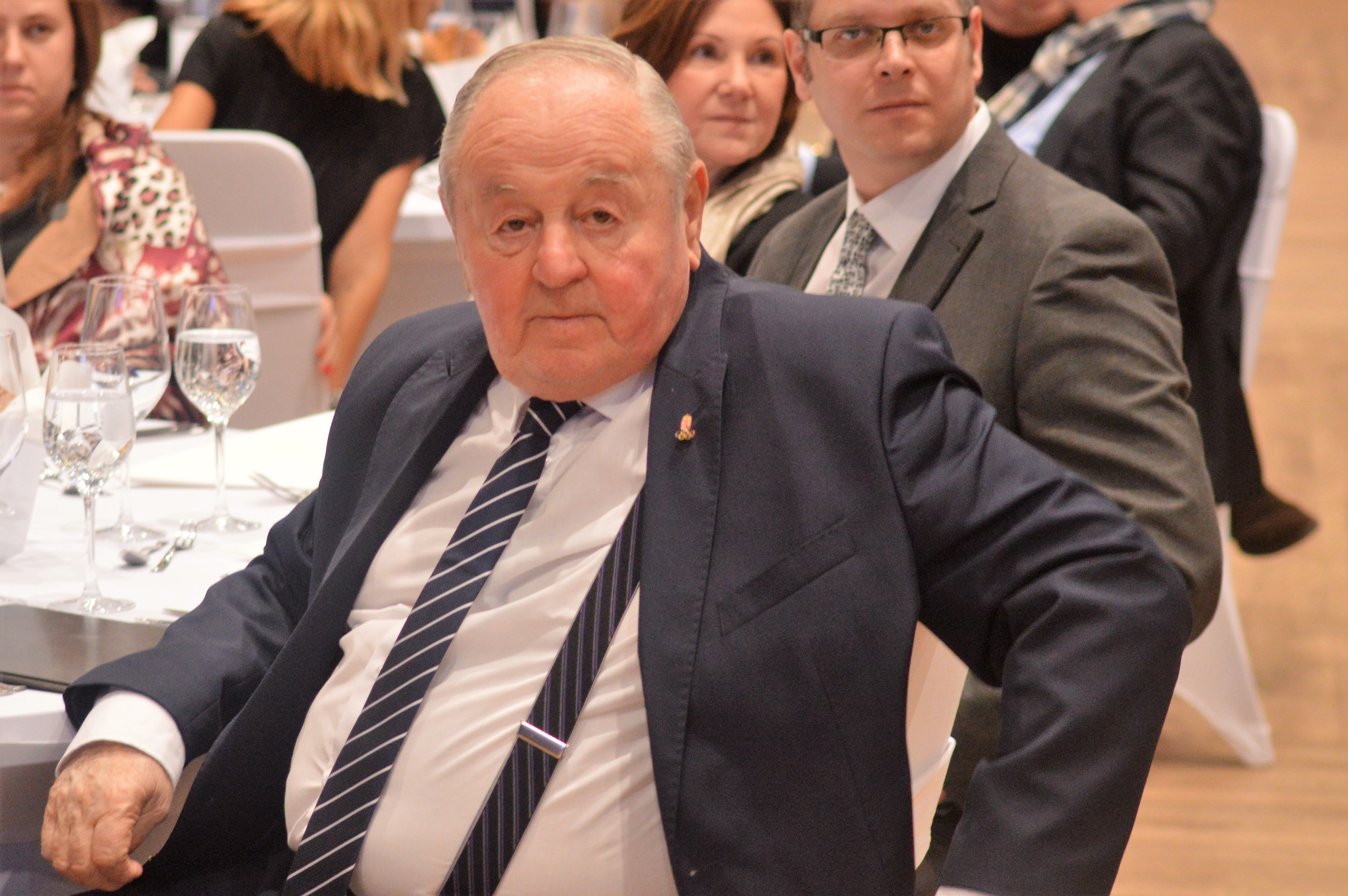
Дьёрдь Карпати

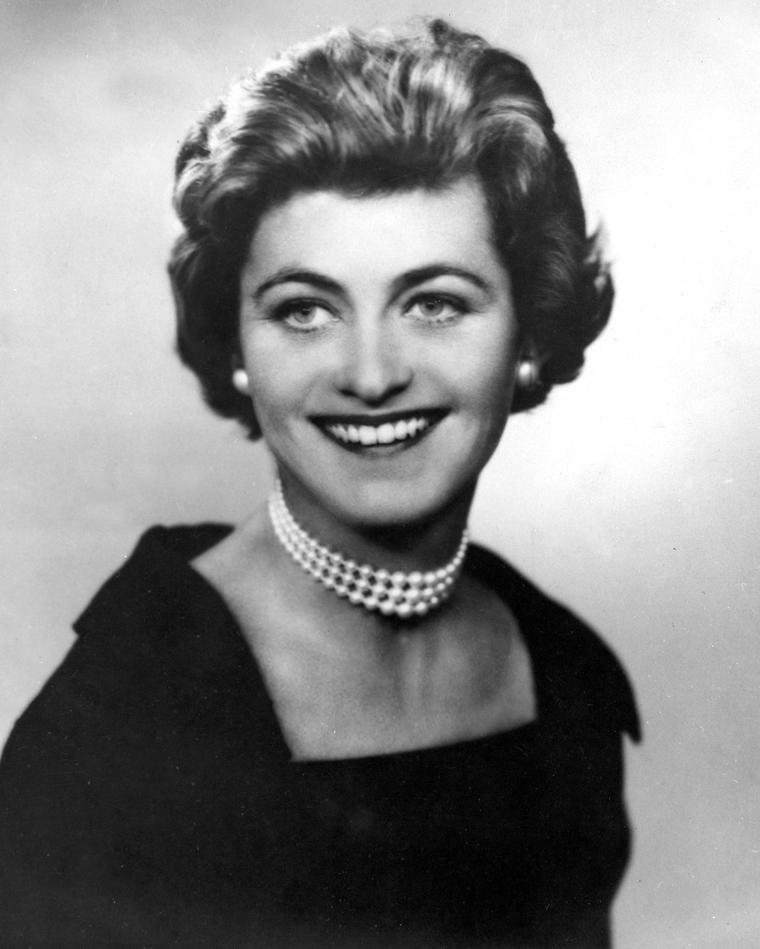
Джин Кеннеди Смит

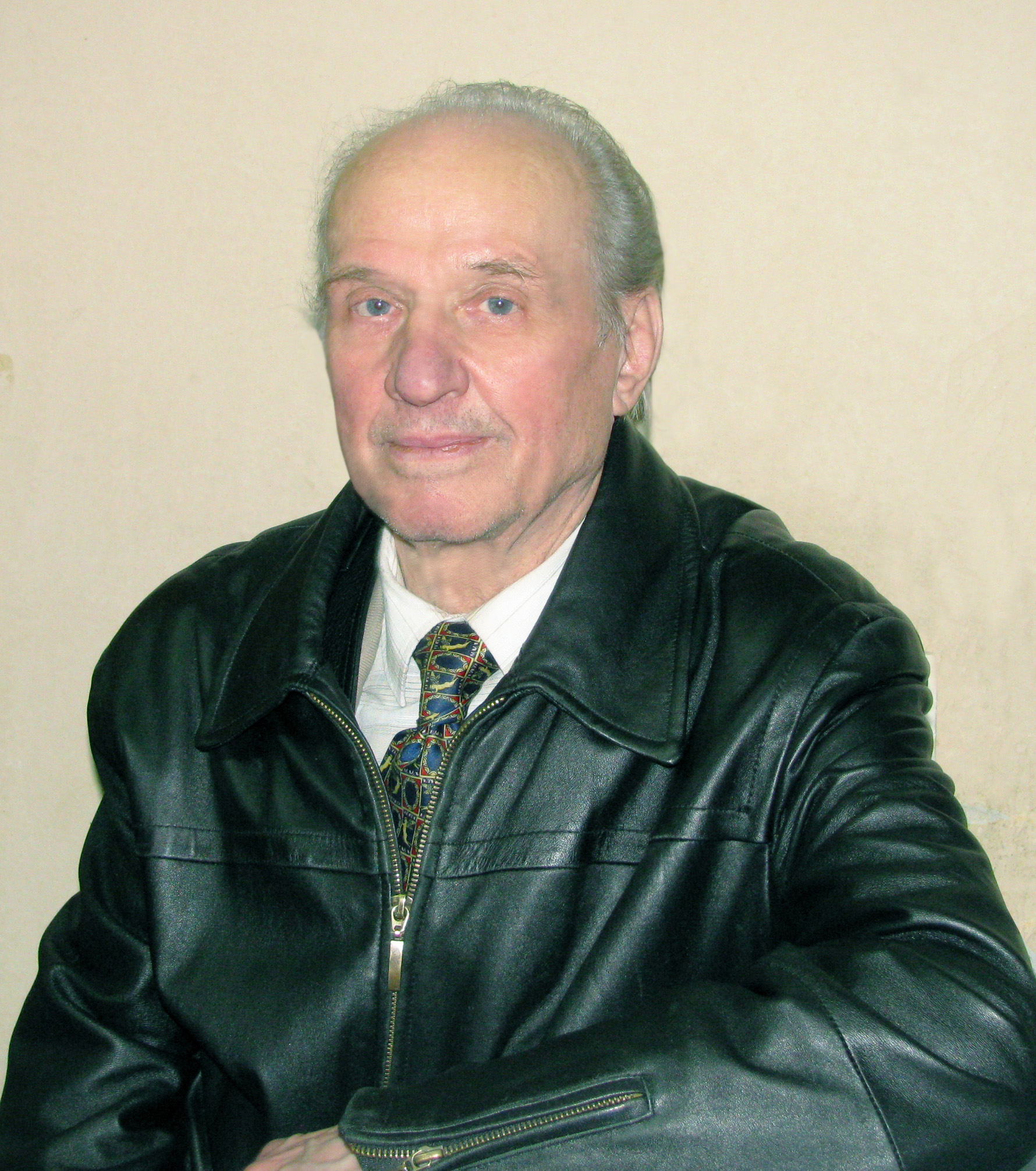
Виталий Медведев

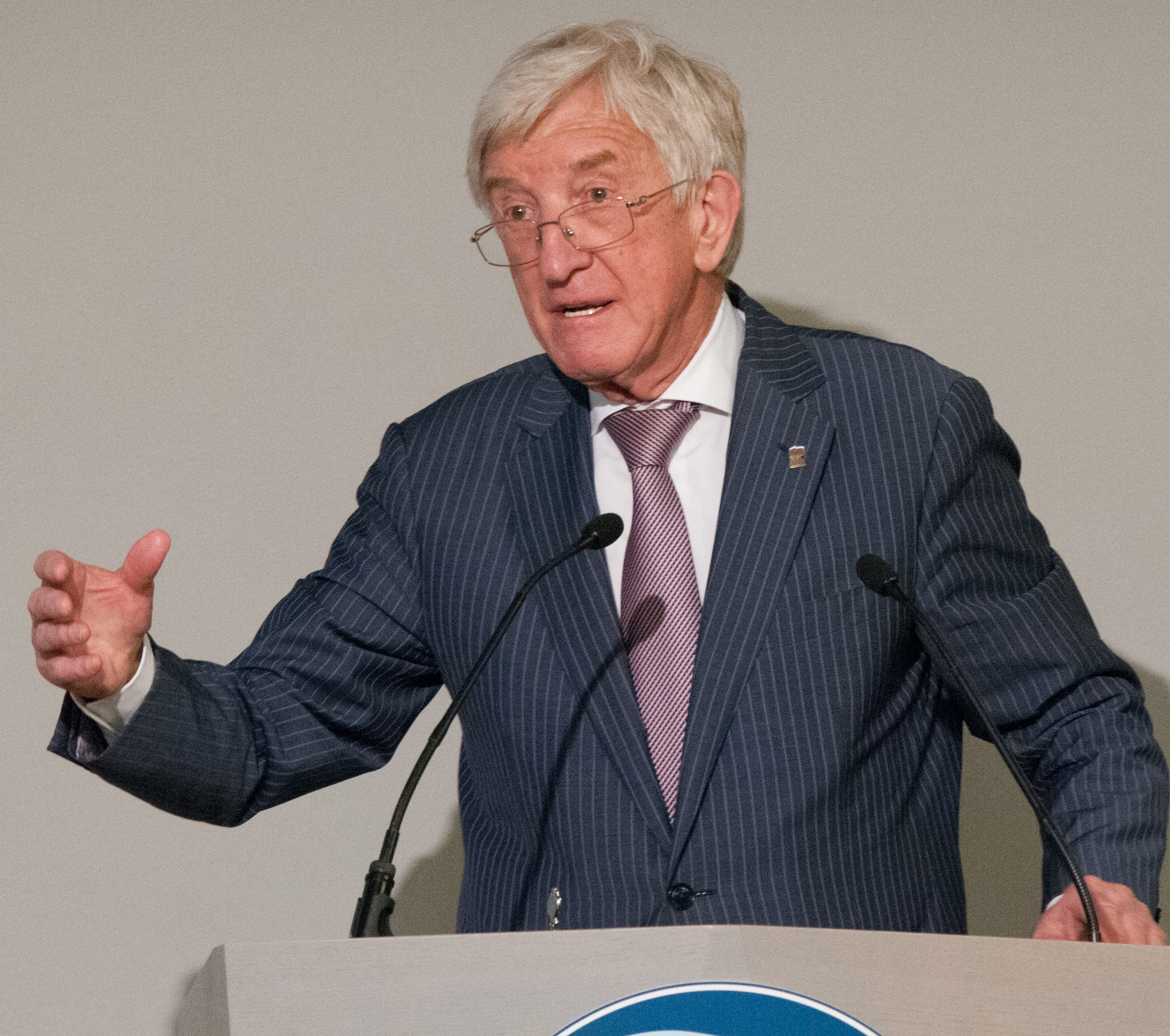
Ватаняр Ягья

- Агабеков, Маис (79) — советский и азербайджанский художник и художник-постановщик кино[249].
- Азиз, Тарик (84) — пакистанский актёр, депутат Национальной ассамблеи Пакистана (1997—1999)[250].
- Аренс, Марлен (86) — чилийская легкоатлетка, серебряный призёр летних Олимпийских игр в Мельбурне (1956)[251].
- Бауэр, Гордон (87) — американский психолог, лауреат Национальной научной медали США[252].
- Бруссо, Жан (90) — канадский актёр[253].
- Галаджева, Галина Григорьевна (87) — советский и российский искусствовед, художник-технолог по театральному костюму[254].
- Демент, Уильям (91) — американский психиатр, исследователь сна[255].
- Кандил, Магда (62) — египетский экономист[256].
- Карлино, Льюис Джон (88) — американский сценарист[257][258].
- Карпати, Дьёрдь (84) — венгерский ватерполист, трёхкратный олимпийский чемпион: в Хельсинки (1952), в Мельбурне (1956) и в Токио (1964)[259].
- Кеннеди Смит, Джин (92) — американский дипломат, посол США в Ирландии (1993—1998), сестра Дж. Ф. Кеннеди[260].
- Крал, Пётр (78) — чешский поэт[261].
- Медведев, Виталий Федосович (91) — советский и белорусский экономист, член-корреспондент АН БССР/НАН Беларуси (1984)[262].
- Наливайко, Леонид Гаврилович (81) — советский и российский писатель (о смерти стало известно в этот день)[263].
- Торн, Вилли (66) — британский профессиональный снукерист и спортивный комментатор[264].
- Фельдбрилл, Виктор (96) — канадский скрипач и дирижёр[265].
- Фрейзер, Хью (62) — канадский композитор и музыкант[266].
- Эриксон, К. Андерс (72) — шведский психолог[267].
- Ягья, Ватаняр Саидович (81) — советский и российский востоковед-африканист, доктор исторических наук (1975), профессор (1987), заведующий кафедрой мировой политики факультета международных отношений СПбГУ (с 1994 года)[268].

## 16 июня

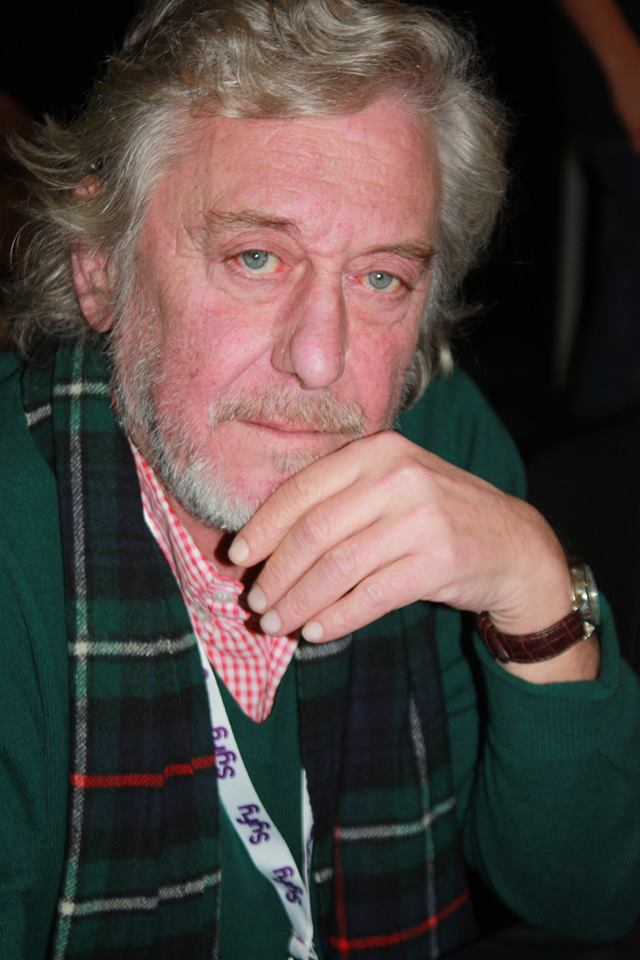
Патрик Пуавей

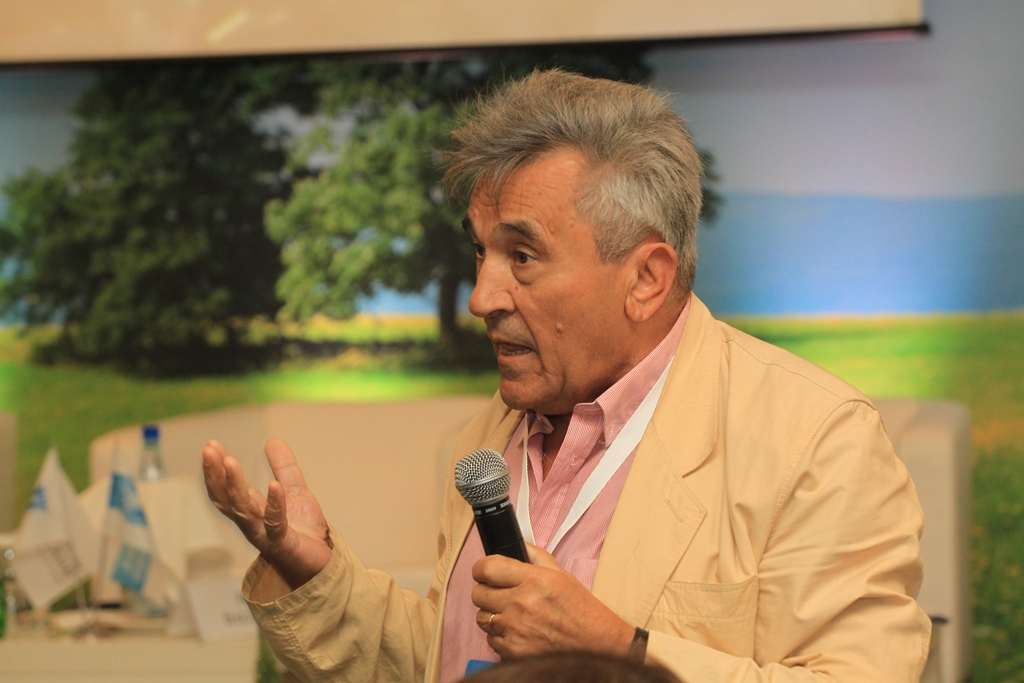
Василий Симчера

- Алексеенко, Михаил Ильич (72) — советский хоккеист, игрок московского «Динамо» (1967—1976) и воскресенского «Химика» (1976—1979)[269].
- Арсеньева, Лидия Павловна (79) — советский передовик промышленного производства, Герой Социалистического Труда (1981)[270].
- Асуханов, Аманди Абасович (80) — советский и российский чеченский художник, заслуженный деятель искусств Российской Федерации[271].
- Бартенев, Сергей Александрович (95) — советский и российский экономист, доктор экономических наук, профессор, заслуженный деятель науки Российской Федерации[272].
- Бовим, Кнут (89) — норвежский режиссёр[273][274].
- Борниш, Роже (101) — французский детектив и писатель[275].
- Борнстейн-Лазарь, Тамар (93) — израильская детская писательница[276].
- Верб, Зена (75) — канадско-американский цитолог и онколог, член Национальной академии наук США (2010)[277].
- Джарвис, Фред (95) — британский профсоюзный деятель, глава Национального профсоюза учителей[278].
- Друми, Виктор (70) — молдавский театральный актёр, артист Кишинёвского национального театра имени Михая Эминеску[279].
- Коваль, Иван Кириллович (90) — советский и украинский астроном, доктор физико-математических наук (1969), профессор (1982) (прощание состоялось в этот день)[280].
- Кордоба, Федерико (79) — испанский арабист, член Королевской академии испанского языка (2017)[281].
- Кохуангко, Дандин (85) — филиппинский бизнесмен и государственный деятель, губернатор провинции Тарлак (1967—1969), председатель и генеральный директор San Miguel Corporation[282].
- Краснов, Сергей Борисович (71) — российский художник, академик РАХ (2007)[283].
- Лятецкая, Людмила Владимировна (78) — советский и украинский врач-педиатр, главный врач Херсонской детской областной больницы (1981—2015), Герой Украины (2009)[284].
- Макаричев, Владимир Петрович (75) — советский и российский тренер по пулевой стрельбе, заслуженный тренер РСФСР[285].
- Муни, Джон (90) — американский инженер-химик, соавтор трёхходового Каталитического конвертера[286] Архивная копия от 26 июня 2020 на Wayback Machine.
- Османов, Ахмед Ибрагимович (85) — советский и российский историк, директор ИИАЭ ДНЦ РАН (1992—2009), член-корреспондент РАН (2003)[287].
- Пастора, Эден (83) — никарагуанский политический и военный деятель[288].
- Порошенко, Алексей Иванович (84) — советский и украинский хозяйственный деятель, Герой Украины (2009), отец Петра Порошенко[289].
- Пуавей, Патрик (72) — французский актёр[290].
- Рябов, Георгий Ильич (81) — советский футболист, чемпион СССР (1963) в составе московского «Динамо»[291].
- Серёгин, Валерий Николаевич (64) — советский и российский актёр, артист Пермского театра юного зрителя, заслуженный артист Российской Федерации (1994)[292].
- Симчера, Василий Михайлович (80) — советский и российский экономист, статистик, доктор экономических наук (1975), профессор (1976), директор НИИ статистики Госкомстата России (2000—2010), заслуженный деятель науки Российской Федерации (2001)[293].
- Стоноженко, Василий Витальевич (61) — российский актёр театра и кино, артист театра «Сфера», заслуженный артист Российской Федерации (2003)[294].
- Топалович, Добривое (75) — югославский и сербский эстрадный певец[295].
- Уэбб, Чарльз (81) — американский писатель[296]

## 15 июня

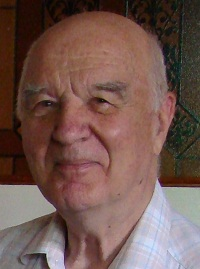
Андрей Воробьёв

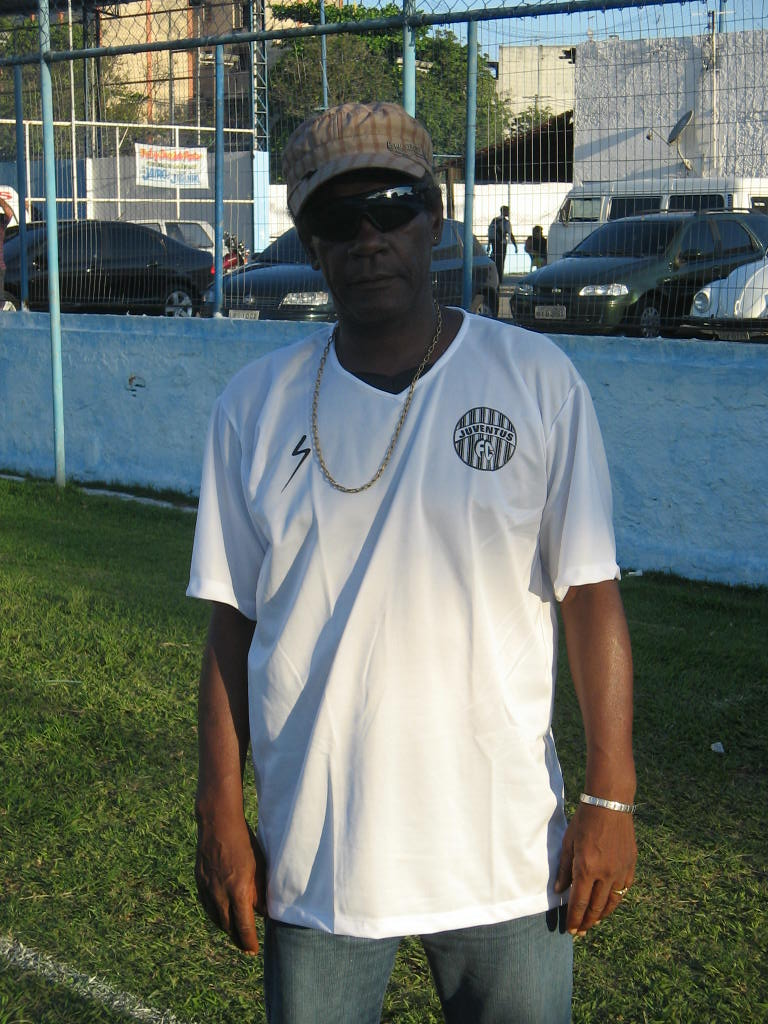
Мариньо

- Волков, Владимир Иванович (80) — советский и украинский тренер по гандболу, заслуженный тренер Украины[297].
- Воробьёв, Андрей Иванович (91) — советский и российский гематолог, академик АМН СССР/РАМН (1986—2014), академик РАН (2000), министр здравоохранения РСФСР/России (1991—1992)[298].
- Гнедых, Николай Петрович (71) — советский и российский скульптор, заслуженный художник Российской Федерации (2001)[299].
- Говасес, Клара (60) — намибийский политический деятель, депутат Национальной ассамблеи Намибии[300].
- Девель, Александр Александрович (96) — советский и российский литературный переводчик и журналист[301].
- Джорелло, Джулио (75) — итальянский философ[302].
- Джха, Наджендра Нат (85) — индийский государственный деятель, вице-губернатор Андаманских и Никобарских островов (2001—2004)[303].
- Дисон, Лилия (91) — филиппинская актриса[304].
- Зекё, Моиком (71) — албанский поэт[305].
- Икаев, Эльбрус Хасанович (69) — советский борец вольного стиля, чемпион СССР (1974)[306].
- Левин, Бет (60) — американский медицинский исследователь, открывшая ген аутофагии BECN1, член Национальной академии наук США (2013)[307].
- Лоренцен, Вольфрам (68) — немецкий пианист[308].
- Мариньо (63) — бразильский футболист[309].
- Осиново, Адебайо (64) — нигерийский политический деятель, член Сената Нигерии[310] Архивная копия от 15 июня 2020 на Wayback Machine.
- Рокбер, Мишель (91) — французский историк и писатель[311].
- Смит, Кирк (73) — американский климатолог, член Национальной академии наук США (1997)[312].
- Такахаси, Филипп (63) — канадский дзюдоист, бронзовый призёр чемпионата мира по дзюдо в Маастрихте (1981)[313].

## 14 июня

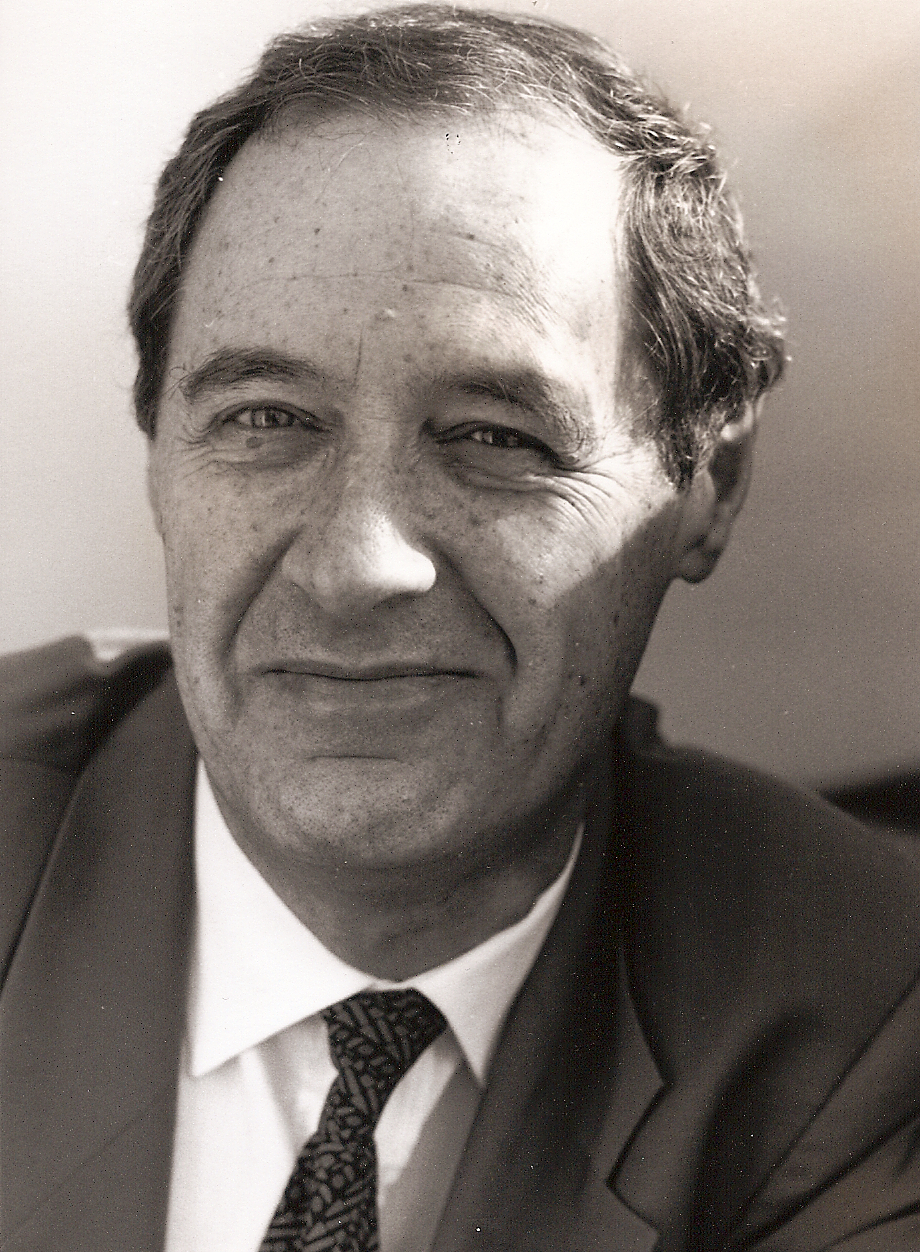
Клод Самюэль

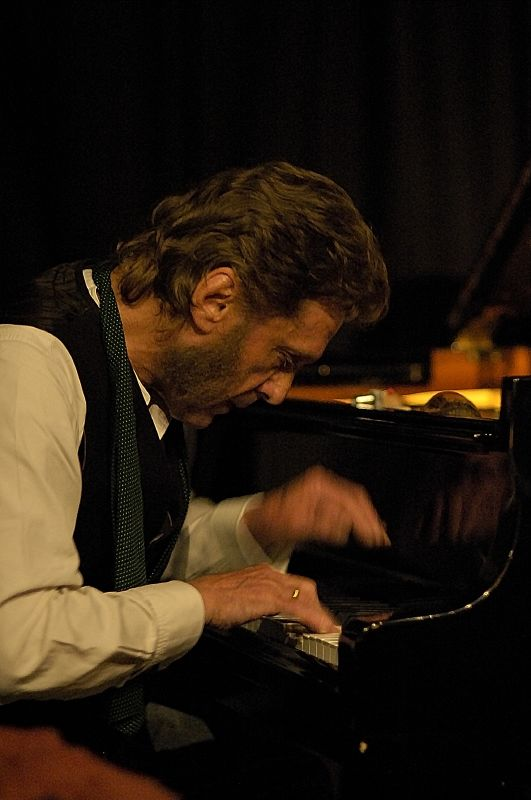
Кит Типпет

- Абденалиев, Серик Абденалиевич (81) — советский и казахстанский боксёр и тренер по боксу[314].
- Аюпов, Абрек Идрисович (84) — советский и российский военачальник, заместитель Главкома ВВС СССР/России по вооружению (1989—1995), генерал-полковник (1993)[315].
- Войцицкий, Эдуард Павлович (83) — советский и российский деятель органов госбезопасности, начальник УКГБ СССР по Свердловской области (1990—1991), генерал-майор (1986)[316].
- Гаудсмит-Аудекерк, Бетти (96) — участница Движения Сопротивления в Нидерландах, спасшая сотни еврейских детей во время Холокоста[317].
- Дауди, Люси (16) — французская альпинистка, чемпионка мира по скалолазанию среди юниоров (2019), бронзовый призёр чемпионата Европы для взрослых (2019); несчастный случай[318].
- Жубер, Эльза (97) — южноафриканская писательница[319].
- Касимова, Нина Борисовна (78) — российский инфекционист, доктор медицинских наук, профессор, заслуженный врач Российской Федерации[320].
- Кешаварз, Мухаммад Али (90) — иранский киноактёр[321].
- Кристинова, Эва (91) — словацкая актриса[322].
- Кэнди, Дон (91) — австралийский теннисист[323].
- Люмби, Пьер (70) — конголезский государственный деятель, министр иностранных дел Заира (1992—1993)[324].
- Мальцев, Олег Анатольевич (57) — советский и российский хоккеист, выступавший за клуб «Трактор» (Челябинск) (1980—1996)[325].
- Ольвет, Марет (89) — эстонская художница[326].
- Падилья Гутьеррес, Аарон (77) — мексиканский футболист[327].
- Раджпут, Сушант (34) — индийский актёр, самоубийство[328]
- Родас, Арольдо (74) — гватемальский государственный деятель и дипломат, министр иностранных дел Гватемалы (2008—2012)[329].
- Самюэль, Клод (88) — французский музыковед[330].
- Скарброу, Люси (92) — американская пианистка и дирижёр[331].
- Типпетт, Кит (72) — британский джазовый музыкант и композитор[332].
- Хегази, Сара (30) — египетская активистка ЛГБТ и правозащитница; самоубийство[333].
- Шатиришвили, Давид Арчилович (34) — украинский бизнесмен и руководитель органов местного самоуправления. Глава Деснянского района Киева (2020)[334].

## 13 июня

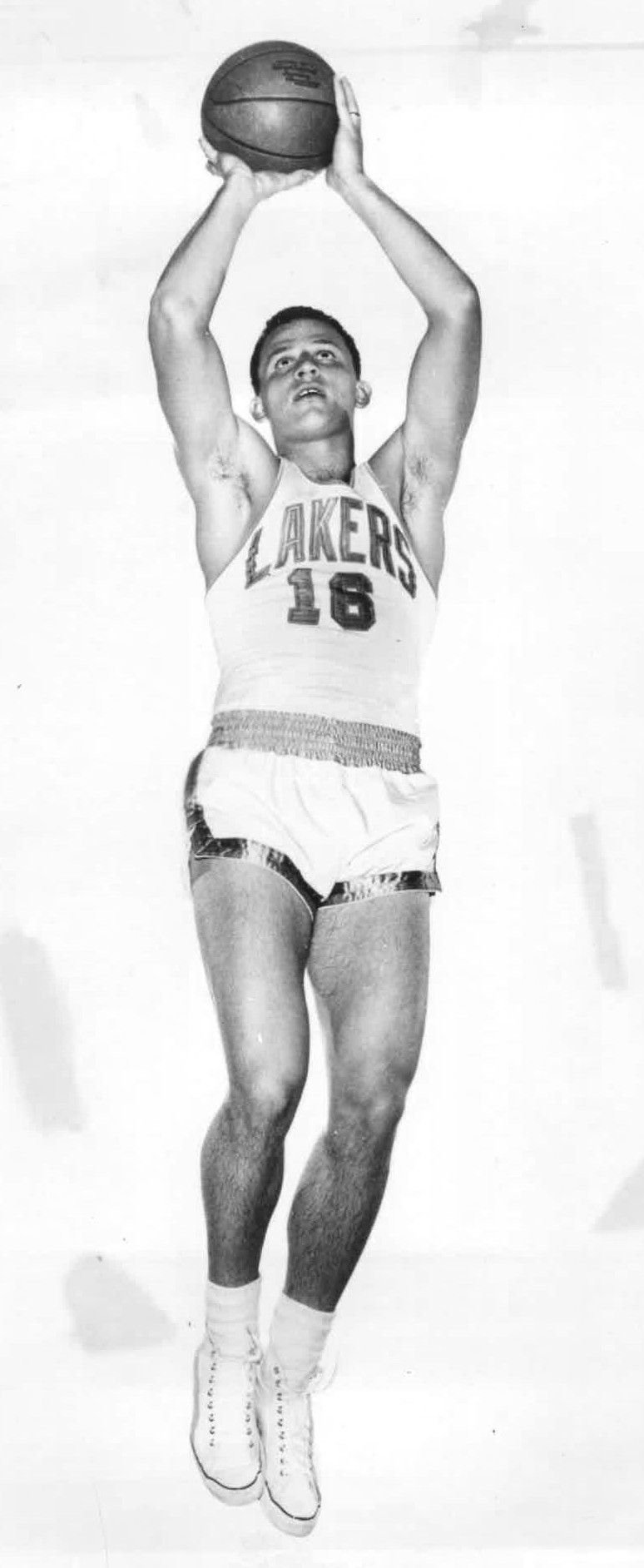
Дик Гармейкер

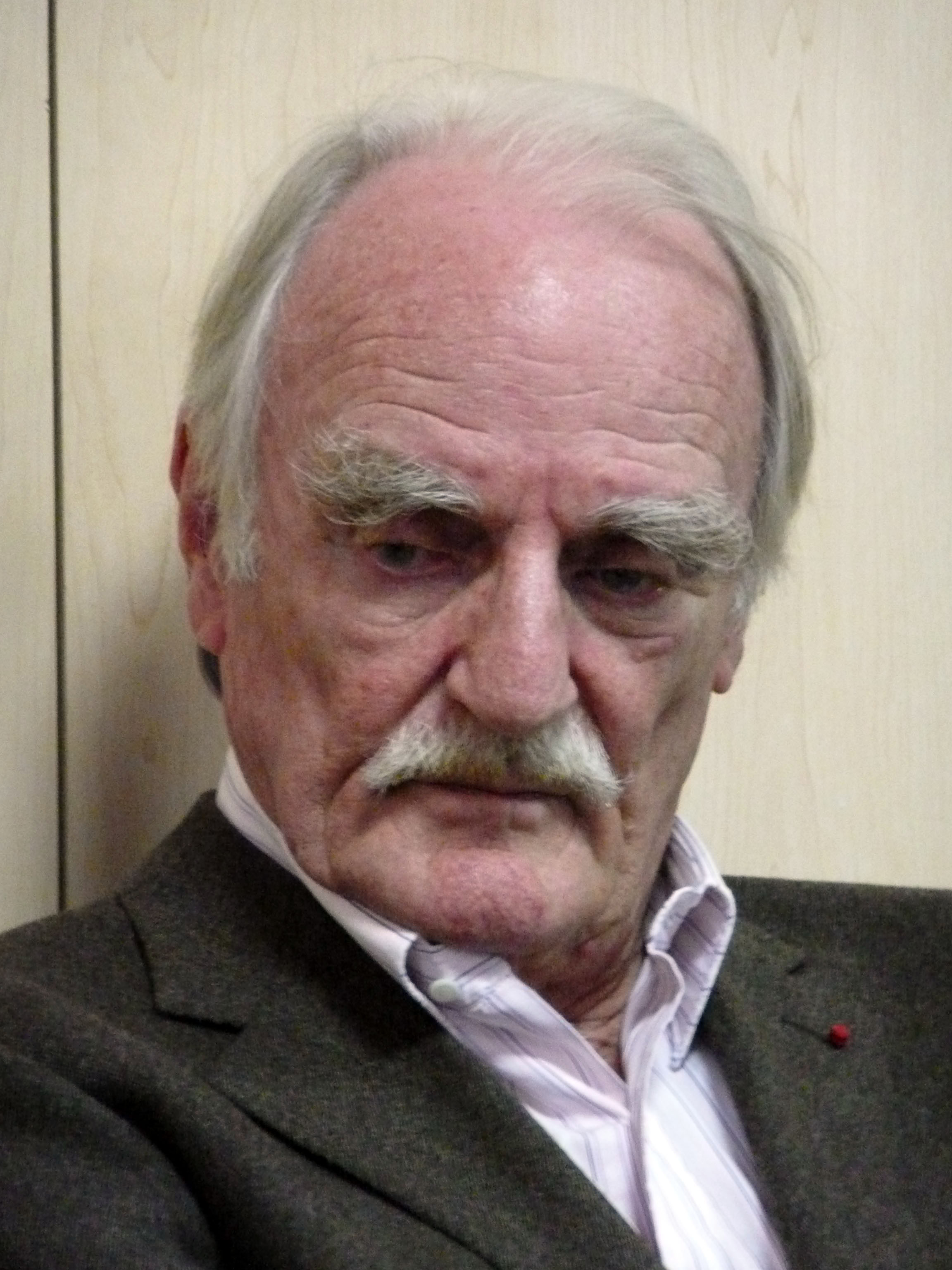
Жан Распай

- Абдулла, Шейх (74) — бангладешский государственный деятель, министр по делам религии (с 2019 года)[335].
- Борецкий, Олег Юрьевич (56) — российский актёр и режиссёр[336].
- Брыкайло, Изидор Алексеевич (77) — советский и российский промышленник и государственный деятель, мэр Курска (1994—1996)[337].
- Гармейкер, Дик (87) — американский профессиональный баскетболист, проведший шесть сезонов в НБА[338].
- Грелл, Джим (83) — американский бегун на средние дистанции, чемпион Панамериканских игр в беге на 1500 метров (1963)[339].
- Ерыгин, Владимир Владимирович (64) — российский государственный деятель, руководитель ФГУ «Администрация морского порта Новороссийск», руководитель ФГБУ «Администрация морских портов Чёрного моря»[340].
- Корнилин, Владимир Павлович (91) — советский и российский актёр[341].
- Мейниг, Дональд (95) — американский географ, член Американской академии искусств и наук (2010)[342].
- Мусулмониён, Раджаб (65) — таджикский поэт и член Союза писателей Таджикистана[343].
- Насим, Мохаммед (72) — бангладешский государственный деятель, министр внутренних дел (1999—2001), министр здравоохранения (2014—2019)[344].
- Прамоно Эдди Вибово (65) — индонезийский военный деятель, генерал[345].
- Ражфус, Морис (93) — французский писатель и историк[346].
- Распай, Жан (94) — французский писатель и путешественник, лауреат Большой премии Французской академии за роман (1981), и Большой литературной премии Французской академии (2003)[347].
- Сорогин, Валентин Петрович (82) — российский детский пульмонолог, доктор медицинских наук, профессор кафедры детских болезней Тюменского ГМУ, заслуженный врач Российской Федерации[348].
- Тавернье, Коло (74-75) — французский сценарист[349][350].
- Трагира, Василий Пантелеймонович (66) — молдавский футбольный функционер, президент клуба «Нистру» (Отачь)[351].
- Феррейро, Пепе эль (78) — испанский археолог[352].
- Ханум, Сабина (84) — пакистанская киноактриса[353].

## 12 июня

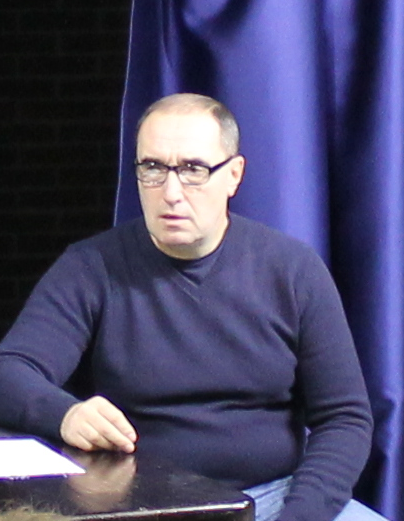
Андрей Васильев

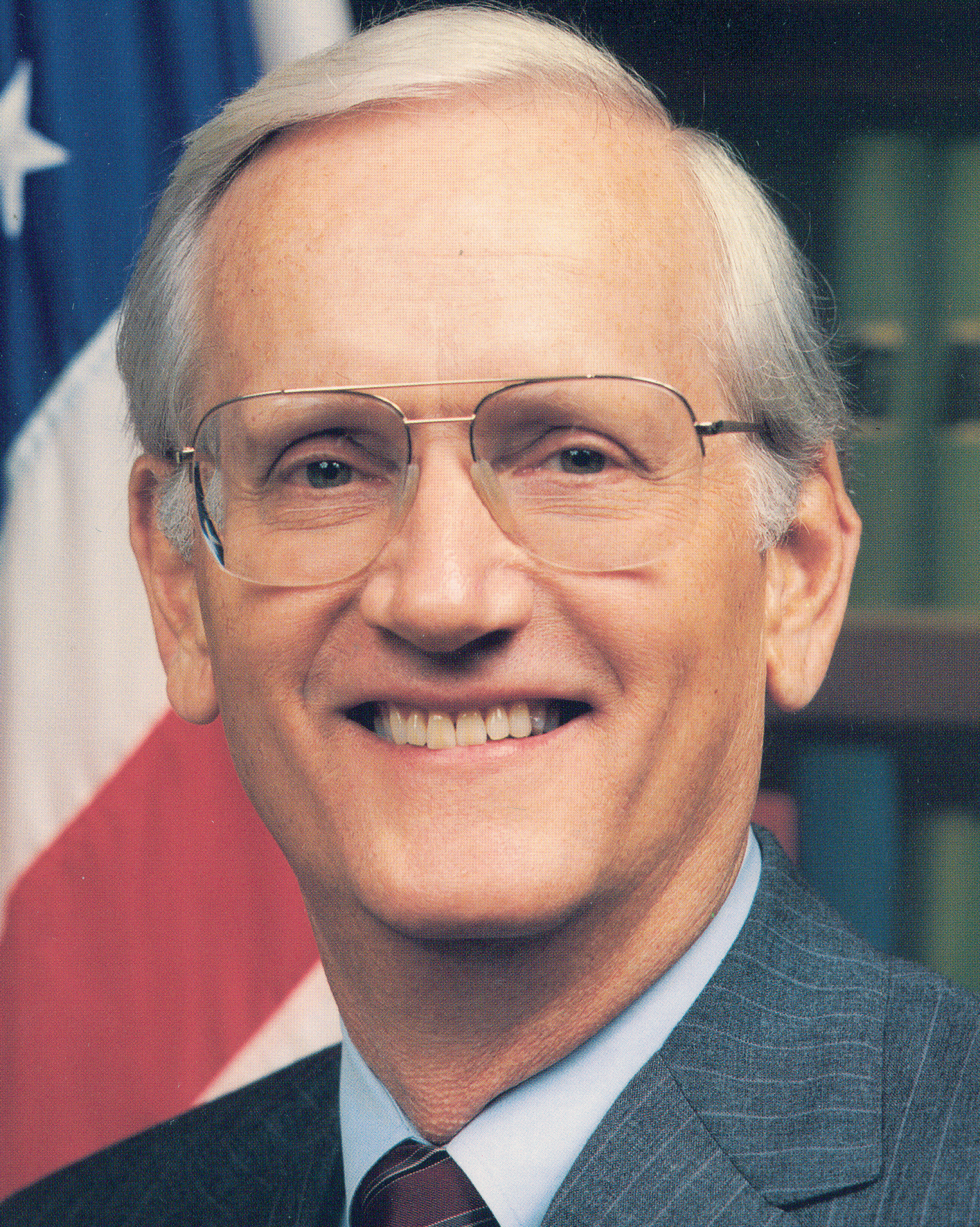
Уильям Сешнс

- Беднарский, Влодзимеж (85) — польский актёр[354][355].
- Валанс, Рики (81) — британский певец[356].
- Васильев, Андрей Юрьевич (59) — российский писатель, драматург, актёр, режиссёр[357].
- Ланцерс, Янис Августович (86) — латвийский строительный инженер[358].
- Лукассен, Илона (23) — нидерландская дзюдоистка, серебряный призёр чемпионата Европы (2018)[359].
- Зучи Гульзар Дельви, Ананд Мохан (93) — индийский поэт, писал на языке урду[360].
- Ондар, Чылгычы Чимит-Доржуевич (64) — российский государственный деятель и драматург, депутат Государственной думы (2001—2007)[361].
- Сешнс, Уильям (90) — американский государственный деятель, директор ФБР (1987—1993)[362].
- Сидоров, Валентин Фёдорович (88) — советский и российский художник, заслуженный художник Российской Федерации (2002)[363].
- Уциев, Абу Ховкаевич (65) — советский и российский чеченский поэт[364].
- Фукс, Урсула (87) — немецкая детская писательница[365].
- Шёрг, Эмми (90) — австрийская актриса[366].
- Ясай, Перфекто (73) — филиппинский государственный деятель, министр иностранных дел (2016—2017)[367].
- Яцкевич, Борис Александрович (72) — российский государственный деятель, министр природных ресурсов России (1999—2001)[368].

## 11 июня

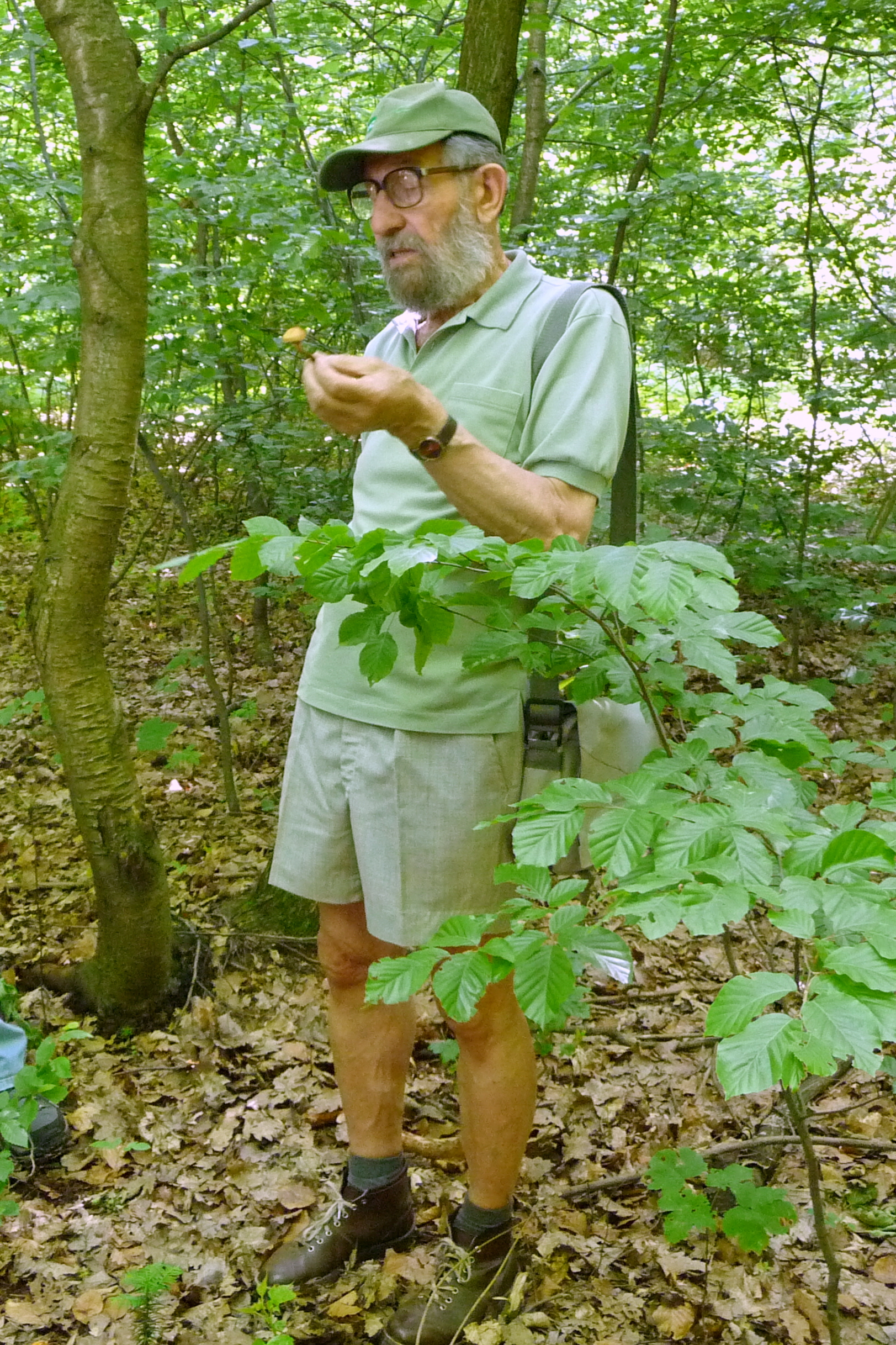
Франтишек Котлаба

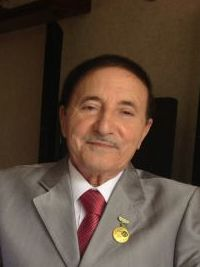
Теймур Мустафаев

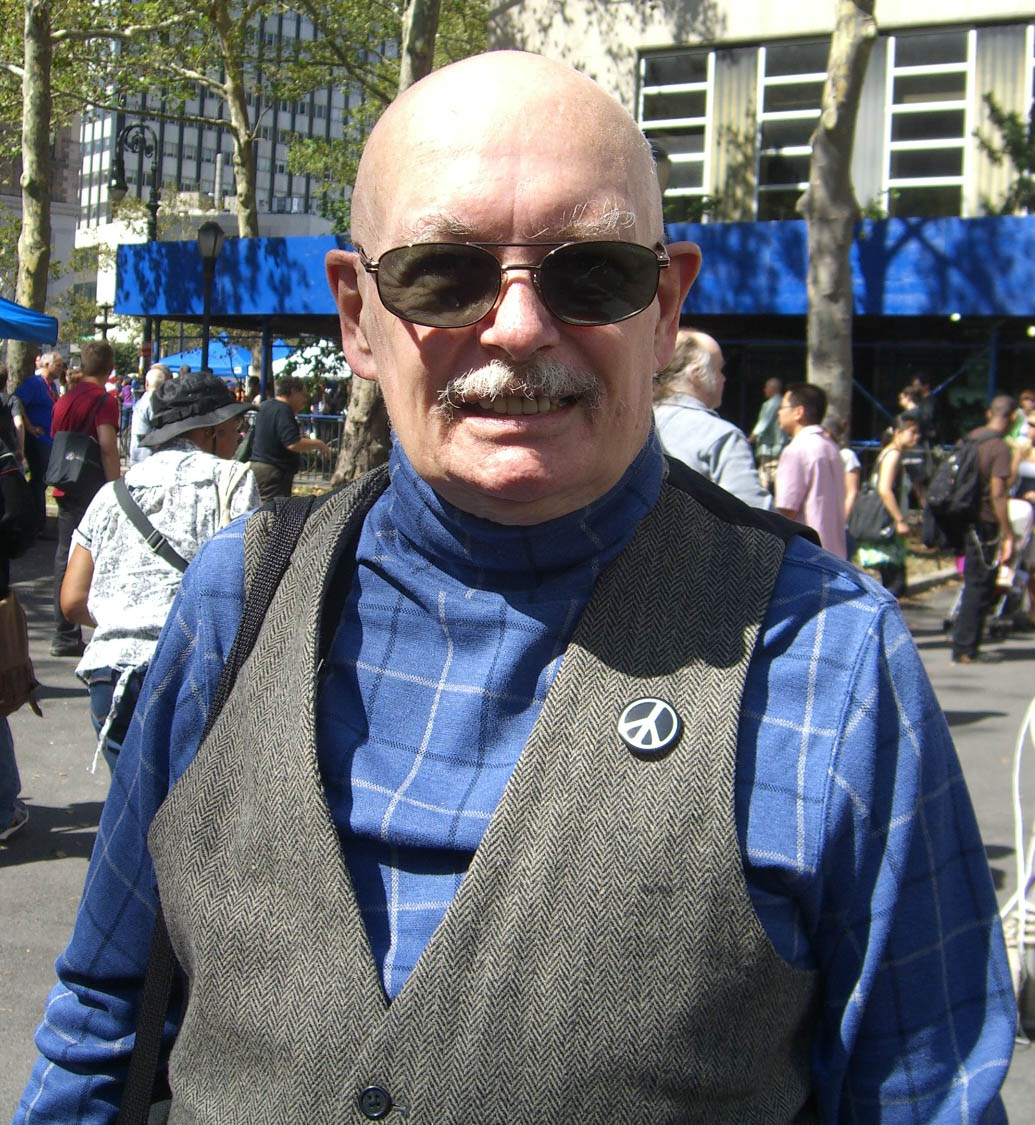
Деннис О’Нил

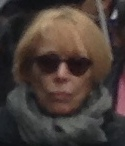
Роса Мария Сарда

- Бен Белла, Маджуб (73) — алжирский художник[369].
- Блюмбах, Силке Лирия (49) — албанская поэтесса[370].
- Витцес, Эппи (82) — канадский автогонщик[371]
- Иссозе-Нгондет, Эммануэль (59) — габонский государственный деятель и дипломат, министр иностранных дел (2012—2016) и премьер-министр (2016—2019) Габона[372].
- Кацман, Владимир Яковлевич (90) — советский и украинский тренер по лёгкой атлетике, заслуженный тренер СССР[373].
- Котлаба, Франтишек (93) — чешский миколог[374].
- Марешаль, Марсель (82) — французский актёр[375].
- Матковский, Бернард (80) — американский математик[376].
- Мачадо, Родольфо (82) — аргентинский актёр[377].
- Микинг, Бэзил (90) — новозеландский католический прелат, епископ Крайстчерча (1987—1995)[378].
- Мустафаев, Теймур Агахан оглы (81) — азербайджанский певец, народный артист Азербайджана (2005)[379].
- О’Нил, Деннис (81) — американский сценарист и редактор комиксов[380].
- Певзнер, Стелла (98) — американская детская писательница[381].
- Сарда, Роса Мария (78) — испанская актриса и театральный режиссёр[382].
- Стоун, Элли (93) — американская актриса и певица[383].
- Татарников, Виктор Михайлович (93) — советский и российский военный деятель, генерал-майор в отставке[384].
- Тверской, Михаил Михайлович (84) — советский и российский учёный в области автоматизации технологических процессов, доктор технических наук (1976), профессор кафедры «Автоматизация механосборочного производства» ЮУрГУ (1977), заслуженный деятель науки и техники РСФСР (1991)[385].
- Уинклер, Мел (78) — американский актёр[386][387].
- Хаттори, Кацухиса (83) — японский композитор[388]
- Хорнинг, Марджори (102) — американский биохимик и фармаколог[389].
- Чунхаван, Крайсак (72) — таиландский политический деятель, сенатор (2000—2006)[390].
- Яричев, Умар Денелбекович (78) — советский и российский чеченский поэт[391].

## 10 июня

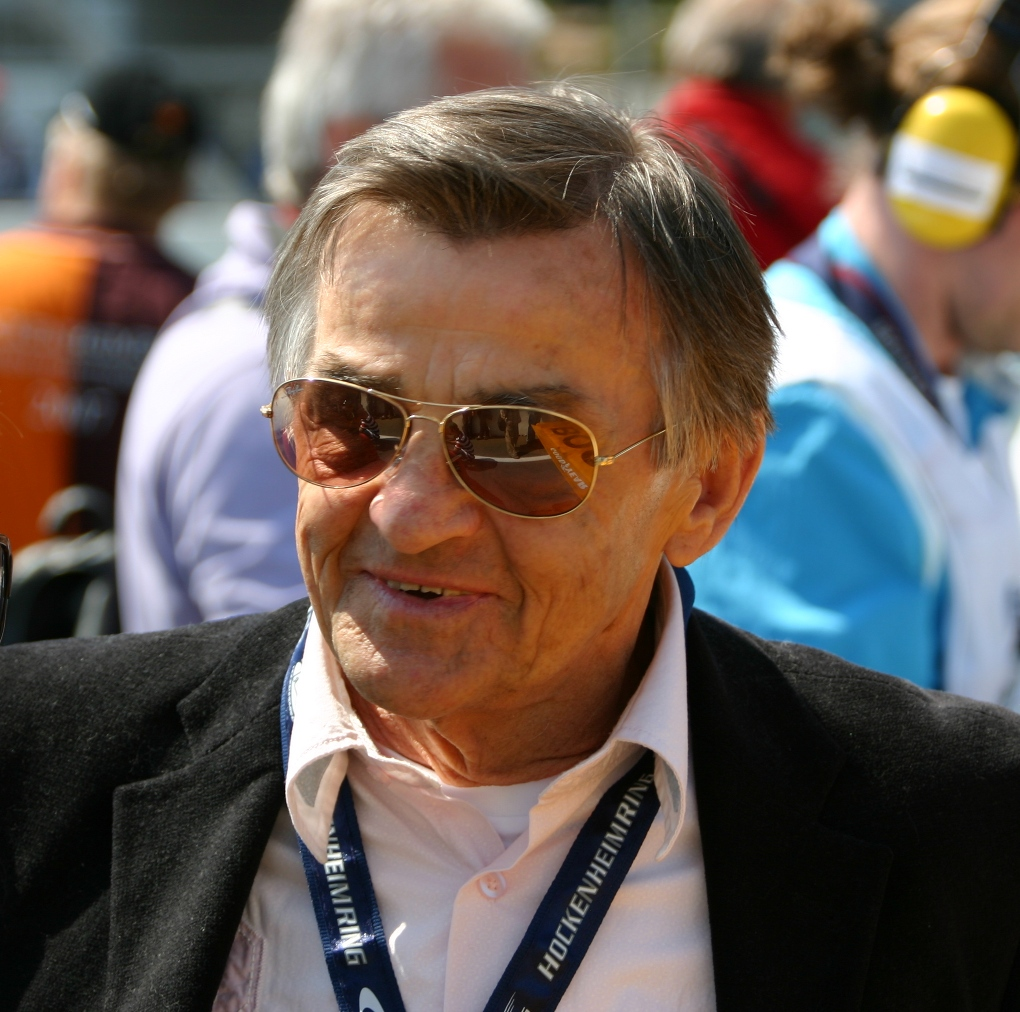
Ханс Мецгер

- Аригони, Дуилио (91) — швейцарский химик, лауреат Медали Дэви (1983), лауреат премии имени Артура Коупа (1986), лауреат премии Вольфа в области химии (1989)[392].
- Астахов, Юрий Сергеевич (80) — российский офтальмолог, доктор медицинских наук, профессор кафедры офтальмологии с клиникой ПСПбГМУ[393].
- Бабаев, Акшин Али Саттар оглы (83) — азербайджанский прозаик, драматург, журналист[394].
- Вонгкрачанг, Саранью (59) — таиландский киноактёр и кинорежиссёр[395].
- Гатауов, Таир Талгатович (35) — казахский артист балета, солист балета театра «Астана Опера»; ДТП[396].
- Гликман, Гарри (96) — американский баскетбольный менеджер, основатель и президент команды «Портленд Трэйл Блэйзерс»[397].
- Жозе, Мария (91) — португальская актриса[398][399].
- Линда, Анита (95) — филиппинская актриса[400].
- Мецгер, Ханс (90) — немецкий инженер, один из создателей двигателей для автомобилей Porsche[401].
- Мёбиус, Эберхард (93) — немецкий актёр[402].
- Нургалин, Зиннур Ахмадиевич (91) — советский и российский литературовед, доктор филологических наук (1984), профессор (1985), ректор Уфимского института искусств (1988—2000)[403].
- Озкарслы, Талат (82) — турецкий футболист и менеджер спортивного клуба «Газиантепспор»[404].
- Ороско, Антонио (87) — мексиканский художник[405].
- Радованович, Милорад (72) — сербский языковед, действительный член Сербской академии наук и искусств (2012)[406].
- Тиц, Уильям (93) — американский президентский администратор, президент Университета штата Монтана (1977—1990)[407].
- Уотерс, Джас (39) — американская сценаристка и журналистка; самоубийство[408].
- Форнес, Росита (97) — кубинская и американская киноактриса и певица[409].
- Хейл, Уильям (88) — американский режиссёр[410].
- Цеслярчик, Ханс (83) — западногерманский футболист, игрок национальной сборной[411].
- Чампион, Джастин (59) — британский историк[412].
- Эрреро Фигероа, Арасели (71) — испанская писательница[413].

## 9 июня

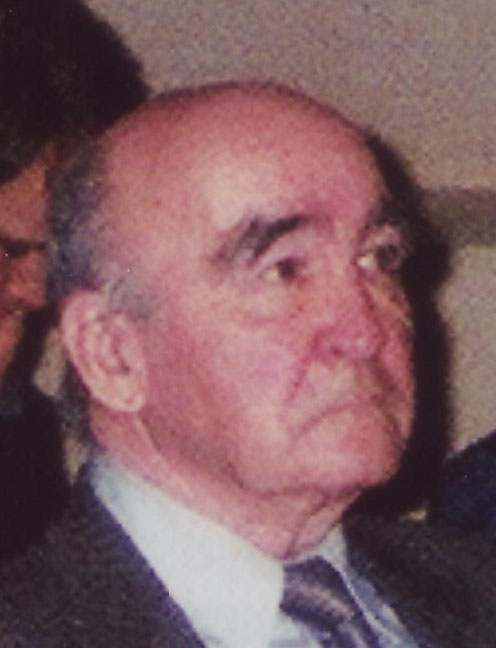
Айн Каалеп

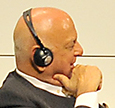
Немир Кирдар

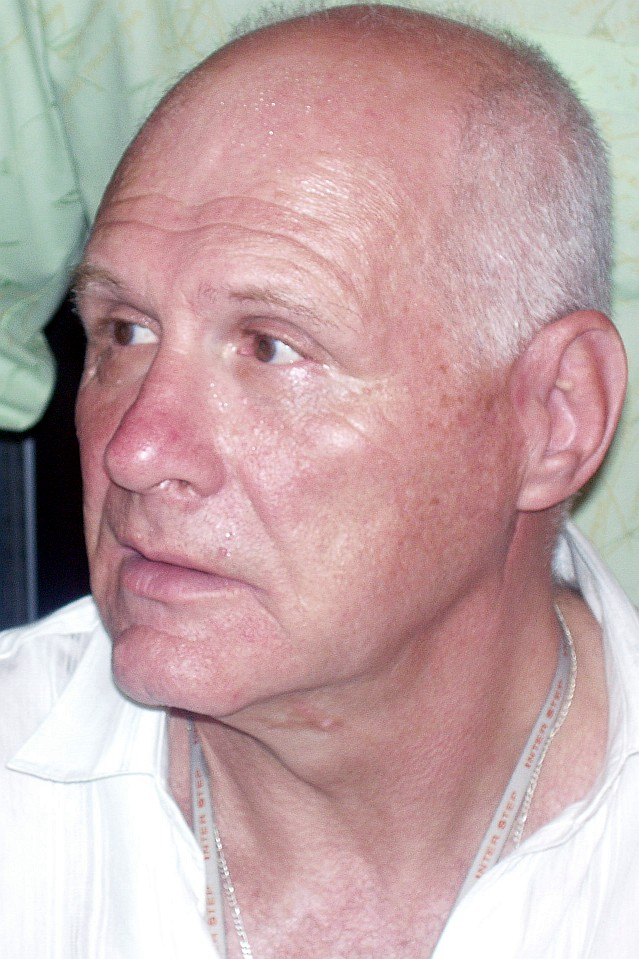
Анатолий Трушкин

- Абуталеб, Парвиз (78) — иранский футболист, менеджер национальной сборной[414].
- Атик, Айшегюль (72) — турецкая актриса[415].
- Большаков, Анатолий Кузьмич (82) — советский и российский чувашский писатель, актёр и литературный переводчик, заслуженный работник культуры РСФСР (1986)[416].
- Ведерников, Николай Анатольевич (91) — православный клирик и композитор духовной музыки[417].
- Водницкий, Адам (89) — польский писатель и переводчик[418].
- Гурова, Ирина Павловна (60) — российский экономист, доктор экономических наук (2000), профессор кафедры международных экономических отношений и внешнеэкономических связей МГИМО (2011)[419].
- Донес, Пау (53) — испанский певец и автор песен, лидер рок-группы Jarabe de Palo (с 1996 года)[420].
- Каалеп, Айн (94) — эстонский поэт, драматург, литературный критик и переводчик[421].
- Каташёв, Пётр Александрович (86) — советский передовик сельского хозяйства, Герой Социалистического Труда (1973)[422].
- Крупская-Высоцкая, Кристина (84) — польский кинорежиссёр[423].
- Немир Кирдар (83) — иракский банкир[424].
- Прядко, Александр Иванович (78) — украинский тренер по биатлону[425].
- Ракин, Альберт Дмитриевич (81) — советский и российский архитектор, заслуженный архитектор Российской Федерации[426].
- Серафим (Глушаков) (51) — архиерей Русской православной церкви, епископ Анадырский и Чукотский (2011—2015)[427].
- Трушкин, Анатолий Алексеевич (78) — русский писатель-сатирик, сценарист и телеведущий[428].
- Фёльдешши, Эдён (90) — венгерский легкоатлет, бронзовый призёр летних Олимпийских игр в Хельсинки (1952)[429].
- Чепмен, Пол (66) — британский рок-гитарист (UFO)[430].
- Шнитцер, Моррис (98) — немецкий сельскохозяйственный учёный, лауреат премии Вольфа в области сельского хозяйства (1995)[431].

## 8 июня

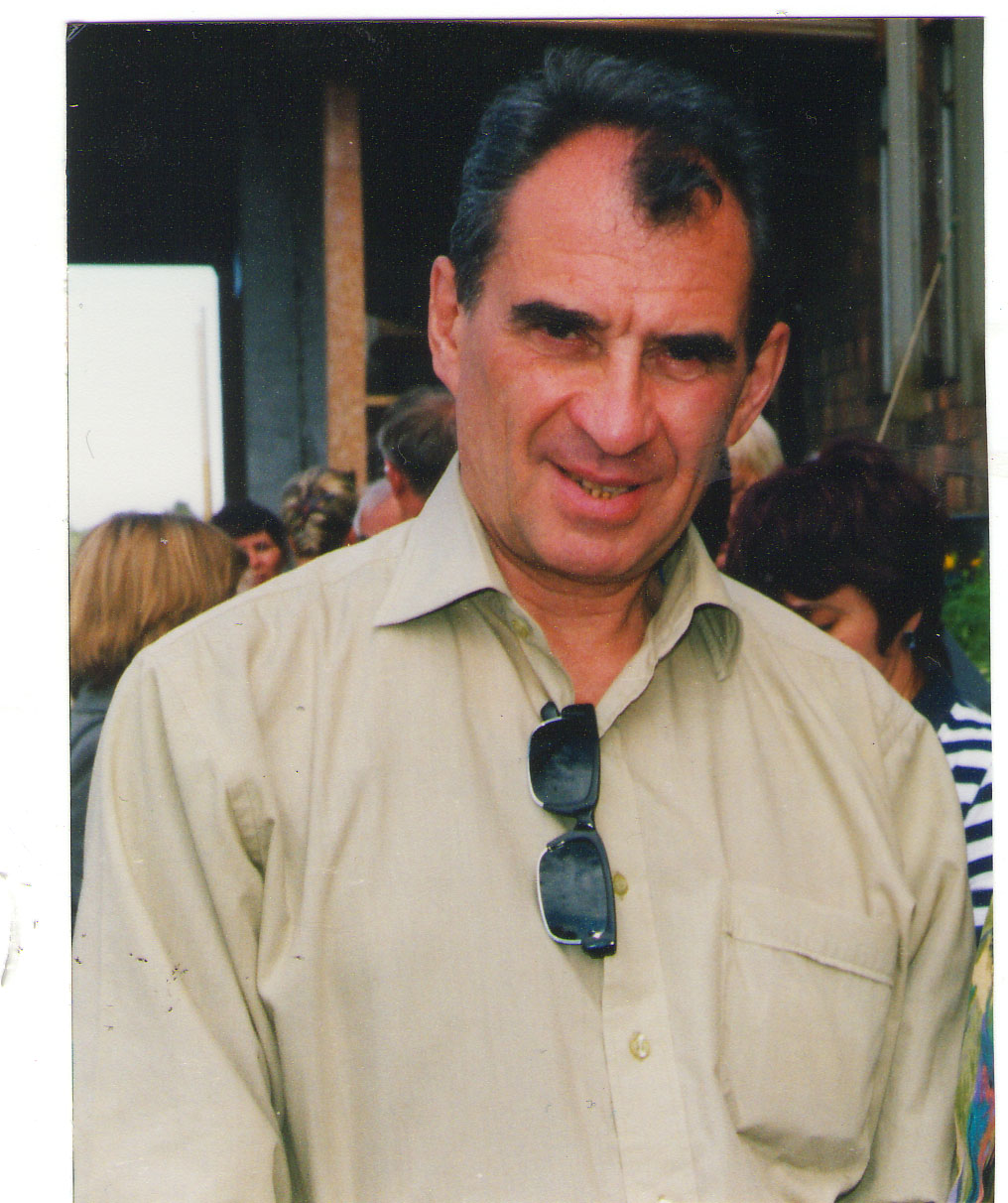
Эдуард Абдуллин

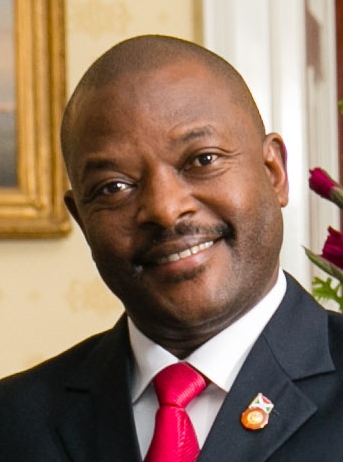
Пьер Нкурунзиза

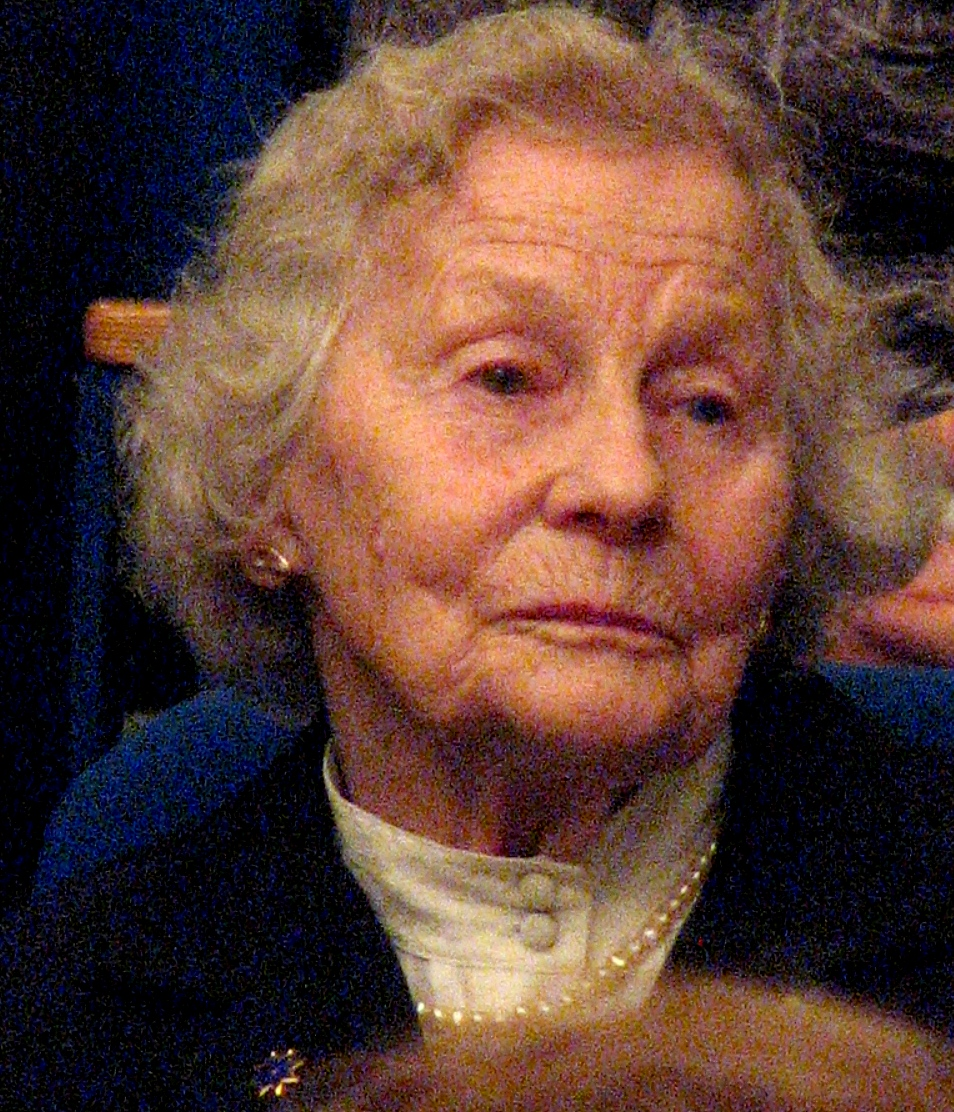
Хели Сузи

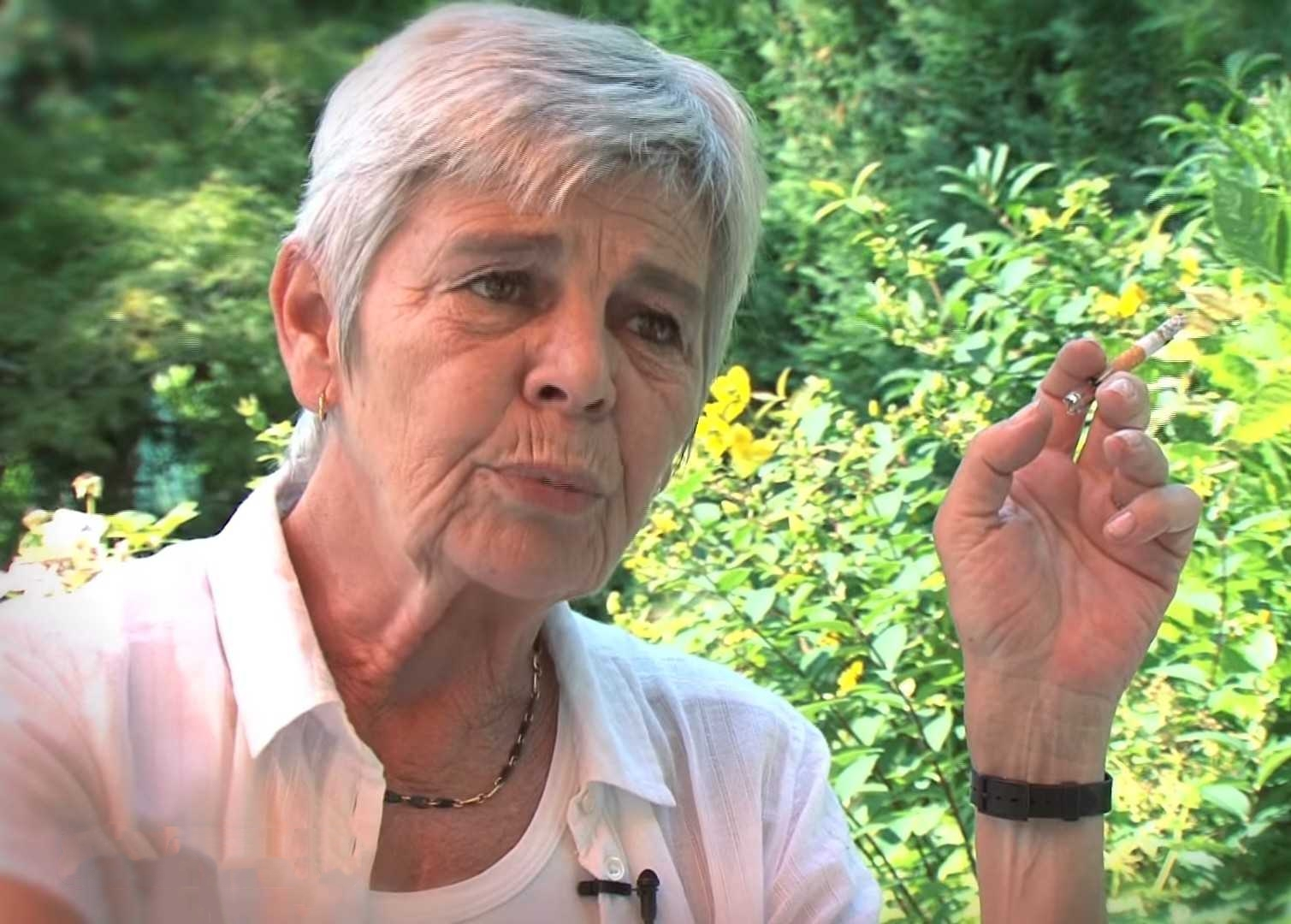
Марион Хенсель

- Абдуллин, Эдуард Борисович (79) — российский хормейстер, доктор педагогических наук (1991), профессор кафедры методологии и методики преподавания музыки музыкального факультета МПГУ[432].
- Агафонов, Алексей Андреевич (94) — советский и российский хирург, доктор медицинских наук (1973), профессор (1975), сын А. Ф. Агафонова[433].
- Берггрен, Тобиас (80) — шведский поэт[434].
- Бергер, Клаус (79) — немецкий теолог, профессор Гейдельбергского университета[435].
- Воденичаров, Стефан (75) — болгарский учёный и государственный деятель, министр образования, молодёжи и науки Болгарии (2013), президент Болгарской академии наук (2012—2016)[436].
- Данн, Тони (78) — ирландский футболист («Манчестер Юнайтед», «Болтон Уондерерс», национальная сборная)[437].
- Захарин, Игорь Михайлович (68) — советский футболист[438].
- Лаевский, Владимир Николаевич (84) — советский и российский тренер по боксу[439].
- Лютер, Игорь (77) — словацкий кинооператор[440].
- Миони, Фабрицио (89) — итальянский актёр[441].
- Нкурунзиза, Пьер (56) — бурундийский государственный деятель, президент (с 2005 года)[442].
- Остлин, Лиллемор (79) — шведская писательница[443].
- Папатанасиу, Аспасия (101) — греческая актриса[444].
- Пиллинг, Ута (71) — немецкий музыкант и автор песен[445].
- Пойнтер, Бонни (69) — американская певица, участница вокального квартета сестёр Пойнтер, лауреат премии «Грэмми» (1994)[446].
- Столпер, Дэниел (85) — американский гобоист[447].
- Сузи, Хели (90) — эстонская переводчица и педагог[448].
- Тейлор, Ян (64) — британский бизнесмен, генеральный директор Vitol (1993—1996)[449].
- Товареш Морейра, Жозе Алберту (75) — португальский экономист, министр финансов (1980—1981), управляющий банком Португалии (1986—1992)[450].
- Фельгерес, Мануэль (91) — мексиканский художник[451].
- Фицгиббон, Мэгги (91) — австралийская актриса[452].
- Хенсель, Марион (71) — бельгийский кинорежиссёр, актриса, сценарист, продюсер[453].
- Холлис, Розмари (67—68) — британский политолог[454].
- Хэнд, Джеймс (67) — американский певец и автор песен[455].
- Чайка, Владимир Феодосьевич — советский и белорусский тренер по пулевой стрельбе, заслуженный тренер Республики Беларусь[456].
- Чижмаков, Игорь Михайлович (76) — советский и российский театральный деятель, директор Воронежского театра драмы (1984—2017), заслуженный работник культуры Российской Федерации (1993)[457].

## 7 июня

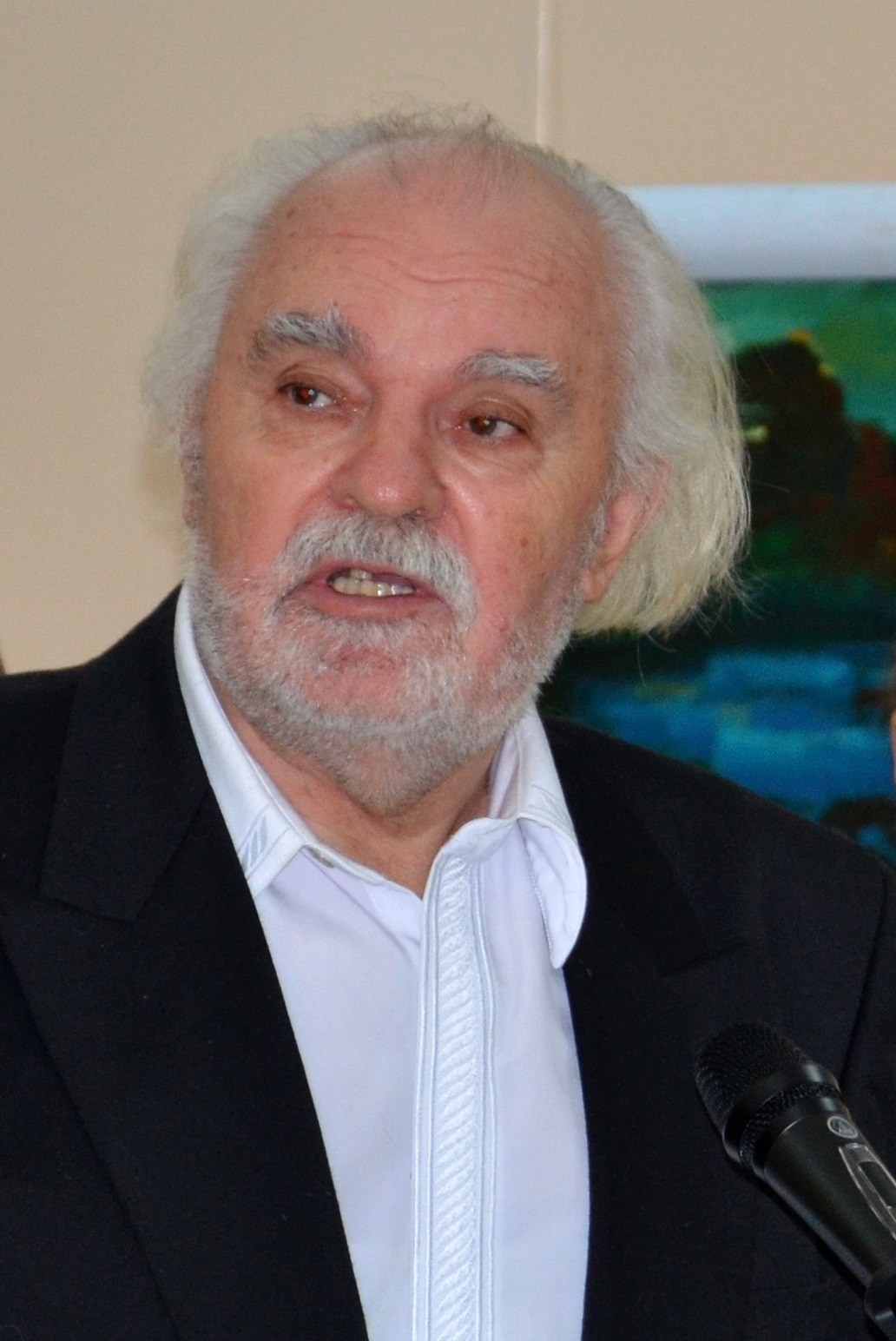
Владимир Басалыга

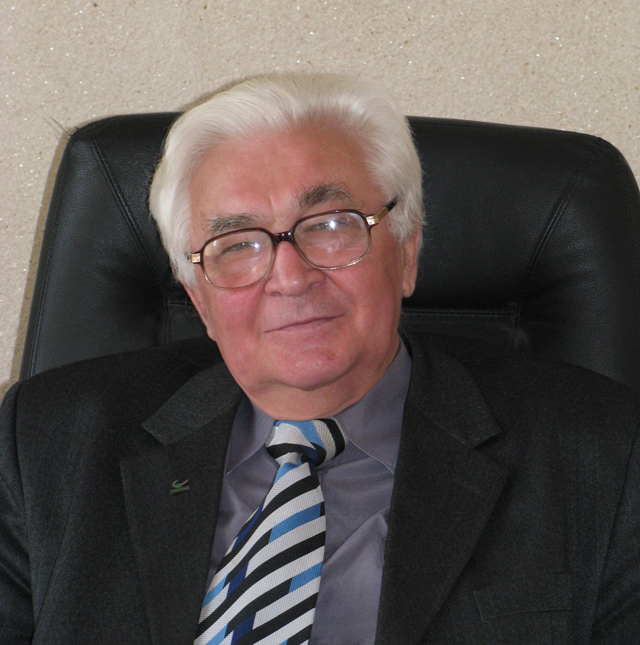
Александр Чекмарёв

- Басалыга, Владимир Самойлович (80) — белорусский художник[458].
- Бей, Фрэнк (74) — американский блюзовый певец[459].
- Благоевич, Марина (62) — сербский социолог[460].
- Болиндер, Йен (84) — шведский писатель[461].
- Григорьев, Игорь Михайлович (86) — советский спортсмен-мотогонщик, бронзовый призёр чемпионата мира 1963 года в классе машин до 250 см[462].
- Грушка, Юзеф (73) — польский политический деятель, депутат Сейма (1993—2005)[463].
- Деркач, Анатолий Алексеевич (75) — российский психолог, академик РАО (2001)[464].
- Костюк, Богдана Олеговна (55) — украинская журналистка[465].
- Малюкин, Юрий Викторович (63) — украинский физик, член-корреспондент НАНУ (2012)[466].
- Марот, Петер (75) — венгерский саблист, бронзовый призёр летних Олимпийских игр в Мюнхене (1972); ДТП[467].
- Мейндл, Джеймс (87) — американский инженер в области микроэлектроники, лауреат медали почёта IEEE (2006)[468].
- Меттер, Алан (77) — американский кинорежиссёр[469][470].
- Острой, Ольга Семёновна (91) — советский и российский библиограф и искусствовед, доктор педагогических наук (1991), сотрудник ГПБ (с 1956 года)[471].
- Сарья, Чирандживи (39) — индийский актёр[472][473].
- Сен-Виль, Роже (70/72) — гаитянский футболист, участник чемпионата мира (1974)[474].
- Сидорина, Лариса Алексеевна (68) — советский и российский режиссёр-кукольник, главный режиссёр Театра кукол Мордовии (с 2000 года)[475].
- Таллауг, Эдит (90) — норвежская актриса и оперная певица[476].
- Тенориу, Тереза (70) — бразильская поэтесса[477].
- Хайнен-Айех, Беттина (82) — немецкая художница[478].
- Чекмарёв, Александр Михайлович (82) — советский и российский химик, член-корреспондент РАН (1994)[479].

## 6 июня

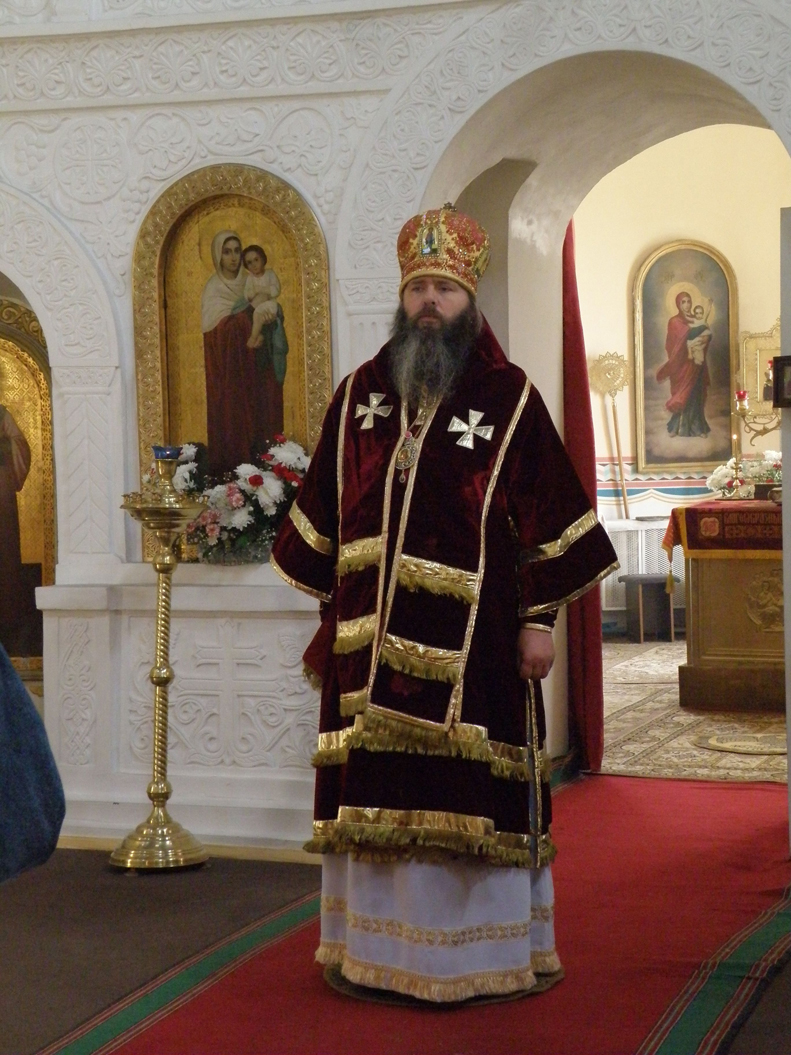
Пётр (Карпусюк)

- Дехаан, Кристель (77) — американская предпринимательница и филантроп, основательница Christel House International[англ.][480].
- Зейферт, Дитмар (91) — американский химик[481].
- Красновская, Элеонора Матвеевна (100) — советский и российский театральный критик[482].
- Ксенакис, Константин (89) — греческий художник[483].
- Местре, Джорди (38) — испанский актёр[484].
- Мустафин, Шагинур Сапиевич (72) — советский и российский татарский писатель[485].
- Пётр (Карпусюк) (61) — архиерей Белорусского экзархата РПЦ, схиепископ Дятловский, викарий Новогрудской епархии[486].
- Салах, Рамадан (62) — палестинский террорист, генеральный секретарь движения «Палестинский исламский джихад» (1995—2018)[487].
- Турчиненко, Николай Иванович (59) — советский и украинский футболист, чемпион Украины в составе клуба «Таврия» (1992)[488].
- Фишер, Кори (75) — американский актёр[489][490].
- Шайхуллин, Эдуард Мусфирович (45) — российский спидвейный гонщик, трёхкратный чемпион России в составе команды Лукойл (1997, 1999, 2000)[491].
- Шелест, Виталий Петрович (79) — украинский физик, член-корреспондент АН УССР/НАНУ (1989), сын П. Е. Шелеста[492].
- Эванс, Аллан (64) — американский музыковед и продюсер звукозаписи[493].
- Эрланд-Бранденбур, Ален (82) — французский искусствовед и музейный работник[494].

## 5 июня

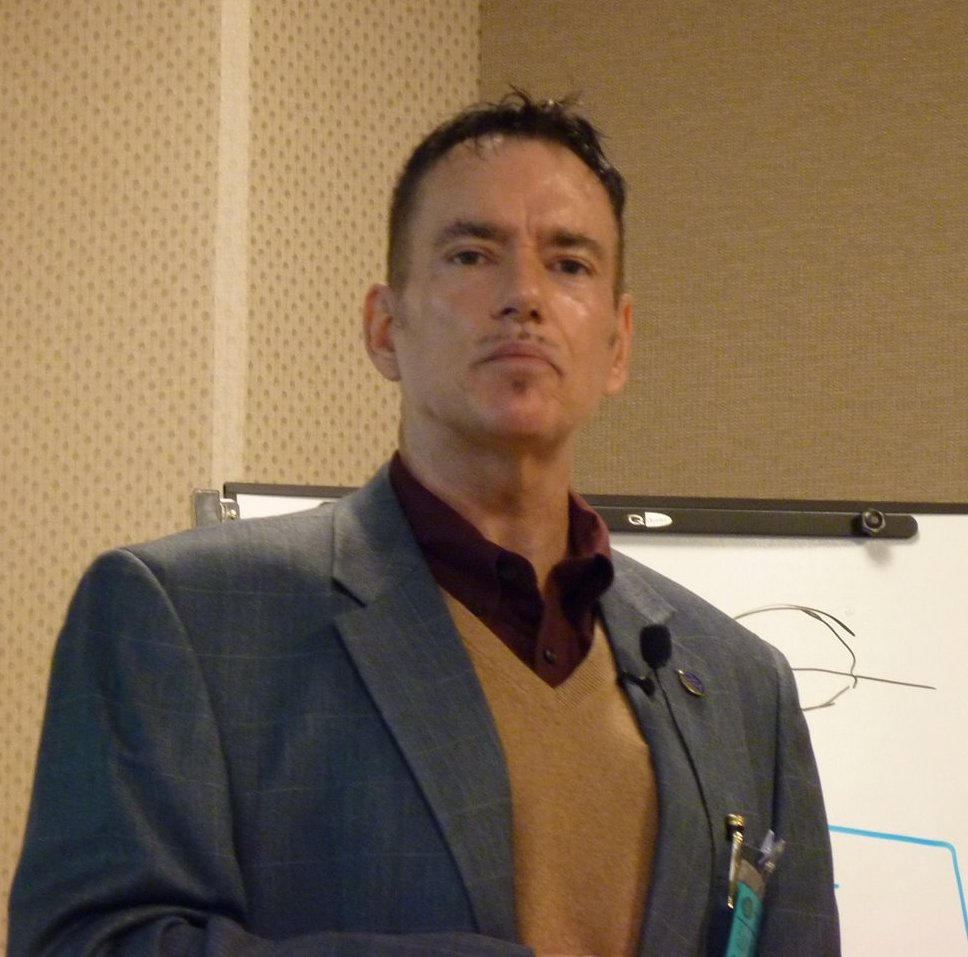
Джонатан Доулинг

- Гаганелов, Борис (78) — болгарский футболист, выступавший за национальную сборную (1963—1970)[495] Архивная копия от 6 июня 2020 на Wayback Machine.
- Ганак, Иржи (82) — чешский журналист и диссидент[496].
- Доулинг, Джонатан (65) — американский физик[497].
- Кавасаки, Томисаку (95) — японский врач-педиатр, открыватель синдрома Кавасаки[498].
- Кайзер, Армин Дейл (92) — американский биохимик, член Национальной академии наук США (1970), и Американской академии искусств и наук, лауреат Премии Альберта Ласкера за фундаментальные медицинские исследования (1980) и медали Томаса Ханта Моргана (1991)[499].
- Краус, Вильгельм (71) — болгарский государственный деятель, министр транспорта (1997—1999)[500].
- Лесса, Карлос (83) — бразильский экономист, ректор Федерального университета Рио-де-Жанейро (2002—2003)[501].
- Линклейтер, Кристин (84) — британская актриса и преподаватель актёрского мастерства[502].
- Лукин, Владимир Леонидович (81) — советский и российский учёный в области системного анализа, доктор технических наук (1991), профессор (1992), заслуженный деятель науки и техники Российской Федерации[503].
- Макаров, Виталий Сергеевич (83) — советский и российский математик, доктор физико-математических наук (1981), профессор кафедры дискретной математики мехмата МГУ[504].
- Марва, Вед (85) — индийский государственный деятель, губернатор Манипура (1999—2003), губернатор Мизорама (2000—2001), губернатор Джаркханда (2003—2004)[505].
- Мурри, Джордж (71) — американский католический прелат, епископ Сент-Томаса (1999—2007), епископ Янгстауна (с 2007 года)[506].
- Мюррей, Джеймс Альберт (87) — американский католический прелат, епископ Каламазу (1998—2009)[507].
- Оверли, Мэри (74) — американская танцовщица и хореограф, автор и создатель техники «Шесть точек зрения»[508] Архивная копия от 13 июня 2020 на Wayback Machine.
- Першукевич, Пётр Михайлович (76) — российский учёный в области экономики в АПК, академик РАСХН (2005—2013), академик РАН (2013)[509].
- Пётр (Кучер) (93) — архимандрит Русской православной церкви, духовник Боголюбского монастыря[510].
- Сосновский, Владимир Тимофеевич (80) — советский и российский филолог, доктор филологических наук, профессор, ректор АГПУ (1987—2009)[511].
- Тарбеев, Юрий Васильевич (88) — советский и российский метролог, доктор технических наук (1981), профессор (1982), генеральный директор ВНИИМа (1975—1997), заслуженный деятель науки и техники Российской Федерации (1994)[512].
- Томас, Курт (64) — американский гимнаст, трёхкратный чемпион мира (1978, 1979, 1979)[513].
- Тугушева, Лилия Юсуфжановна (88) — советский и российский востоковед-тюрколог, уйгуровед, источниковед[514].
- Хайн, Руперт (72) — американский музыкант и музыкальный продюсер[515].
- Шампань, Андре (80) — канадская актриса и государственный деятель, министр по делам молодёжи (1984—1986)[516].

## 4 июня

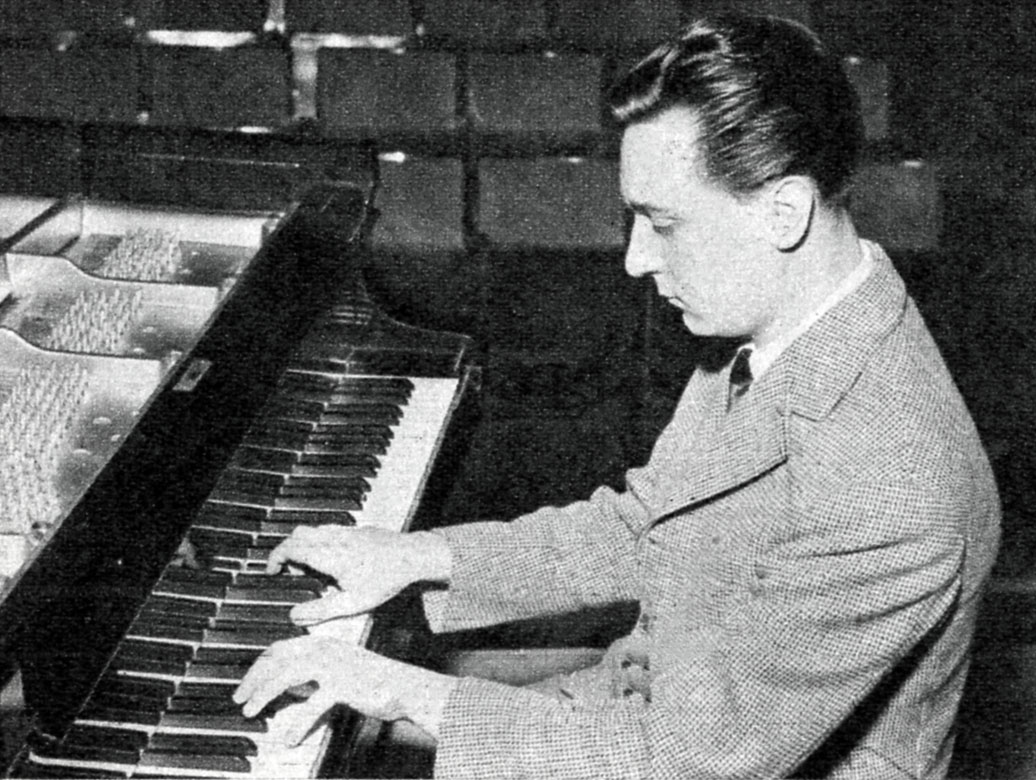
Марчелло Абадо

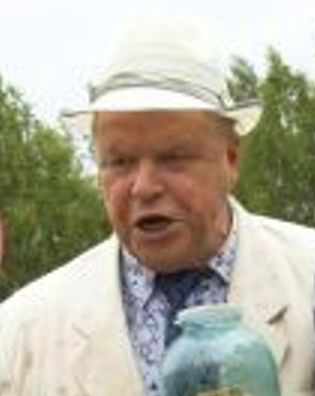
Михаил Кокшенов

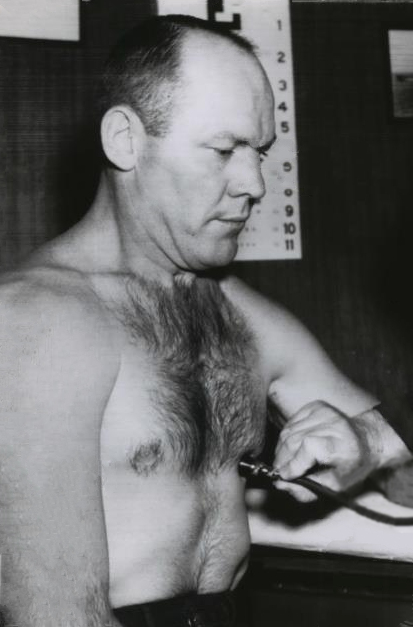
Пит Радемахер

- Аббадо, Марчелло (93) — итальянский пианист и композитор, брат К. Аббадо[517].
- Апель, Генрих (84) — немецкий художник, скульптор и реставратор[518].
- Бенини, Милена (54) — хорватская писательница-фантаст[519].
- Ван дер Крук, Питер (78) — нидерландский тяжелоатлет, участник летних Олимпийских игр в Мехико (1968), тренер сборной Нидерландов по тяжёлой атлетике, спортивный комментатор[520].
- Горев, Виктор Алексеевич (83) — советский и российский военачальник, подводник, вице-адмирал[521].
- Данилов, Борис Иванович (90) — советский и российский балетмейстер, руководитель архангельского ансамбля песни и пляски «Сиверко» (1969—2018), народный артист РСФСР (1979)[522].
- Каплан, Ральф (95) — американский дизайнер и писатель[523].
- Квирк, Джеймс (93) — американский экономист[524].
- Кокшенов, Михаил Михайлович (83) — советский и российский актёр театра и кино, кинорежиссёр, народный артист Российской Федерации (2002)[525].
- Коткова, Фаина Васильевна (87) — советская ткачиха, Герой Социалистического Труда (1980)[526].
- Линк, Жан (81) — люксембургский фехтовальщик, участник летних Олимпийских игр в Риме (1960)[527].
- Лопатина, Наталья Маратовна (69) — советская и российская скрипачка, основатель и художественный руководитель камерного ансамбля «Дивертисмент» (Южно-Сахалинск), заслуженный работник культуры Российской Федерации (1997)[528].
- Митин, Виктор Яковлевич (90) — участник Великой Отечественной войны, сын полка в составе 1079 стрелкового полка 312 стрелковой дивизии. Почётный гражданин города Тулы (2017)[529].
- Мутагиров, Джамал Зейнутдинович (83) — советский и российский философ, политолог и публицист, доктор философских наук (1973), профессор[530].
- Норкина, Юлия Геннадьевна (52) — российская журналистка, теле- и радиоведущая, супруга телеведущего Андрея Норкина[531].
- Нунес, Дульсе (90) — бразильская актриса, певица и автор песен[532].
- Олумилуа Бамиделе (80) — нигерийский государственный деятель, губернатор штата Ондо (1992—1993)[533].
- Прасад, Джияннедра — фиджийский политический деятель, вице-спикер Парламента (1999—2000)[534].
- Прист, Стив (72) — бас-гитарист британской группы Sweet[535].
- Радемахер, Пит (91) — американский боксёр, чемпион летних Олимпийских игр в Мельбурне (1956)[536].
- Родригес, Антонио (72) — испанский историк[537].
- Садыкова, Раиса Кудайбергеновна (75) — советский и казахстанский оперный дирижёр[538].
- Фирсова, Татьяна Борисовна (64) — российская актриса театра и кино, артистка Севастопольского театра драмы (1987—1992 и с 1997)[539].
- Хиллман, Лаура (96) — американская писательница, пережившая Холокост[540].
- Чаттерджи, Басу (90) — индийский кинорежиссёр[541][542].

## 3 июня

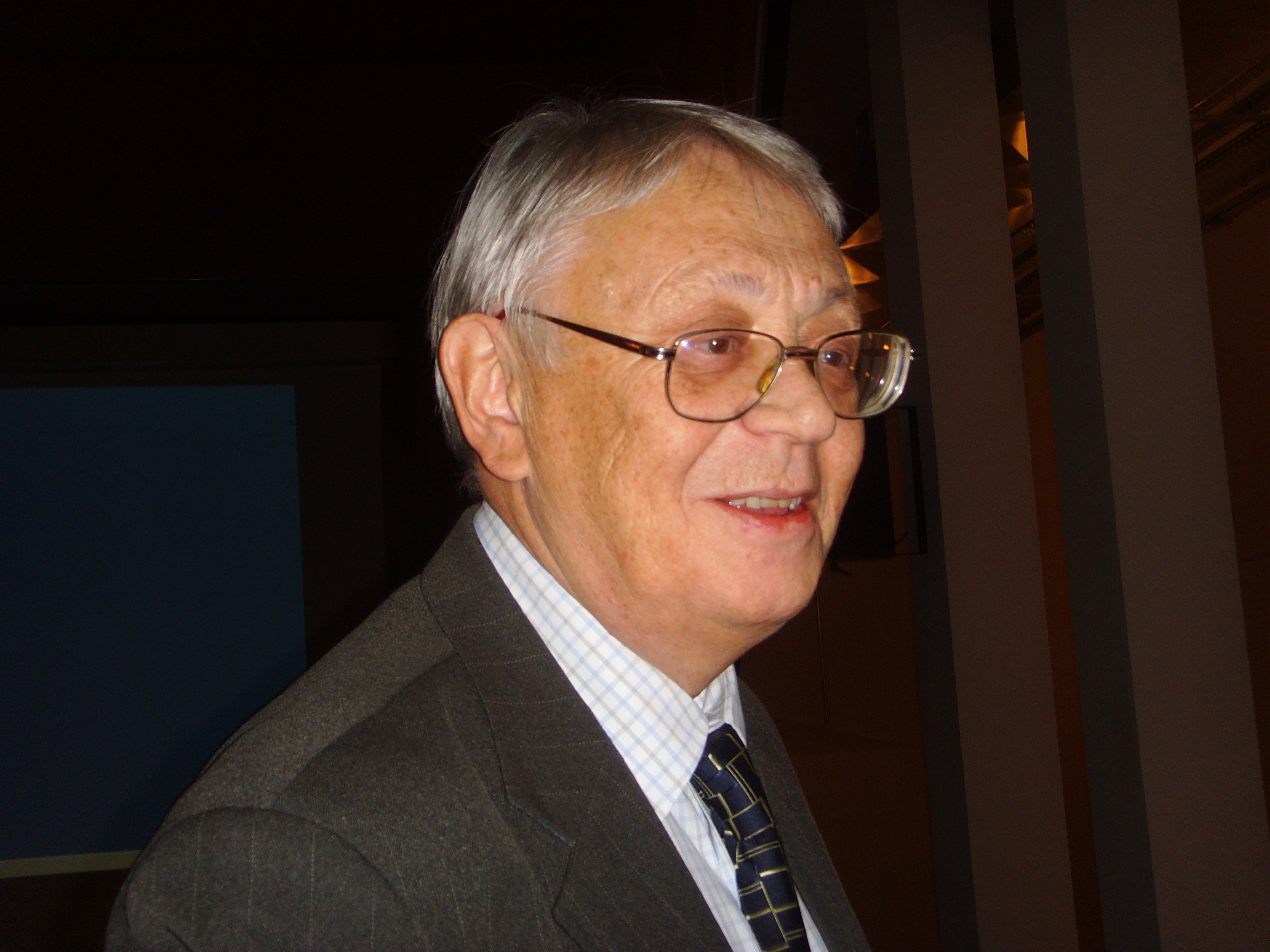
Лев Мнухин

- Вергейру, Мария Алиса (85) — бразильская актриса[543].
- Гусен, Жанна (81) — южноафриканская писательница[544].
- Друкдель, Абдельмалек (50) — алжирский исламский боевик, основатель и лидер организации Аль-Каида в странах исламского Магриба; убит[545].
- Зубов, Илья Иванович (96) — участник Великой Отечественной войны, полный кавалер ордена Славы[546].
- Каус, Иштван (87) — венгерский фехтовальщик-шпажист, чемпион летних Олимпийских игр в Токио (1964)[547].
- Лехтеля, Вели (84) — финский гребец академического стиля, бронзовый призёр летних Олимпийских игр в Мельбурне (1956) и в Риме (1960)[548].
- Мнухин, Лев Абрамович (82) — советский и российский литературовед[549].
- Насибулин, Энгель Хариевич (86) — советский и российский художник[550].
- Ортега, Эктор (81) — мексиканский актёр, режиссёр и сценарист[551]
- Островский, Александр Анатольевич (61) — советский боксёр, чемпион СССР (1986) и победитель Игр доброй воли (1986), заслуженный мастер спорта (2003)[552].
- Павловский, Владимир Евгеньевич (70) — российский учёный в области механики, доктор физико-математических наук (1995), профессор кафедры теоретической механики и мехатроники МГУ (2001)[553].
- Райт, Розмари (88) — британская пианистка[554]. (О смерти стало известно в этот день).
- Сафонов, Владимир Георгиевич (84) — советский и российский зоолог, эколог животных и охотовед, директор ВНИИОЗа (1980—2005), член-корреспондент РАСХН (1999—2014), член-корреспондент РАН (2014)[555].
- Сивиери, Марио (78) — бразильский католический прелат, епископ Проприи[556].
- Сутягин, Виктор Павлович (72) — российский агроэколог, доктор сельскохозяйственных наук, профессор кафедры ботаники и луговых экосистем технологического факультета ТГСХА[557].
- Тазлауану, Валентина (70) — советская и молдавская писательница, журналистка и литературный критик[558].
- Тарнавская, Розалия (87) — украинская поэтесса и общественная деятельница[559].
- Уоррил, Конрад (78) — американский писатель[560].
- Уэр, Мидж (92) — американская актриса[561][562].
- Фатеев, Юрий Иннокентьевич (64) — советский и российский художник[563].
- Фридман, Брюс (90) — американский писатель и сценарист[564].
- Хачатрян, Армен Авагович (62) — армянский государственный деятель и дипломат, спикер Парламента (1999—2003), посол на Украине (2003—2010) и в Белоруссии (2010—2017)[565].
- Шотемор, Шириншо Шириншоевич (87) — советский и российский рентгенолог[566].

## 2 июня

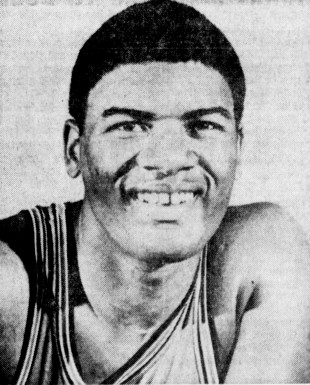
Уэс Анселд

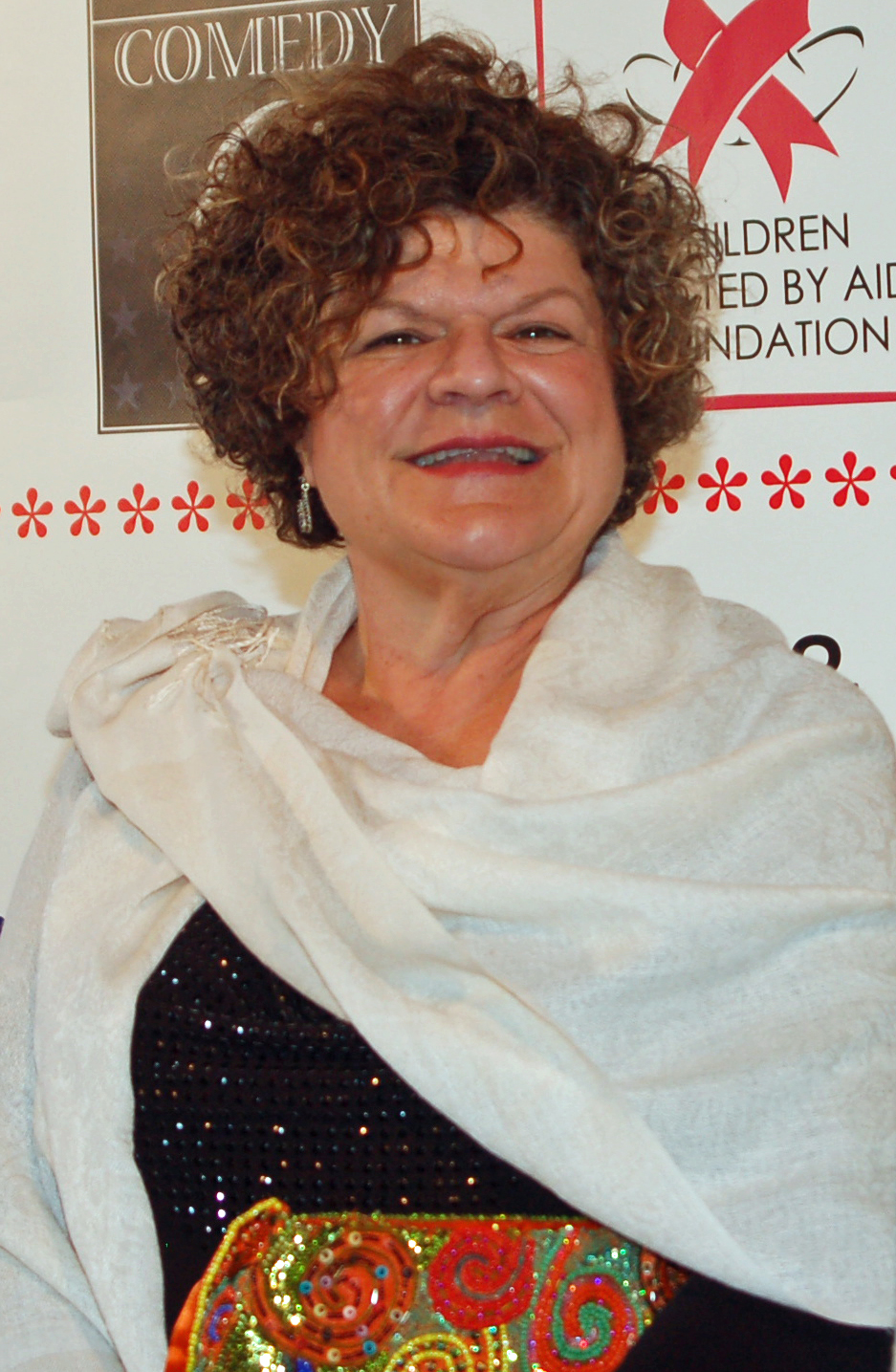
Мэри Глисон

- Анселд, Уэс (74) — американский баскетболист[567].
- Бамбалов, Николай Николаевич (81) — советский и белорусский биогеохимик, академик НАН Беларуси (1994)[568].
- Бём, Вернер (78) — немецкий певец и музыкант[569].
- Бёрнсток, Джеффри (91) — британский нейробиолог, открывший пуринергическую передачу сигнала в вегетативной нервной системе[570].
- Гизенга, Луги (54) — конголезский политик, министр шахт Демократической Республики Конго, лидер Объединённой лумумбистской партии[571].
- Гиллель, Яков (71) — бразильский и израильский оперный режиссёр[572].
- Гирдвайнис, Гедиминас (76) — советский и литовский актёр театра и кино[573].
- Глисон, Мэри Пэт (70) — американская актриса[574].
- Джервасо, Роберто (82) — итальянский писатель[575].
- Зайгер, Флойд (94) — американский генетик-плодовод, разработавший плуот и другие гибридные сорта косточковых плодов[576].
- Земан, Ян (78) — нидерландский предприниматель, основатель сети магазинов Zeeman[577].
- Канео, Джон (91) — австралийский яхтсмен, чемпион летних Олимпийских игр в Мюнхене (1972)[578].
- Кирей, Михаил Ильич (83) — советский партийный и государственный деятель, председатель Львовского облисполкома (1980—1990)[579].
- Лук Джок, Джон (68-69) — южносуданский государственный деятель, министр по делам Восточной Африки[580].
- Малиновский, Константин Владимирович (82) — советский и российский историк архитектуры и изобразительного искусства[581].
- Мардас, Геннадий Александрович (49) — белорусский футболист[582].
- Матевосян, Эдуард Александрович (82) — советский и армянский кинооператор, заслуженный деятель искусств Армянской ССР[583].
- Мегапану, Амалия (91) — греческая писательница, жена Константиноса Караманлиса, первая леди Греции (1980−85 и 1990−95)[584]..
- Мур, Десмонд (94) — австралийский католический прелат, епископ Алотау Сидеи (1970—2001)[585].
- Нуайе, Жак Моиз Эжен (93) — французский католический прелат, епископ Амьена (1987—2003)[586].
- Оракзай, Мунир Хан (60) — пакистанский политический деятель, депутат Парламента (2002—2013 и с 2018)[587].
- Печчеи, Роберто (78) — американский физик, лауреат Премии Сакураи (2013), соавтор теория Печчеи — Квинн (1977)[588].
- Прохазкова-Луткова, Маркета (56) — чешский композитор и поэт[589].
- Рабинович, Самуил Семёнович (84) — советский и российский нейрохирург, доктор медицинских наук (1982), профессор[590].
- Рейсс, Жанин (99) — французская пианистка, клавесинистка и вокальный педагог[591].
- Рой, Мюриэль (98) — канадский социолог и демограф[592].
- Суарес, Эктор (81) — мексиканский актёр[593].
- Труздейл, Крис (34) — американский певец и актёр[594].
- Уббьяли, Карло (90) — итальянский мотогонщик, девятикратный чемпион Мото Гран-при[595].
- Хукстра, Тарк (81) — нидерландский археолог[596].

## 1 июня

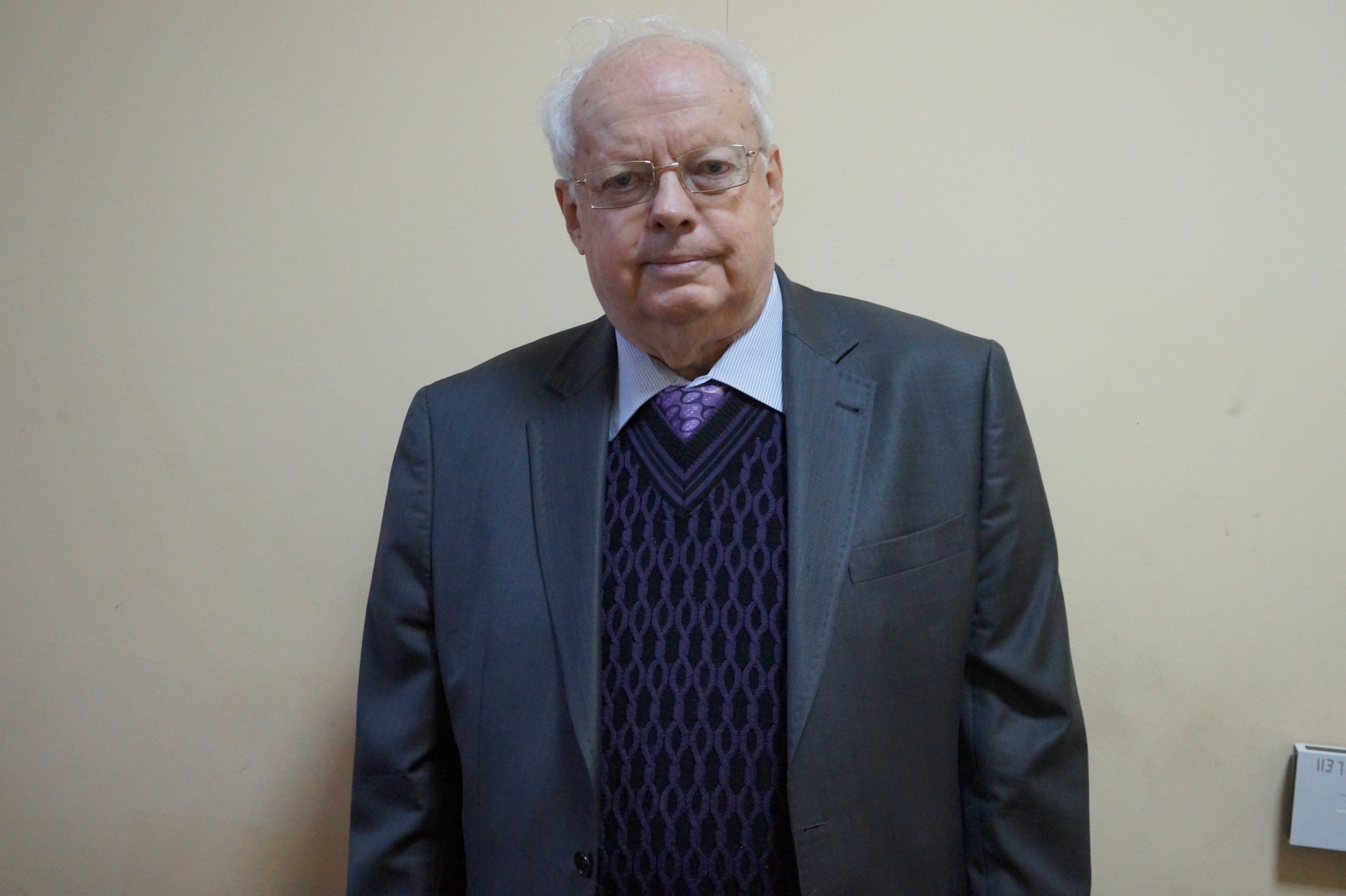
Мирослав Скорик

Анна Уварова

- Альва Орландини, Хавьер (92) — перуанский государственный деятель, министр внутренних дел (1965—1966), вице-президент (1980—1985), председатель Сената (1981—1982), председатель Конституционного суда (2002—2005)[597].
- Альгинов, Виктор Николаевич (72) — советский и российский тренер по вольной борьбе, заслуженный тренер РСФСР (1991)[598].
- Варнава (Кедров) (89) — архиерей Русской православной церкви, епископ (1976—1984), архиепископ (1984—2001) и митрополит (с 2001 года) Чебоксарский и Чувашский[599].
- Заржечна, Марион (89) — американская пианистка[600].
- Зидов, Кристоф (35) — немецкий журналист (Der Spiegel)[601].
- Имэдж, Джоуи (63) — американский музыкант, барабанщик группы Misfits[602].
- Кэмерон, Силвер (82) — канадский писатель и драматург[603].
- Кочиянчич, Янез (78) — словенский спортивный функционер, президент Европейских олимпийских комитетов (с 2017 года)[604].
- Николас Ри, 3-й барон Ри (91) — британский наследственный пэр, барон Ри (с 1981 года), член Палаты лордов (с 1982 года)[605].
- Роцкий, Пётр (46) — польский футболист («Полония» (Варшава), «Гурник», «Одра», «Легия)»)[606].
- Севастьянов, Олег Михайлович — советский и российский писатель и журналист[607].
- Симон, Педру Эрсилиу (78) — бразильский католический прелат, епископ Уругуаямы (1995—1998), епископ и архиепископ Пасу-Фунду (1999—2012)[608].
- Скорик, Мирослав Михайлович (81) — советский и украинский композитор и музыковед, народный артист УССР (1988), Герой Украины (2008)[609].
- Смолка, Йозеф (81) — чешский волейболист, бронзовый призёр летних Олимпийских игр 1968 года в Мехико в составе сборной Чехословакии[610].
- Уварова, Анна Валентиновна (52) — российская журналистка[611].
- Факторович, Александр Львович (65) — российский журналист и литературовед, доктор филологических наук, профессор кафедры истории и правового регулирования массовых коммуникаций журфака КубГУ[612].
- Фаррухи, Асиф (60) — пакистанский писатель[613].
- Фашек, Маджек (57) — нигерийский певец и гитарист[614].
- Филар, Мариан (77) — польский юрист и политический деятель, депутат Сейма (2007—2011)[615].
- Шибанков, Владимир Михайлович (84) — советский и российский актёр, артист Театра драмы имени Ф. Волкова[616].
- Штепа, Мария Степановна (95) — украинская писательница[617].